# Église Saint-Denis-et-Saint-Jean-Baptiste de Saintines
Pour les articles homonymes, voir Église Saint-Denis et Église Saint-Jean-Baptiste.
L'église Saint-Denis-et-Saint-Jean-Baptiste est une église catholique paroissiale située à Saintines, dans le département français de l'Oise et la région Hauts-de-France. C'est une ancienne église de pèlerinage, où les fidèles venaient de loin pour vénérer une relique de saint Jean-Baptiste, ramenée de Croisade par un seigneur local, et pour se baigner dans la fontaine saint Jean-Baptiste en espérant la guérison de leurs maux, en particulier l'épilepsie. La double nef gothique flamboyante répond aux besoins d'accueil aux temps forts du pèlerinage, soit les huit jours à partir de la veille de la fête de la Saint-Jean, le 24 juin de chaque année. Les deux nefs sont séparées par de grandes arcades ouvertes dans le mur nord de l'ancienne nef romane, dédiée à saint Denis. De la période romane, et plus précisément des années 1120, date aussi le clocher trapu. Sa base est en même temps la première travée du chœur Saint-Denis, et possède l'une des voûtes d'ogives les plus anciennes du département. Les chapiteaux romans ont malheureusement tous été mutilés à l'intérieur de l'église, mais il en restent à côté des baies du clocher. Le chœur roman a été remplacé par un petit chœur gothique au chevet plat pendant la seconde moitié du XIIIe siècle, et a bientôt été suivie par la chapelle Saint-Jean-Baptiste, destinée à accueillir la relique du précurseur. Avec la construction de la seconde nef après 1508, c'est devenu un second chœur. Globalement l'architecture de l'église comporte peu d'éléments remarquables, mais sa riche histoire rend l'édifice intéressant, et il conserve un abondant mobilier qui témoigne des splendeurs du passé. En effet, l'église de Saintines n'est aujourd'hui qu'une parmi plusieurs petites églises d'une grande paroisse, et n'accueille des messes que très occasionnellement. Inscrite monument historique par arrêté du 3 novembre 1927, elle a été restaurée et est toujours très bien entretenue. Elle est affiliée à la paroisse Saint-Pierre de la vallée de l'Automne.

## Localisation
L'église Saint-Denis-et-Saint-Jean-Baptiste se situe en France, en région Hauts-de-France et dans le département de l'Oise, dans la vallée de l'Automne, sur la commune de Saintines, rue Jean-Jaurès (RD 123). L'église est alignée sur la principale rue du village avec son élévation méridionale, mais située un peu en contrebas. Une voie nommée place de l'Église se débranche de la rue Jean-Jaurès à l'est du chevet de l'église, puis contourne l'église par le nord et continue vers la rue du Château, où se trouve la mairie. Un parvis existe devant la façade occidentale. Au nord de l'église, de l'autre côté de la ruelle, l'on trouve la fontaine Saint-Jean-Baptiste, habituellement fermée au public.

## Histoire

### Le Moyen Âge

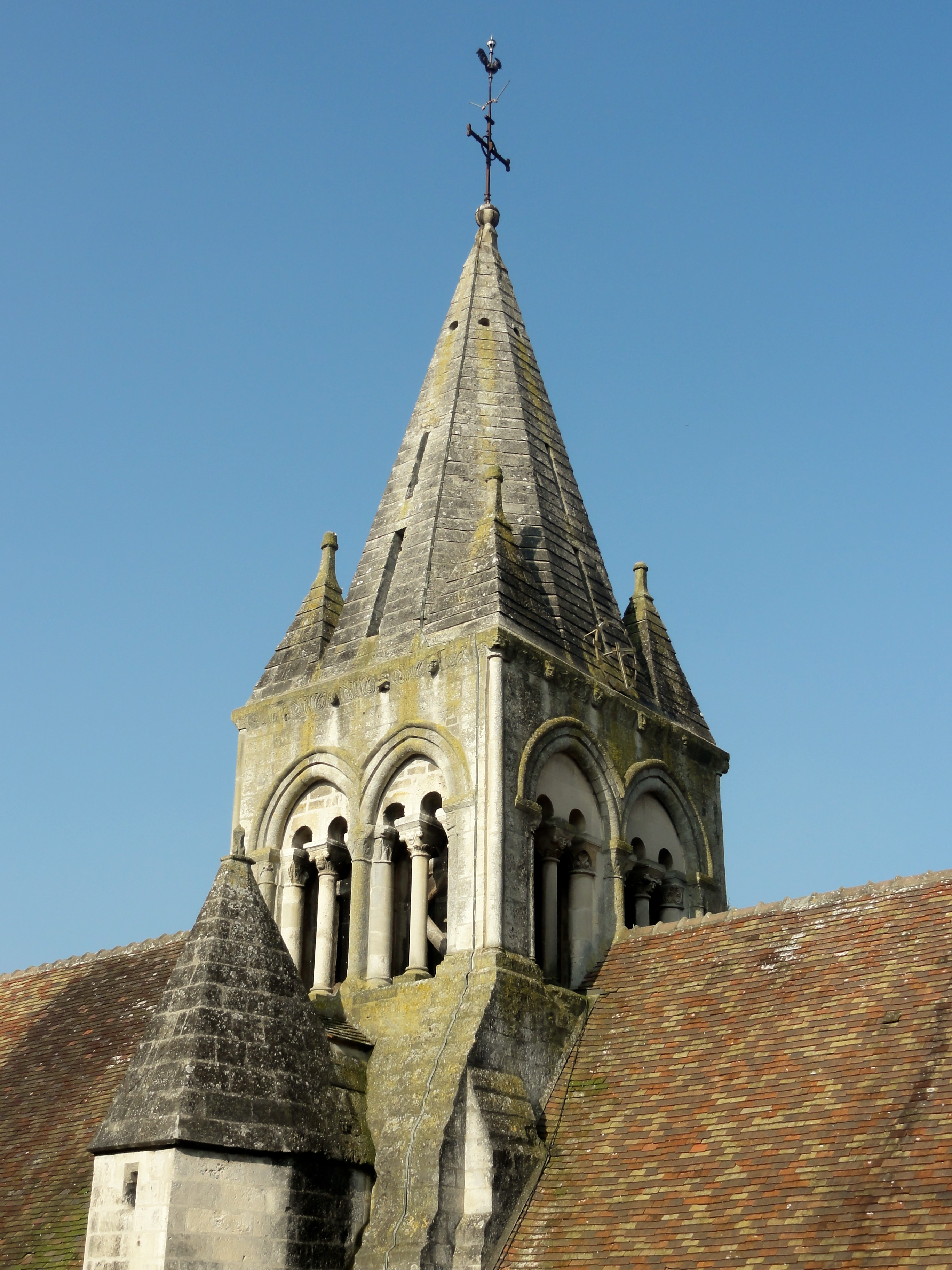
Le clocher roman seul subsiste encore des origines de l'église, y compris sa base.

Sous tout l'Ancien Régime, Saintines dépend du diocèse de Senlis. Avec Néry, c'est ici l'extrémité nord-ouest du diocèse, les localités voisines telles que Verberie, Saint-Vaast-de-Longmont, Saint-Sauveur et Béthisy-Saint-Pierre étant déjà situées dans le diocèse de Soissons. La paroisse de Saintines semble moins ancienne que la plupart des autres paroisses des environs. Les fondations d'une abside romane voûtée en cul-de-four ont été trouvées sous le chœur de l'église actuelle. Il s'agit vraisemblablement de la première église du lieu, et elle n'est apparemment pas beaucoup antérieure au second quart du XIIe siècle. Les seuls éléments qui subsistent en élévation sont le clocher, dont la base est voûtée d'ogives dès le départ et peut être datée des années 1125/1130 et une partie des murs de la nef. Un peu avant le milieu du XIIe siècle, l'abbaye de Chaalis fait bâtir une grange cistercienne sur le plateau, connue comme la grange du Faÿ. Elle est le centre d'un vaste domaine agricole autour de Saintines, que l'on évalue à environ 200 ha.
La première mention écrite de l'église figure dans une bulle du pape Luce III de juillet 1182, qui confirme au chapitre de la cathédrale Notre-Dame de Senlis les revenus d'un certain nombre d'églises, dont Saintines. En 1251, Renaud de Nanteuil, doyen du chapitre de la cathédrale de Beauvais, donne les terres de Saintines héritées de son père Philippe qui en fut seigneur au diocèse de Beauvais. En 1267, Renaud de Nanteuil est nommé évêque de Beauvais. C'est peut-être grâce à sa générosité que le chœur de l'église peut être reconstruit dans le style gothique, et qu'une chapelle peut être ajoutée au nord (devenant par la suite un second chœur). Au mort de l'évêque, il laisse ses biens au chapitre de Beauvais. Celui-ci rachète d'autres terres à Saintines au début du XIVe siècle et devient ainsi le principal seigneur de Saintines, pourtant situé dans un autre diocèse. Cette situation ne dure pas longtemps, car en 1311 Guillaume de Cugnières, qui est originaire des environs de Clermont, propose au chapitre un échange avec ses terres de Lieuvillers et devient ainsi seigneur de Saintines. Les revenus de la paroisse reviennent toujours entièrement au chapitre de Senlis.
Pierre de Cugnières, frère de Guillaume, lui succède en tant que seigneur en 1319. Il est grand chancelier de quatre rois successifs, et considéré comme l'un des personnages les plus marquants du XIVe siècle. C'est lui qui donne une impulsion au pèlerinage de saint Jean-Baptiste à Saintines, et qui obtient du pape Clément VI des indulgences pour la confrérie de saint Jean-Baptiste à Saintines, en 1340. Pierre de Cugnières meurt à Saintines en 1355 ou 1356 et est enterré dans la partie nord de l'église, mais son monument funéraire n'existe plus. Déjà au milieu du XVIIIe siècle, l'abbé Carlier en a cherché en vain les restes, et n'est pas parvenu à identifier son emplacement. Le caveau devait se trouver près de la chapelle Saint-Jean-Baptiste, dont l'on sait qu'elle est presque détruite par les Anglais sous la guerre de Cent Ans. Elle est reconstruite avant 1471 par Louis I de Vaux, seigneur de Saintines,.

### L'époque moderne jusqu'à la Révolution

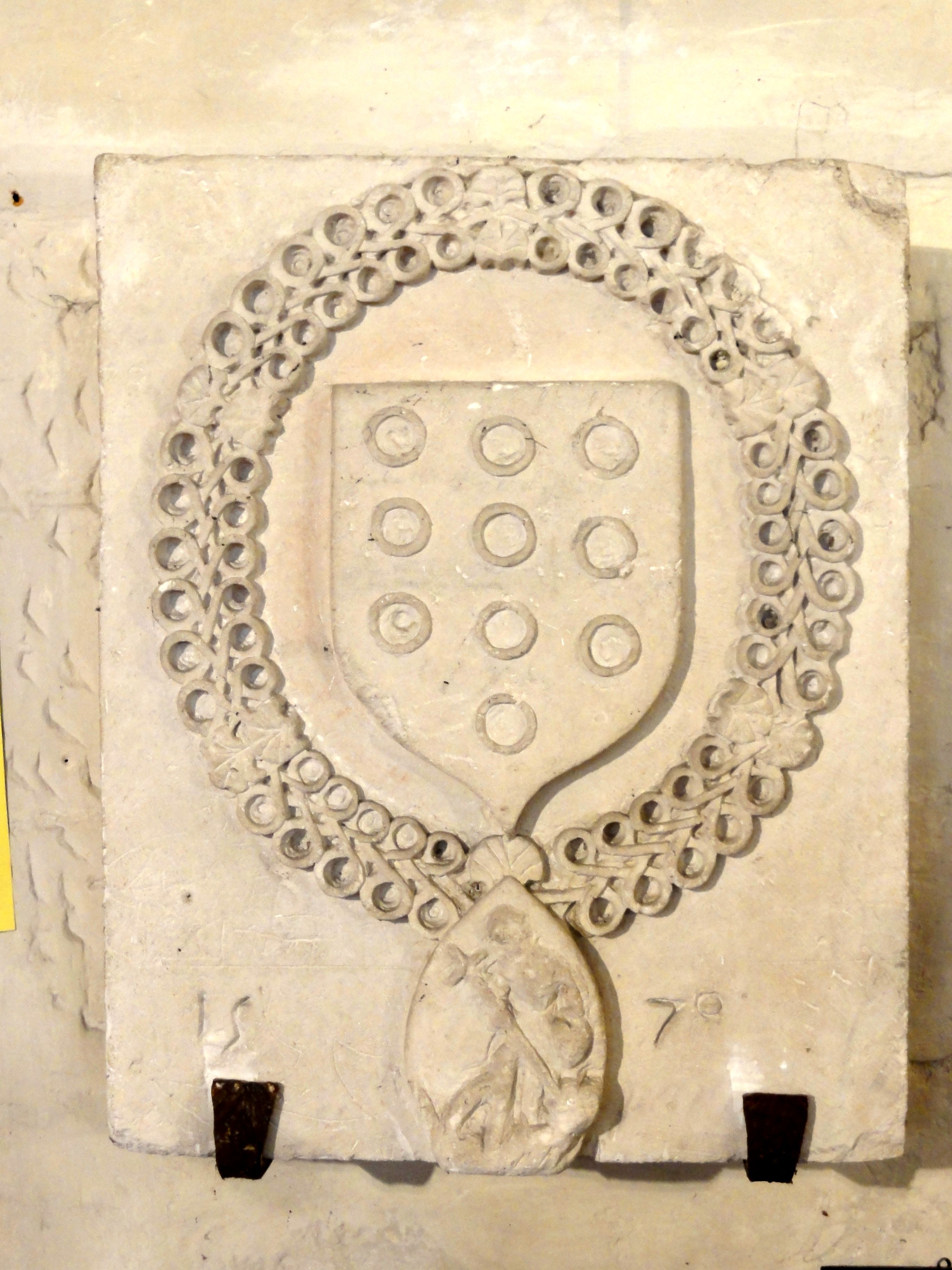
Blason des Vieux-Pont, provenant de leur caveau familial.

Jean de Vaux, fils de Louis I, fait quant à lui reconstruire le portail occidental de la nef méridionale, sans doute avant la fin du XVe siècle. Puis après 1508, son fils Louis II relève le tombeau de Pierre de Cugnières et fait surtout rebâtir la nef septentrionale, dont l'on suppose qu'elle se substitue à l'ancien bas-côté de la nef romane du XIIe siècle, et réparer la nef méridionale. Toutes ses fenêtres sont refaites, et le voûtement d'ogives est apparemment envisagé, mais finalement non effectué. Une tourelle d'escalier est édifié au sud du clocher. Le pèlerinage, qui avait cessé sous la guerre de Cent ans, est rétabli par une bulle du pape Clément VII de 1531. En 1562, la seigneurie passe à Jean de Vieux-Pont par alliance avec Françoise de Vaux, fille de Hugues, cinquième et dernier seigneur issu de la famille de Vaux. Jean de Vieux-Pont fait édifier un caveau sous la première travée du chœur Saint-Jean-Baptiste en 1570. La plupart des membres de cette famille venue de Normandie sont inhumés dans ce caveau jusqu'en 1728. Pour Jean II de Vieux-Pont, mort en 1599, un tombeau à priants est érigé. Il est enlevé à la Révolution française et déposé dans le parc du château, où les priants sont encore visibles en 1874. Aujourd'hui, ne reste qu'un vestige peu évocateur de l'un d'eux, dans un jardin de Saintines. Dans l'église, seul un écusson aux armes des Vieux-Pont rappelle encore le caveau,.
Ce n'est qu'à partir du XVIIe siècle que certains éléments de la vie de la paroisse sont connus. Le 2 septembre 1621, le cardinal de La Rochefoucauld, évêque de Senlis, visite l'église de Saintines. Son successeur, Nicolas Sanguin, préside la fête de la Saint-Jean-Baptiste le 24 juin 1630. Les naissances hors mariage sont fréquentes à l'époque. Contrairement à l'usage, le curé de Saintines consigne parfois le nom du père, même s'il s'agit d'un membre connu de la noblesse, en employant le terme d'acte criminel. Le pèlerinage de Saint-Jean-Baptiste donne souvent lieu à des débordements. D'après Louis Graves, les gens se baignaient nu, sans distinction d'âge ni de sexe. Quand Nicolas Sanguin vient de nouveau à Saintines le 24 juin 1648, il ordonne de ne plus ouvrir l'église avant deux heures du matin, et il interdit les bains (vraisemblablement dans le bassin de la fontaine au nord de l'église). Les marguilliers de Saintines n'acceptent pas et font appel au Parlement de Paris, qui émet toutefois un arrêt en faveur de l'évêque en 1650, et déboute définitivement les marguilliers en 1652 et les condamne à une amende de douze livres tournois,.
Entre 1657 et 1675, l'abbé Charles André Rançon, aumônier du Roi, est curé de Saintines. Il fait entreprendre beaucoup d'aménagements autour de l'église et au presbytère, mais intente aussi des procès à l'abbaye de Chaalis, pour un différend sur la dîme ; aux paroissiens qui ne paient pas les sommes dues ; mais aussi à Mme de Vieux-Pont, qui avait mal pris que le curé n'attendait pas son arrivée pour commencer la messe. L'abbé Rançon écrit qu'il agit pour épargner des ennuis à ses successeurs. Le sort de ses paroissiens est loin de le laisser indifférent. Quand la nouvelle du traité des Pyrénées parvient à Saintines le 22 février 1660, il note dans son journal : « ...avons à notre prône annoncé l'heureuse nouvelle de la paix à nos pauvres paroissiens accablés de tailles, de quartiers d'hiver et d'autres maux insupportables allongés pour tirer l'argent du peuple qui a peine. Que la postérité ne voit jamais plus un tel désastre ! Quand on espérait moins la paix, tout d'un coup Dieu a travaillé à nous la donner. Qu'il nous la conserve à jamais ! » — En 1696, les arcades séparant les deux nefs sont refaites. En 1739, Jean-Anne Aubery de Vatan, marquis de Vatan, seigneur de Saintines en tant qu'héritier du dernier des Vieux-Pont, est le dernier seigneur enterré dans le caveau de l'église. L'année 1757 voit le remplacement de la voûte de la nef Saint-Denis par un lambris,.

### Le pèlerinage de saint Jean-Baptiste

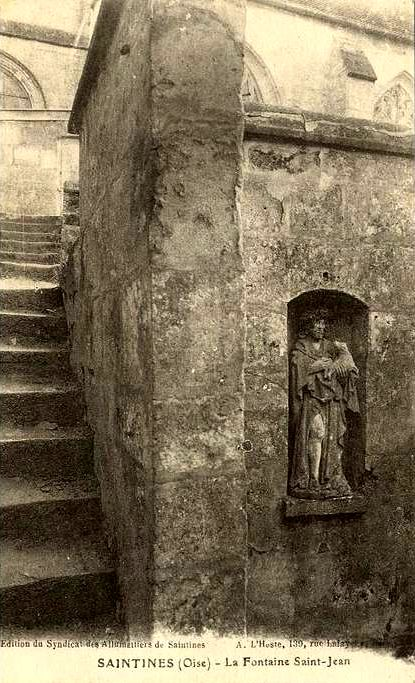
Fontaine Saint-Jean-Baptiste, vue vers le sud, état avant 1977 ; niche avec statue du saint à gauche de la fontaine.

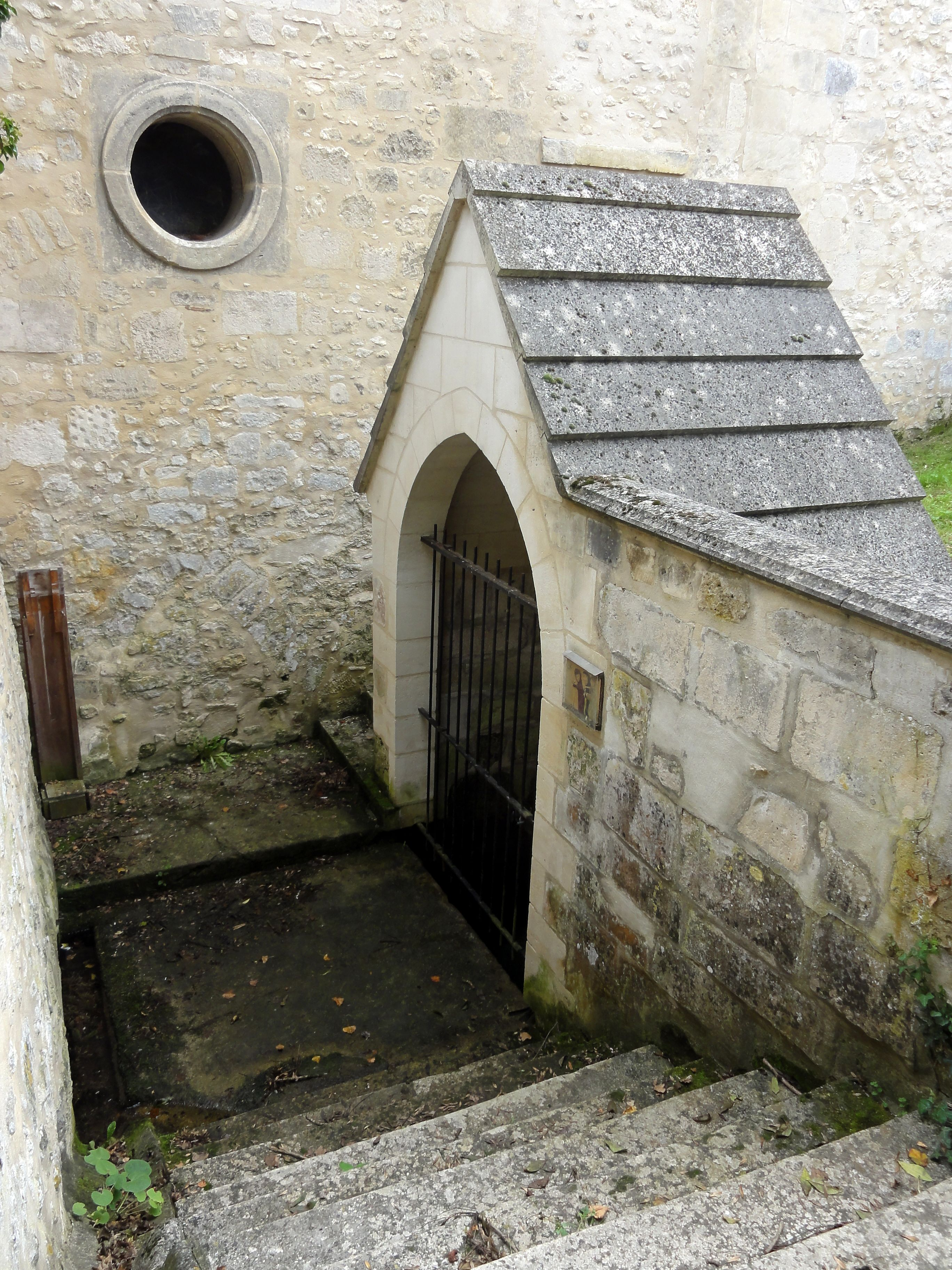
Fontaine Saint-Jean-Baptiste, état depuis la restauration ; pas seulement la statue mais aussi la niche ont été supprimées. La statue est à présent dans l'église.

Le pèlerinage de saint Jean-Baptiste a déjà été évoqué. Il est moins ancien que l'église, car celle-ci est dédiée uniquement à saint Denis de Paris avant l'adjonction de la chapelle Saint-Jean-Baptiste au nord du clocher. La première mention indirecte figure dans la bulle de Clément VI de 1340, qui reconnaît la confrérie Saint-Jean-Baptiste. Celle-ci regroupe une grande partie des anciens pèlerins et recueille de l'argent, qui selon l'évêque de Senlis doit être employé uniquement pour dire des messes pour les confrères vivants et défunts, et pour entretenir la chapelle. Si l'on se base sur l'hypothèse communément admise que la relique de saint Jean-Baptiste fut rapporté d'un seigneur de Saintines lors des Croisades, le pèlerinage devrait remonter au moins à la seconde moitié du XIIIe siècle, et le style architectural de la chapelle parle dans le même sens. Peu de renseignements précis existent sur le pèlerinage avant le XVIIe siècle. D'autant plus précieux est le récit de l'abbé Carlier, contenu dans son Histoire du duché de Valois jusqu'en 1703. Sachant que l'abbé Carlier était de la ville voisine de Verberie, il a connu lui-même le pèlerinage à son apogée, et il n'est donc pas certain s'il se réfère au XVIIe siècle plutôt qu'au milieu du XVIIIe siècle.

« Le plus distingué des pèlerinages qui fussent alors dans le Valois, le plus fréquenté par le concours des peuples, par l'affluence des marchands & par toutes les circonstances qui rendent ces assemblées remarquables, étoit celui de S. Jean-Baptiste établi au village de Saintines, depuis la fin des dernières croisades. Ce pèlerinage, qui avoit lieu pendant toute l'année, devenoit plus solennel la veille & le jour de S. Jean & pendant l'Octave. On se rendoit à Saintines de toutes les provinces de France, & même des royaumes étrangers. On y venoit sur-tout des Pays-bas, de la Flandre & de la Picardie. Il n'y avoit pas de grands pèlerins dans ces provinces, qui n'eussent fait plusieurs fois le voyage de Saintines.
Ce pèlerinage alloit de pair avec ceux du Mont S. Michel, de S. Hubert, de S. Jacques en Galice, de S. Pierre de Rome et de Jérusalem. On arrivoit la veille de S. Jean, on se baignoit le soir dans la fontaine, on passoit la nuit dans l'église ou dans le cimetière, en attendant la première Messe qu'on chantoit à minuit, & après une seconde Grand-Messe du jour, où les personnes pieuses communioient, on parcouroit la foire, on faisoit les emplettes, on achetoit l'Image de S. Jean-Baptiste, on prenoit de la braise éteinte du feu de la veille, de l'eau de la fontaine, & l'on s'en retournoit. On étoit dans la persuasion, que cette braise éteinte, même la cendre du feu & l'eau de la fontaine que l'on bénissoit la surveille du vingt-quatre Juin, préservoit des accidens du tonnerre. Les Picards portoient à leur chapeaux par dévotion, une petite figure en plomb de S. Jean-Baptiste, & n'entreprenoient aucun voyage, sur-tout pendant l'Été où les orages sont fréquents, sans prendre sur eux du charbon ou de l'eau de S. Jean.
Le mal dont on venoit chercher la guérison à Saintines, étoit l'épilepsie, qu'on nommoit aussi mal de S. Jean. Les pratiques qu'on employoit pour l'obtenir, consistoit en faire réciter un Évangile sur la tête de l'épileptique. On le plongeoit ensuite dans la fontaine à trois reprises, par le ministère de gens préposés à cette fonction. [...] Il n'est guère de pratiques, même dans l'ordre des choses spirituelles, si saintes qu'elles soient, qui ne dégénèrent en abus. L'Office de la nuit, & les prières qu'on avoit coutume de faire sur les pèlerins, les bains salutaires de la fontaine, donnèrent lieu à des maltotes scandaleuses & à des dérèglemens, à la suppression desquels l'autorité & le crédit de l'Évêque Diocésain suffirent à peine, tant fut grande l'opiniâtreté du peuple à conserver ses maximes.
Cent ans après le renouvellement de la Confrairie, les choses en étoient venues au point, qu'il y avoit un tarif pour les bains de la fontaine, qui devoient être libres. On avoit imaginé trois classes de bains. Les premiers se payoient trente livres, les seconds seize livres, les troisièmes huit livres : pour ce qui est de l'Office de la nuit, on l'attendoit dans le cimetière, dans l'Église, dans les auberges, avec un tumulte & des indécences qui révoltoient. »

Les débordements ne peuvent jamais être endigués durablement. Un acte du Parlement du 11 avril 1785 défend les assemblées et attroupements les jours de fête de patron et le dimanche suivant, et tout le reste de l'année, dans tout le bailliage de Crépy-en-Valois et en particulier à Saintines. L'abbé Louis Blanche Joseph de Geresme, installé comme curé de Saintines en 1788, laisse de nombreuses notes dans les registres paroissiaux. On apprend qu'il est bien au courant des abus du passé et de la jurisprudence à leur propos, et résolu de faire tout dans l'ordre, mais les habitants l'obligent néanmoins de célébrer la messe de minuit (qui devrait se tenir à deux heures seulement) afin d'éviter tout accident. Il lira la messe de minuit chaque année, sauf sous la grande Terreur. Les seigneurs veillent à ce que le pèlerinage se déroule dans le calme, ce qui a pour conséquence que les jeux et divertissements se reportent sur les villages voisins, éloignés de deux à trois kilomètres seulement,.
Au XIXe siècle, le pèlerinage, interrompu par la Révolution, ne reprend que lentement. En 1843, Louis Graves (dont l'on ignore en quelle année il visita Saintines) écrit qu'il n'y a depuis longtemps plus de « concours » de pèlerins, mais un nombre important de visiteurs à la fontaine Saint-Jean tout au long de l'année. L'abbé Léon Gruart prétend tout au contraire que le pèlerinage reste florissante tout au long du XIXe siècle, en s'appuyant apparemment sur des mises en garde envers les pèlerins prononcés par les évêques de Beauvais pendant les années 1830. En 1838, un « marchand de cantiques » dépose plainte, car un jeune garçon de quatorze ans qui lui avait été confié deux ans plus tôt par sa mère avait été enlevé par un « italien faisant jouer à la lotterie ». En 1900, l'évêque de Beauvais, Marie-Jean-Célestin Douais, est en visite à Saintines au moment de la fête de la Saint-Jean, et il écrit qu'il ne s'attendait pas à trouver une telle foule pour le pèlerinage. À cette époque il n'y a plus question de débordements, car Mgr Douais souligne le recueillement et la piété de la foule. L'un des privilèges en rapport avec le pèlerinage est encore confirmé par le pape Léon XIII. Grâce aux pèlerins, le trésor de l'église est alors riche de quinze montres anciennes, dix-sept chaînes en or, trois chaînes en argent et environ deux cents ex-voto : bagues, cœurs, médailles, chapelets. Sans qu'il en trouve l'explication, l'abbé Gruart note en 1977 que presque tout a disparu,.

### La période révolutionnaire et le début duXIXesiècle

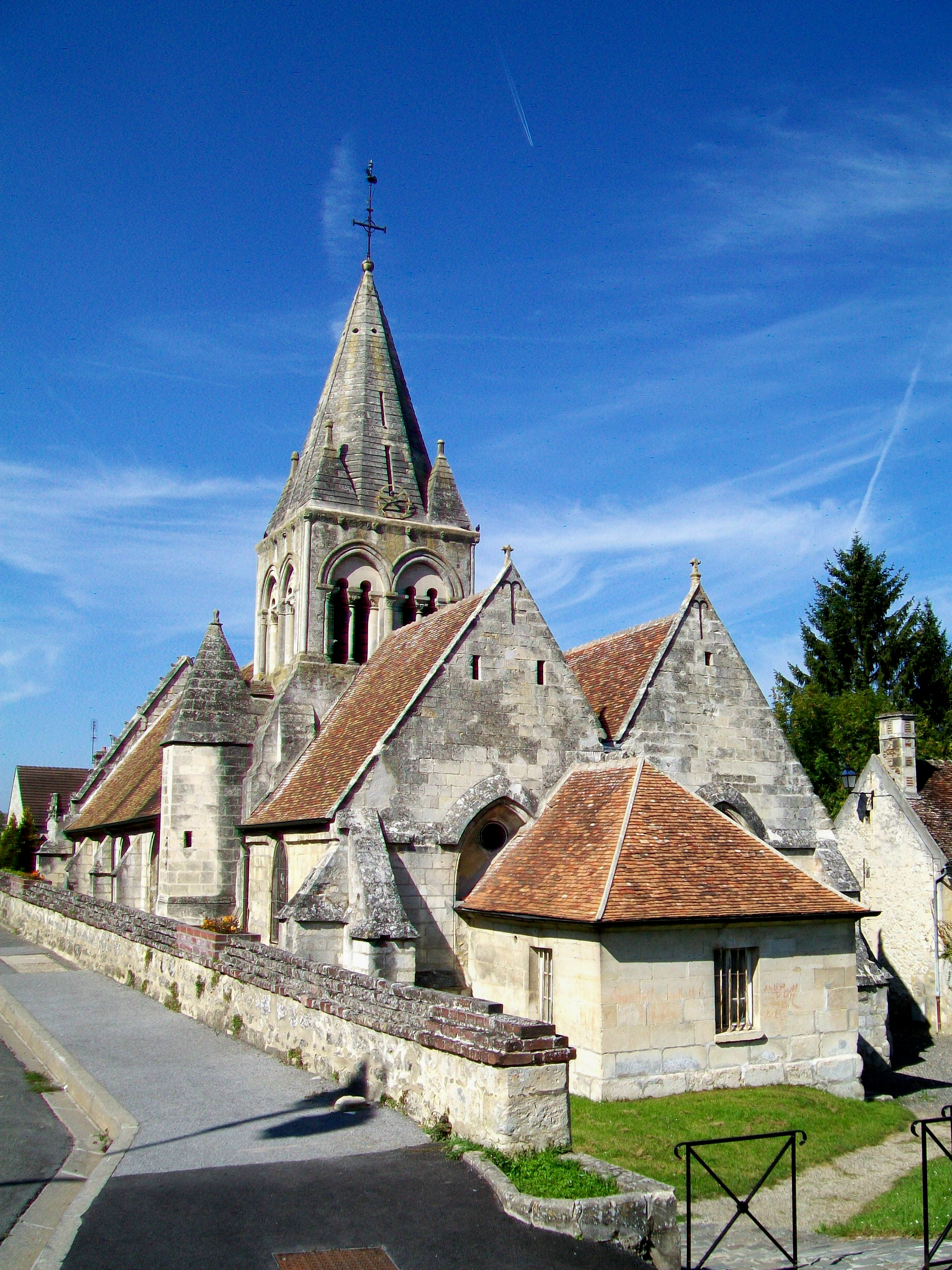
Vue sur l'église depuis le sud-est.

Après la « Grande Peur du Valois » à partir de fin juillet 1789 et qui est fondée sur près de 4 000 brigands qui dévastent les cultures, la première manifestation de la Révolution française est le serment sur la Constitution civile du clergé prêté par l'ensemble du clergé district de Crépy le dimanche 23 janvier 1791 à l'issue de la messe. Seuls les curés de Néry, Rocquemont et Verrines prêtent serment avec des restrictions, et se rétractent de leurs serments trois mois plus tard. Le 5 décembre 1793, l'abbé de Geresme note sur un acte de mariage qu'il ne peut plus publier les bans, et que tous ses supérieurs légitimes sont « renfermés ». Le curé est arrêté à deux reprises et conduit à Crépy. Le 25 janvier, il se voit contraint de suspendre son ministère tant que les catholiques et en particulier les prêtres font l'objet de persécutions. Les habitants ont été forcés de livrer tous les vases sacrés de l'église au district. Pourtant, les messes restent tolérées dans le district de Crépy jusqu'en mai 1794, mais une suspicion permanente pèse sur les curés. Il paraît que certains curés disent des messes pour une certaine classe de citoyens, en faisant sonner les cloches d'une façon particulière. Les messes commencent à être considérées comme un danger pour l'ordre public, et de plus en plus de curés sont emprisonnés. L'abbé de Geresme n'est pas dans ce cas et reste à Saintines, et parfois il baptise ou dispense l'extrême-onction secrètement. Le caveau sous l'église est vidé de ses sépultures le 10 mars 1794 afin de récupérer les plombs. Le 19 mai, les biens de l'église sont vendus, à l'exception de quelques ornements qui n'apparaissent pas dans les registres de vente, et que le curé avait peut-être caché préalablement.
Près d'un an plus tard, le dimanche des Rameaux, le 29 mars 1795, il juge le moment approprié pour reprendre son ministère et célèbre de nouveau l'Eucharistie. Or, les autorités du moment restent fermement opposés à toute pratique religieuse, et le député André Dumont somme l'abbé de Geresme de cesser son ministère, ce qu'il fait à compter du 23 avril. Au moins officiellement, car il continue de célébrer clandestinement la messe et de baptiser dans la lingerie du château, qui est alors inhabité. Le 5 mai il ne se cache plus et célèbre un mariage dans l'église. Les prêtres fidèles à la République ne sont désormais plus inquiétés, et l'abbé de Geresme entre en contact avec l'évêque de Senlis, Mgr Armand de Roquelaure, qui est officiellement destitué et réside à Crépy, mais qu'il considère toujours comme son supérieur. Cependant, la liberté religieuse n'est pas assuré sur tout le territoire français. Dans l'Oise aussi, elle est bien précaire, comme le montre un décret émis le 22 septembre 1799 sur la demande de Jacques Isoré, et imposant la fermeture des églises tous les jours sauf les décadi. L'abbé de Geresme dispense alors les sacrements à son domicile, en attendant l'abrogation du décret qui intervient le 1er décembre. La Révolution est finie mais beaucoup de jeunes hommes de Saintines qui s'étaient engagés dans la défense de la patrie l'ont payé avec leur vie ou leur santé, et le pays se trouve appauvri, ce qui ne s'engage pas avec les incessantes guerres menées par Napoléon Ier. En 1817, le marquis de Janson écrit que « le curé a eu tout l'hiver cinquante à soixante pauvres étrangers à sa porte, sans compter ceux du lieu ». Le 24 mai 1825, meurt l'abbé de Geresme, ancien chanoine de Saint-Rieul de Senlis. La commune fait graver les mots « bienfaiteur de la commune » sur sa tombe, car il lui laisse des legs. Notamment il laisse à la commune le presbytère, qu'il avait lui-même racheté sous la Révolution, car ayant été vendu comme bien national, à condition qu'il serve toujours à accueillir un prêtre. Il laisse aussi la somme de 1 000 francs aux pauvres, qui doit être placée solidement pour faire des distributions de pain de décembre à février de chaque année.

### Le drame de l'abbé Frairot

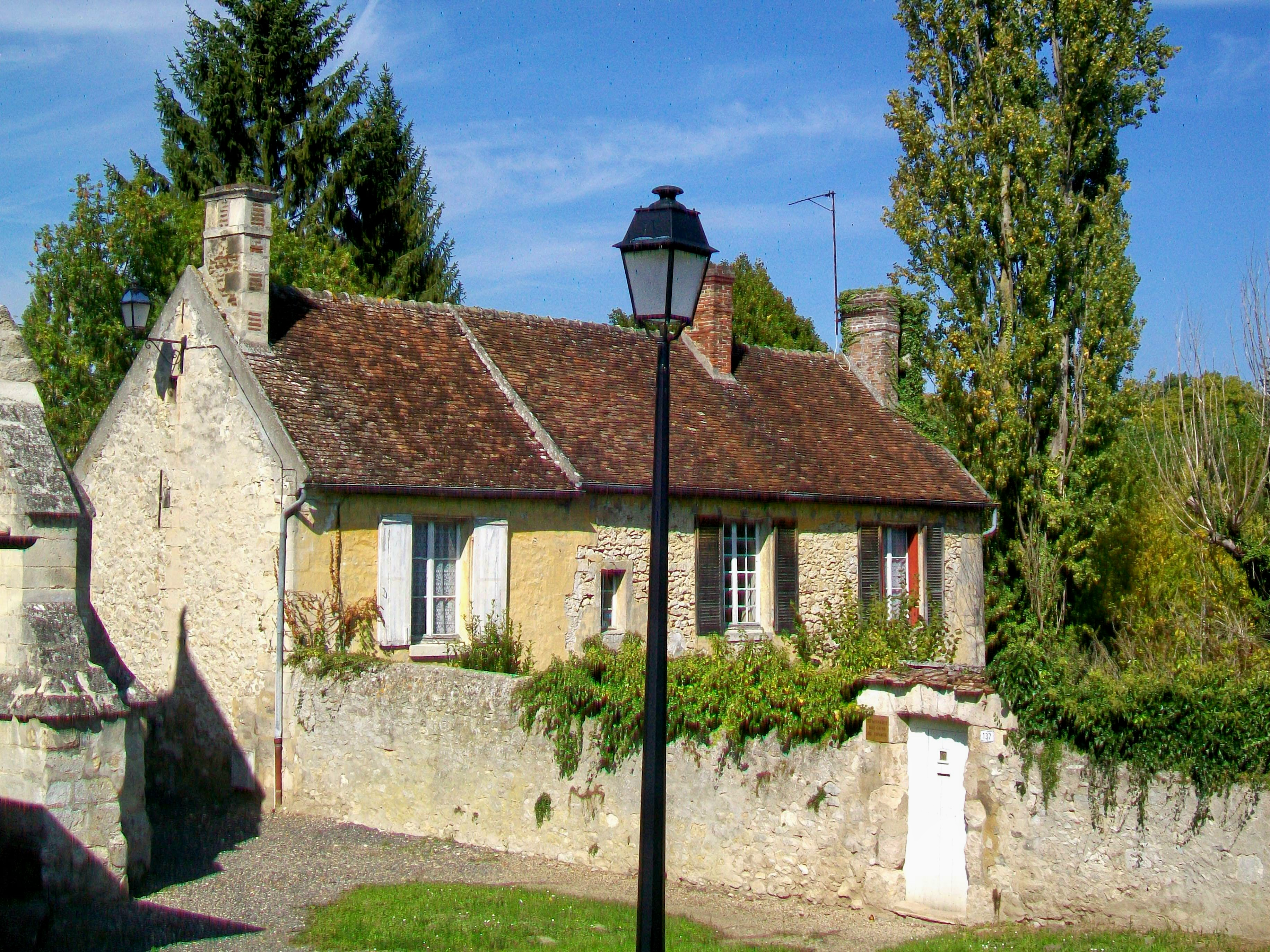
L'ancien presbyère, au nord de l'église.

En octobre 1879, l'abbé Victor-Élysée Frairot est nommé curé de Saintines et de Saint-Vaast-de-Longmont. Il est né le 10 mars 1844 et avait auparavant été vicaire desservant de l'église Saint-Denis de Mogneville. Sa servante est la veuve Reine Duban, qui a seize ans de plus. Le curé est un homme discret et les habitants ne savent pas grand chose de lui. Il est l'ami du médecin et s'entend bien avec le maire, qui vient d'instaurer l'enseignement laïc, de sorte que l'évêque y avait vu une source potentielle de conflits. À la fin du matin du mercredi 14 novembre 1883, le garde-champêtre trouve le curé pendu dans le grenier du presbytère. Le suicide ne fait aucun doute, puisqu'il laisse un testament olographe, et sa chambre montre encore les traces d'une tentative d'asphyxie par un feu de charbon de bois allumé dans un petit fourneau. Aucun paroissien n'est au courant du désarroi dans lequel se trouvait le curé, sauf le médecin, dont la proposition d'aide a été déclinée par l'abbé Frairot. Celui-ci avait cherché du réconfort auprès du curé de Verberie, qui avait à son tour informé l'évêque. Mais sans se rendre compte de l'état de désespoir de l'abbé Frairot, il lui conseille simplement de poursuivre le journal La Lanterne qui avait publié des accusations graves et infondées à son encontre. En effet, Victor Frairot avait été accusé du meurtre de Nicolas Mathieu Théodore Duban, régisseur du château de Ferreux à Champcenest, en Seine-et-Marne, village voisin d'Augers-en-Brie, où l'abbé Frairot était curé depuis 1869, le soir du 2 mars 1875. Ce qui accuse le curé sont la rumeur qui fait de l'épouse du régisseur, Reine Duban, sa maîtresse, puis une balle qui manque dans son révolver.
En réalité, la différence d'âge rend une relation illégitime improbable, mais madame Duban se rend souvent chez le curé car elle lui a confié l'éducation de son second fils, qui veut devenir vétérinaire. Pour ce qui est du revolver, c'est l'expertise du 5 février qui affirme qu'un coup aurait été tiré il y a moins de quarante-huit heures, alors que le crime remonte déjà à plus de deux jours. Le curé affirme avoir tiré sur un chat errant, plusieurs mois auparavant. Il est muté à Veneux-les-Sablons, alors que Mme Duban s'installe dans une autre paroisse, et bénéficie d'un non-lieu fin juin. La presse, notamment La Lanterne et le Progrès de Seine-et-Marne se montre particulièrement tendancieuse, car l'anticléricalisme de ces titres empêche les journalistes d'analyser les faits d'une façon neutre, mais elle révèle aussi des contradictions entre les différents témoignages, et certains témoins n'ont pas tenu le même discours face au tribunal et face aux journalistes. Quoi qu'il en soit, le ministère de l'abbé Frairot à Veneux-les-Sablons s'est bien passé, et à Saintines, seul le médecin et le maire sont au courant sur les accusations qui ont pesé sur leur curé, et le maire n'y a jamais prêté crédit. L'affaire semble oubliée, puis elle est déterrée par le Progrès de Seine-et-Marne en octobre 1883. S'étant abonné à cet hebdomadaire non diffusé à Saintines, le curé est tout de suite au courant. N'étant pas prêt à surmonter cette nouvelle épreuve, il met donc fin à ces jours, et est enterré le samedi suivant à cinq heures du matin, dans le carré des suicidés du cimetière. Par son testament, il laisse de l'argent pour faire reconstruire la voûte en berceau de la nef Saint-Denis. Ces travaux sont exécutés en 1888, et les voûtes d'ogives de la nef Saint-Jean-Baptiste ainsi que le dallage de l'église sont refaits cette même année. En 1886, la commune avait déjà fait construire l'escalier devant l'église, et la translation du cimetière avait eu lieu en 1859.

### Époque contemporaine

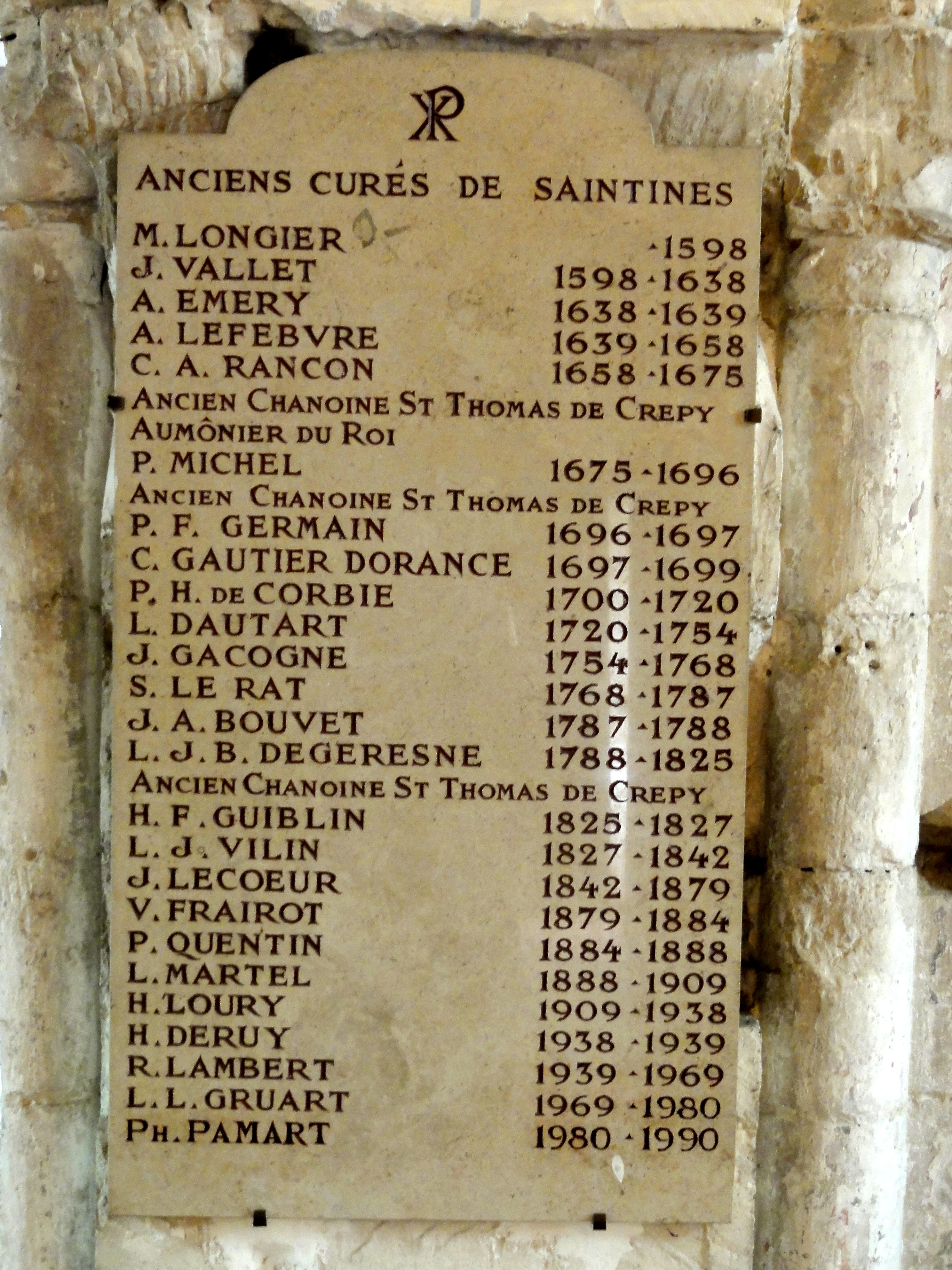
Plaque des curés (comportant des fautes).

L'église est inscrite monument historique par arrêté du 3 novembre 1927. Ni l'abbé Gruart, ni Julie Aycard et Pierrette Bonnet-Laborderie ne donnent un résumé des travaux de restauration entrepris au cours du XXe siècle, ni avant, ni après l'inscription. Seule est mentionnée la restauration du chœur Saint-Denis en 1971, qui est restée inachevée, car la plupart des chapiteaux abîmés n'ont pas été refaits, et les bases des colonnes de l'arc triomphal sont toujours de simples blocs de pierre. La restauration de 1971 intervient un an après l'arrivée de l'abbé Léon L. Gruart, qui remplace l'abbé Raymond Lambert, arrivé tout jeune en 1940 et décédé le 12 décembre 1969 à seulement cinquante-deux ans. L'abbé Gruart est aussi l'auteur de la notice historique citée dans le présent article. Rédigée en 1977, elle n'est publiée qu'en 2002, sur la proposition de son neveu Roland Gruart. Philippe Bonnet-Laborderie souligne que l'abbé Gruart fut très attaché à son église, et qu'il fit beaucoup pour son entretien et sa mise en valeur. En 1980, cet avant-dernier curé de Saintines est muté à Gouvieux, et il meurt en 1990. Le dernier prêtre appelé à officier comme curé de Saintines est le père Philippe Pamart, né en 1931. Quand il est muté pour Vieux-Moulin en 1990, la cure reste vacante. Aucun ancien curé de Saintines n'est plus en vie ; le père Pamart meurt prématurément en 1997. D'abord l'église de Saintines est desservie par le curé de Béthisy-Saint-Pierre, qui est alors le père Jacques Monfort. Saintines est déjà une grande paroisse, qui a absorbé Saint-Vaast après la Révolution, Néry en 1930, Gilocourt à la fin des années 1930 et Saint-Sauveur en 1947 (il est à noter que Gilocourt n'est pas limitrophe de Saintines ou de l'un des autres villages). Puis en 1996 le manque de prêtres motive la définition de seulement quarante-cinq nouvelles paroisses à l'échelle du département, et la paroisse de Béthisy est réunie à celle de Verberie. Cette très grande paroisse au titre de « paroisse de la vallée de l'Automne / paroisse Saint-Pierre » s'étend sur quatorze communes dont deux disposent de deux, voire trois églises (Néry et Fresnoy-la-Rivière). Le calendrier paroissial prévoyant des messes hebdomadaires dans deux églises (Verberie et Béthisy) et des messes bi-hebdomadaires dans deux autres (Saint-Sauveur et Morienval), il n'y a guère plus qu'une messe par trimestre à Saintines. Il s'agit de messes dominicales anticipées, le samedi soir à 18 h 30,,,.

## Description

### Aperçu général

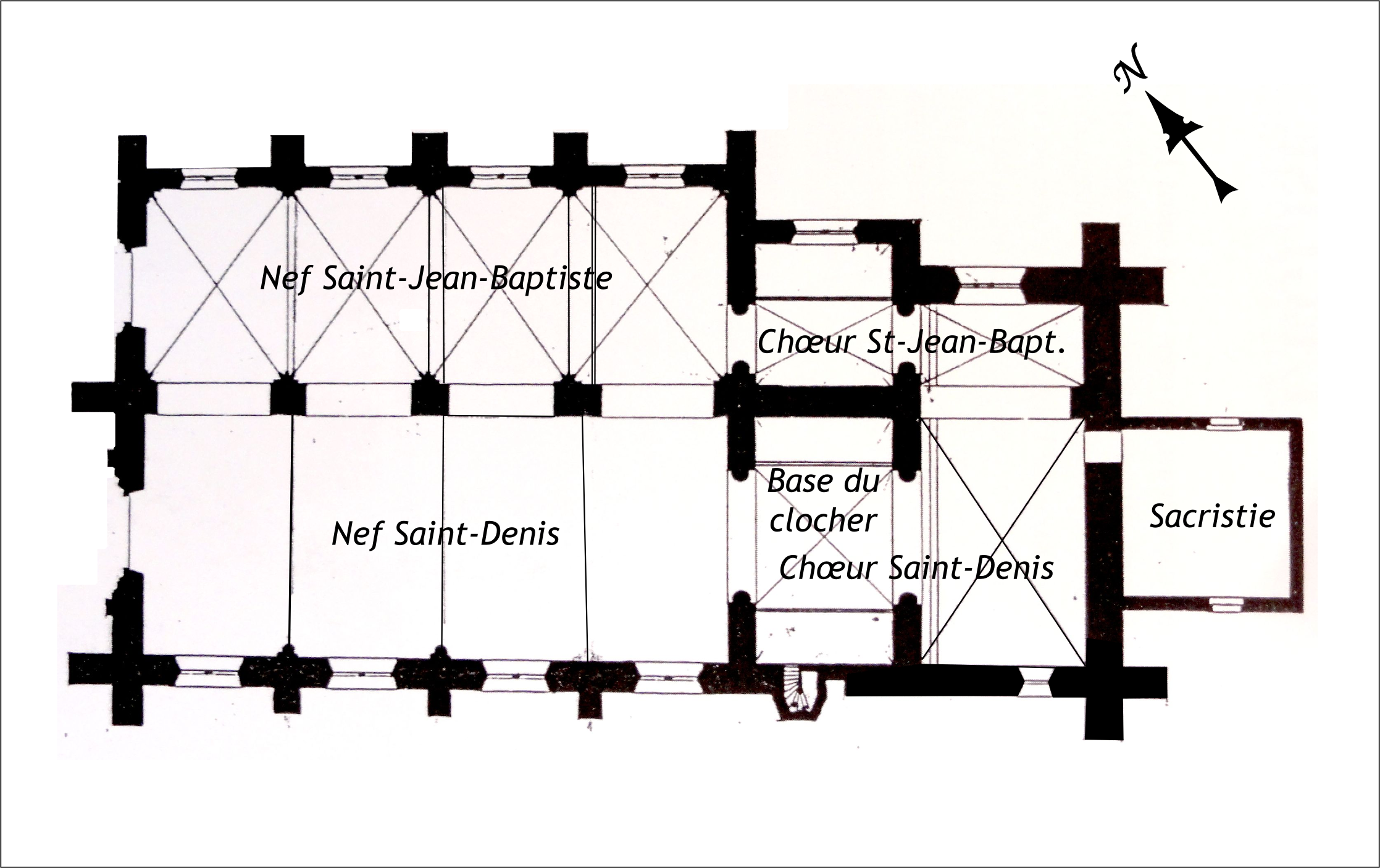
Plan dessiné par Drin en 1882. La base du clocher n'est pas conforme à la réalité.

Irrégulièrement orientée vers le nord-ouest du côté de la façade, l'église Saint-Jean-Baptiste est une église à double nef. Elles sont de même longueur et se composent chacune de quatre travées. L'intercommunication est assurée par quatre grandes arcades. La nef du sud, près de la rue, est dédiée à saint Denis et la plus ancienne. Elle est recouverte par une fausse voûte en berceau et est reliée à son chœur par la base du clocher, voûtée d'ogives dès la période romane. Le chœur lui-même est rectangulaire et au chevet plat ; il est également voûté d'ogives. La nef du nord est dédiée à saint Jean-Baptiste et elle aussi voûte d'ogives. Signe distinctif d'une église à double nef à proprement parler, la nef Saint Jean-Baptiste possède son propre chœur, qui se compose de deux travées inhabituellement étroites et voûtées d'ogives. La première travée s'accompagne au nord par une niche voûtée en berceau, perpendiculairement à l'axe de l'édifice : c'est la chapelle Saint-Jean-Baptiste. La seconde travée communique avec le chœur de la nef Saint-Denis, et son chevet plat est aligné sur celui du premier chœur. Une sacristie a été ajoutée devant le chevet, et une tourelle d'escalier flanque le clocher au sud. Les deux nefs et les deux chœurs se distinguent extérieurement par leurs deux toits indépendants et leurs pignons séparés. La chapelle Saint-Jean-Baptiste, bien que n'étant qu'un modeste annexe, dispose de son propre pignon côté nord.

### Intérieur

#### Nef méridionale

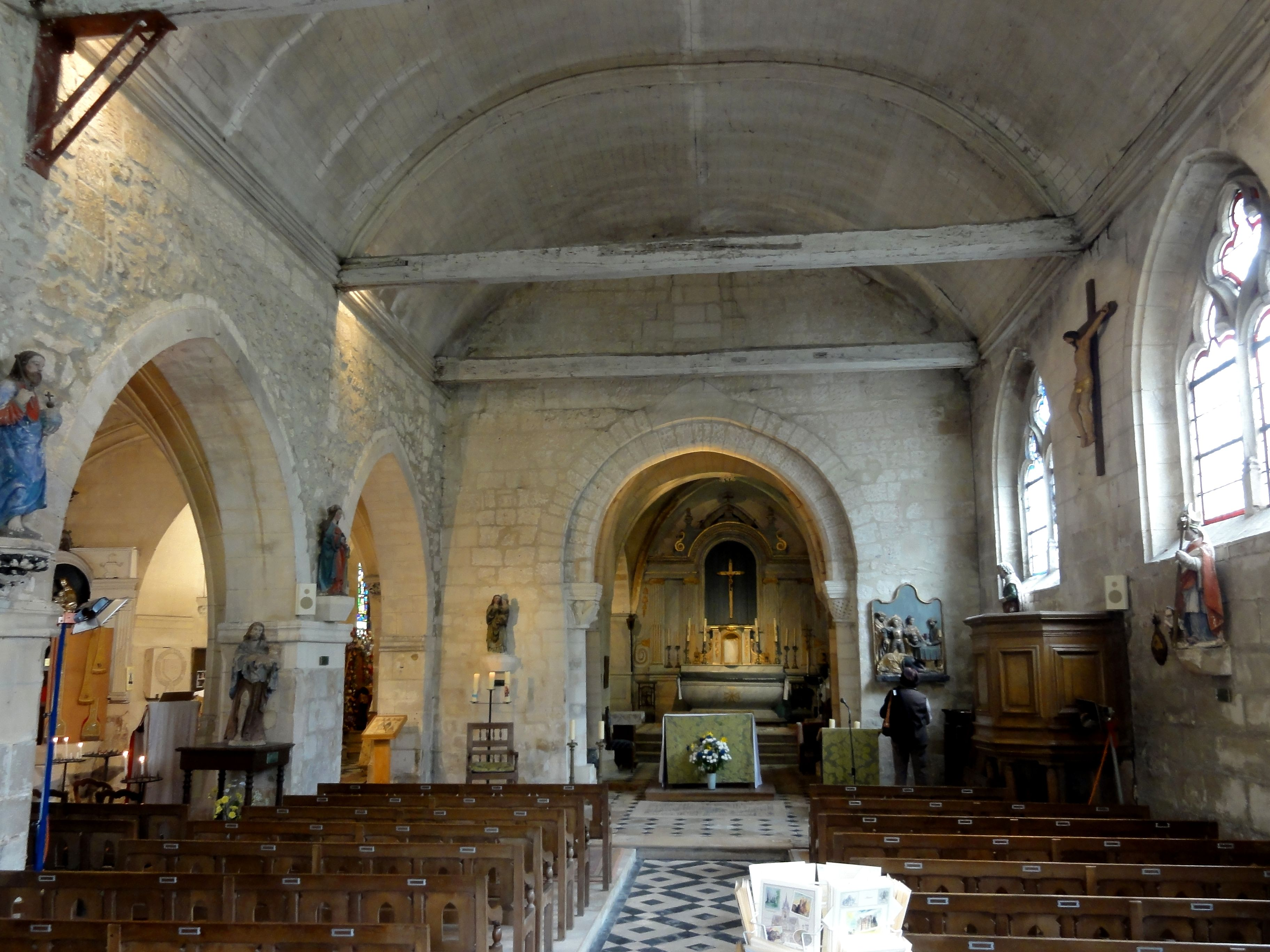
Nef St-Denis, vue vers l'est.

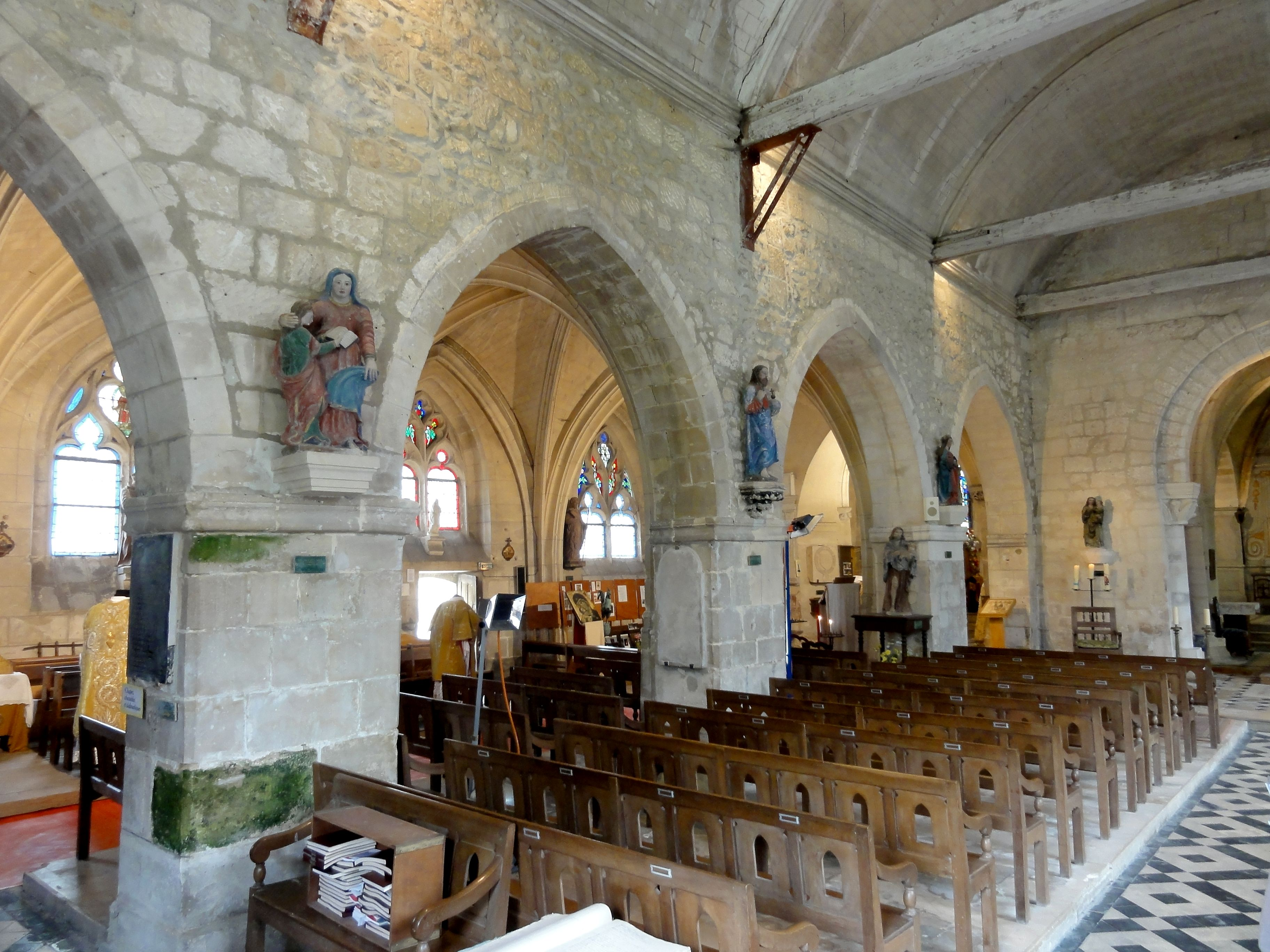
Nef St-Denis, grandes arcades.

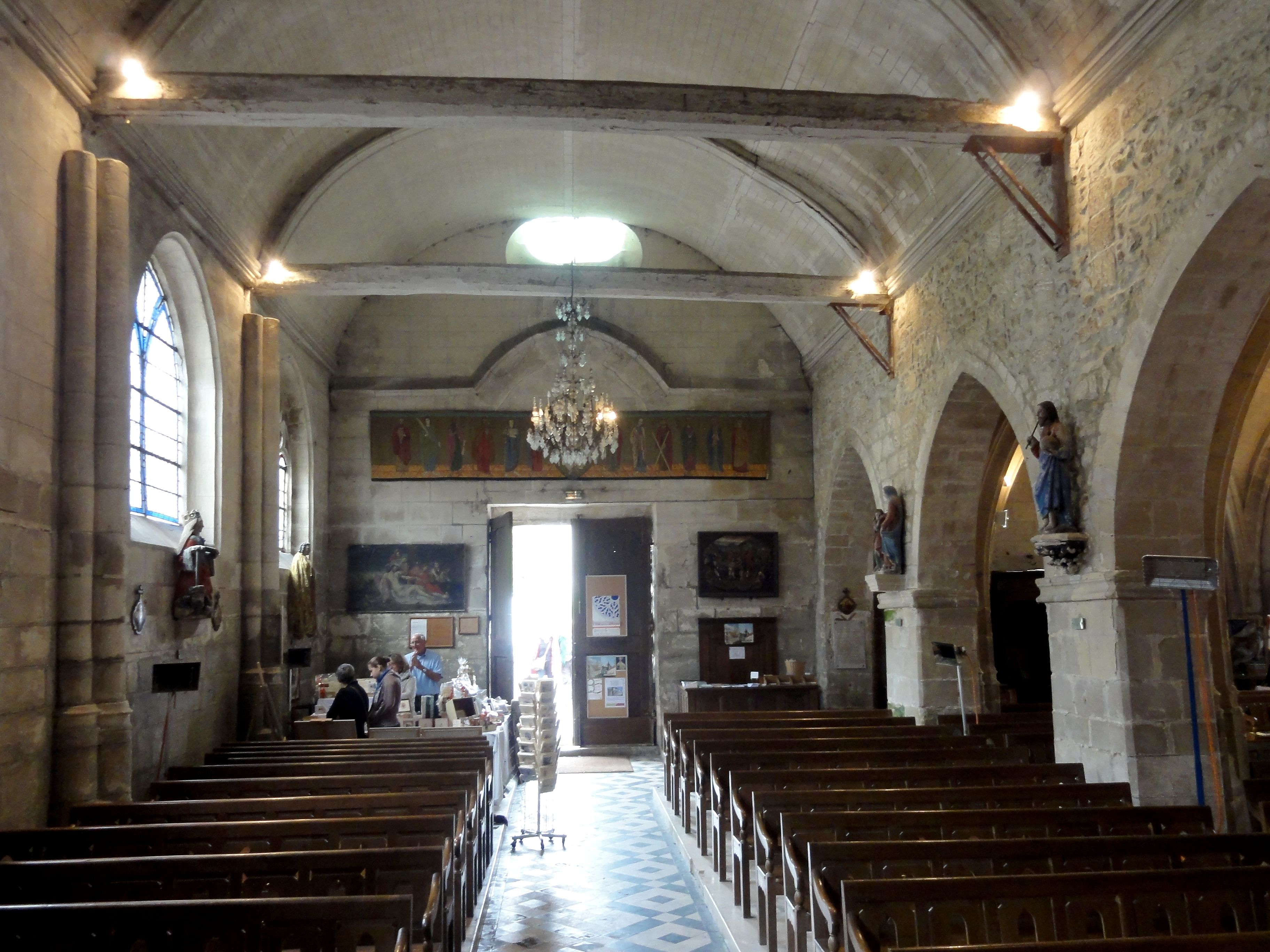
Nef St-Denis, vue vers l'ouest.

La nef du sud, ou nef Saint-Denis, représente la nef principale et la partie la plus récente de l'église, sans pour autant être homogène. De style gothique flamboyant tout comme la nef septentrionale, elle n'est pas tout à fait contemporaine de celle-ci, dont l'on peut aisément se rendre compte : la décoration extérieure n'est pas la même, les façades sont différentes, et les quatre grandes arcades qui séparent les deux nefs sont toujours celles qui ont été percées dans le mur nord de la nef Saint-Denis pendant la seconde moitié du XIIe siècle, puis refaites en 1696. Ce qui fait penser que la nef Saint-Denis est plus récente, est l'inachèvement du voûtement. Des faisceaux de trois colonnettes ont été bâtis contre le mur sud, entre la première et la seconde, et entre la seconde et la troisième fenêtre. Rien de plus n'a été entrepris pour le voûtement, qui est entièrement achevé dans la nef Saint-Jean-Baptiste : il est peu probable que l'on entreprenne la construction de la nef Saint-Jean-Baptiste et la parachève, alors que la nef Saint-Denis ne soit pas terminée. L'abbé Gruard estime que la construction de la nef Saint-Denis est due au seigneur Louis II de Vieux-Pont, qui succède à son père Jean en 1508. C'est lui qui élève le grand donjon du château, et qui rétablit les marchés du lundi en 1513. Le portail occidental est toutefois plus ancien, de la fin du XVe siècle, et l'on pense qu'il est bâti sous Jean de Vieux-Pont. La nef Saint-Denis reprend le plan de la nef romane, et en conserve non seulement les grandes arcades mais aussi le mur oriental avec l'arc triomphal dans la base du clocher. Pour ne pas interrompre l'utilisation cultuelle de l'église, la construction a dû se faire par pans successifs, en démolissant à chaque étape un pan du mur de la nef romane, et en le remplaçant par un mur neuf, avant de démolir le pan suivant,,.
Sur le plan architectural, la nef Saint-Denis ne présente qu'un faible attrait ; son intérêt est de rendre compte de l'histoire de l'église, et elle abrite aussi une remarquable série de statues d'art populaire en pierre polychrome du XVe siècle et surtout du XVIe siècle. Le mur occidental est entièrement bâti en pierre de taille, et le portail qui est en anse de panier extérieurement, paraît rectangulaire. Le mur est scandé par un bandeau horizontal composé d'un rang de claveaux proéminent et d'un larmier. Ce bandeau s'infléchit au-dessus du portail pour décrire un arc en cintre surbaissé. Un œil-de-bœuf s'ouvre tout en haut, et il est en partie obturé par la voûte. Cet oculus ne correspond en rien à la fenêtre en arc brisé visible extérieurement, et qui éclaire en même temps les combles. Julie Aycard et Pierrette Bonnet-Laborderie estiment que la nef était primitivement recouverte par un plafond plat, et que la fenêtre éclairait uniquement les combles. Or, le plafond plat n'est assuré que pour la nef romane, alors que la fenêtre est de la fin du XVe siècle. La nef telle qu'elle se présentait après son achèvement vers 1515 / 1520 était recouverte par une fausse voûte en berceau ou une charpente lambrissée en carène renversée, puisque Louis Graves dit que sa voûte aurait été remplacée par un lambris en 1757. Ce renseignement lui a vraisemblablement été communiqué par le curé de l'époque, l'abbé Louis-Joseph Vilin (en ministère dans la paroisse de 1827 à 1842),,.
L'abbé Gruart relate qu'en 1888, le legs de l'abbé Frairot a permis de construire la voûte en berceau actuelle, qui est constituée de briques creuses et de plâtre teinté imitant la pierre, l'ensemble étant couvert d'une chape ou d'un enduit de ciment. La charpente a été conservée ; elle est susceptible de dater de 1757 si l'on considère que le remplacement de l'ancienne charpente a motivé la suppression de la fausse voûte du début du XVIe siècle. Malheureusement, Julie Aycard et Pierrette Bonnet-Laborderie ont mal lu l'article de l'abbé Gruart et rapportent la reconstruction de 1888 sur la nef Saint-Jean-Baptiste, alors qu'il est clairement question de la nef principale. Un bandeau profilé court à la naissance de la voûte, au nord tant qu'au sud. Le mur du sud est constitué des mêmes pierres de taille que le mur de la façade. Il est entièrement nu à l'exception des deux faisceaux de colonnettes sans emploi, dont les bases situées à un niveau très élevé sont au profil de deux doucines. Les fenêtres en arc brisé sont aussi larges que hautes, et pourvues d'un remplage de deux formes trilobées surmontées d'un soufflet et de deux mouchettes, sauf la deuxième fenêtre, qui a perdu son remplage. Les baies sont entourées d'une moulure simple en quart-de-rond. Pour ce qui est du côté nord, ses grandes arcades brisées ont été percées dans le mur roman préexistent, comme à Saint-Vaast-de-Longmont. L'appareil du mur roman est constitué de grands moellons, et l'on peut toujours identifier les emplacements de quelques anciennes fenêtres, qui n'ont été bouchées complètement qu'en 1888. Par ailleurs, le mur oriental présente le même appareil (ainsi qu'une baie bouchée dans le mur occidental du clocher). Les arcades ne sont pas moulurées, et leurs claveaux pourraient dater de 1697, année d'une réfection mentionnée par Graves. Pour les impostes moulurés, il est plus difficile de se prononcer. Les piliers eux-mêmes sont en pierre de taille, et puisque le mur ne l'était initialement pas, il doit s'agir d'une reprise en sous-œuvre. Graves affirment qu'ils datent de 1697,,.

#### Base du clocher

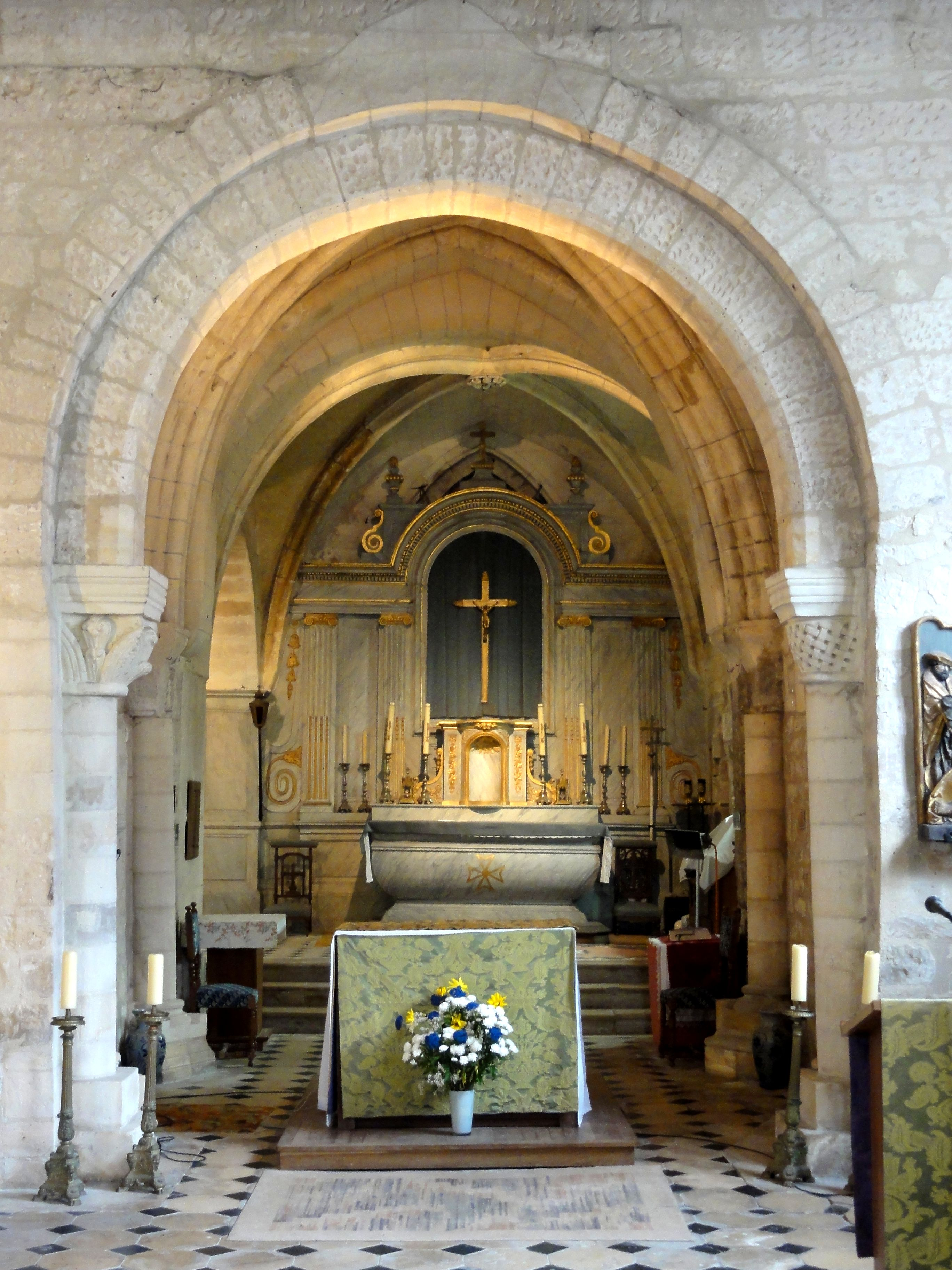
Arc triomphal.

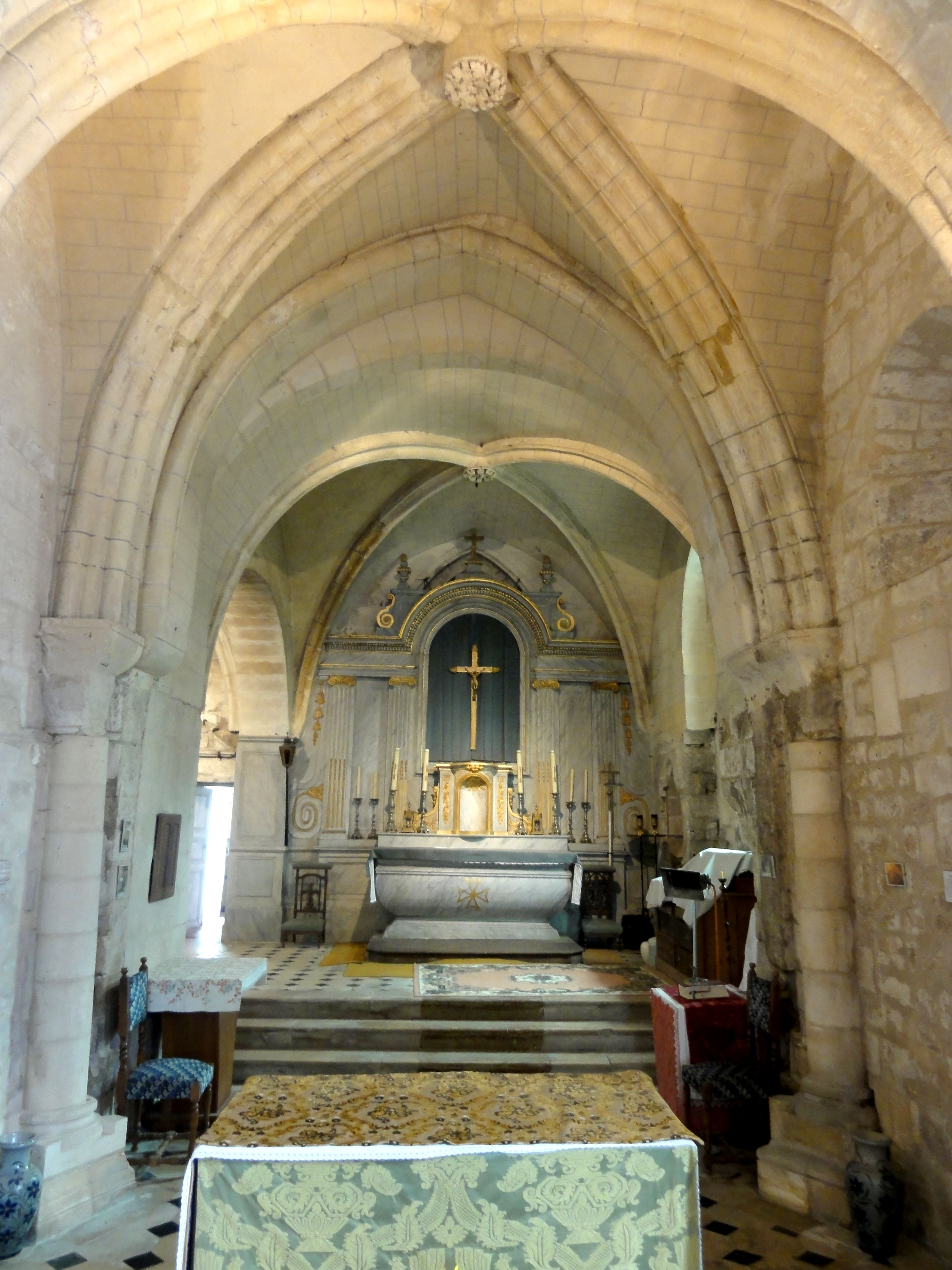
Chœur Saint-Denis.

La base du clocher, ou travée sous le clocher, est en même temps la première travée du chœur Saint-Denis. Pour Julie Aycard et Pierrette Bonnet-Laborderie, qui utilisent le terme incongru de sous-clocher, cette partie de l'église ainsi que les autres parties romanes remontent au XIe siècle. Le clocher roman actuel aurait été bâti au XIIe siècle sur la base du XIe siècle. Les auteurs se basent essentiellement sur l'avis de l'abbé Carlier repris par Louis Graves ; or, à leurs époques respectives, les connaissances sur l'architecture romane sont encore très limitées, et les premières études scientifiques ne paraissent qu'au cours des années 1840 (Eugène Woillez). La datation du XIe siècle repose davantage sur un sentiment que sur une analyse systématique, et en tout cas pas sur une source écrite, que Carlier n'aurait pas manqué d'évoquer. Sinon, Julie Aycard et Pierrette Bonnet-Laborderie s'appuient également sur la différence de l'appareil qui existe entre la partie basse du mur nord, jusqu'à la limite des colonnes engagées et entre la partie haute. Ici la partie basse est construite en blocage et la partie haute en pierre de taille. Le mur sud est tout en entier de grands moellons assez réguliers, à l'instar des murs romans visibles dans la nef Saint-Denis. Finalement, les deux auteurs pensent aussi que l'un des supports au nord (une colonne appareillée et son chapiteau mutilé) subsiste d'une précédente église, ce qui est difficilement compréhensible parce qu'il n'y a aucune différence de style avec les autres supports qui existent dans la base du clocher. Les colonnettes de l'arcade vers la seconde travée du chœur ont été arasées près du mur et les huit chapiteaux ont été retaillés pour la pose de boiseries, qui ont été supprimées depuis, et les différences pouvant être observées résultent de cette mutilation. Dominique Vermand, qui a étudié l'ensemble des églises romanes du département et la plupart des autres églises, ne pense pas que l'église de Saintines comporte des parties du XIe siècle, et ne pense pas non plus que le clocher aurait connu une reconstruction vers 1125 / 30, époque de laquelle datent les éléments en élévation actuellement visibles. À peine achevée, la travée sous le clocher aurait été voûtée d'ogives, probablement en remplacement d'une voûte d'arêtes telle qu'on peut toujours en voir à Saint-Vaast-de-Longmont,,.
La base du clocher s'ouvre depuis la nef par l'arc triomphal, qui est en plein cintre et d'une facture assez archaïque, car consistant de deux rangs de claveaux simplement chanfreinés. Seul le rang de claveaux inférieur retombe sur des colonnes à chapiteaux, moyennant de hauts tailloirs moulurés. Ces supports ne datent que de la restauration de 1971, quand les chapiteaux ont été sculptés par Muguet en se basant sur les vestiges encore visibles préalablement. Le chapiteau du sud est décoré d'un treillis ou d'un effet de vannerie, alors que celui du nord présente des crochets de fougère en deux rangs et des feuilles d'angle plates : il serait plus coutumier de trouver les crochets aux angles et les feuilles plates sur les faces. Les tailloirs ne correspondent en tout cas à aucun des six vestiges encore en place, qui sont tous moins hauts. Quatre colonnettes appareillées à chapiteaux supportent les ogives de la voûte ; deux autres servent à l'arcade vers la deuxième travée du chœur,,.
Le principal intérêt de la base du clocher sont ses ogives, inhabituellement larges (plus de 40 cm), maladroitement appareillées et présentant un profil rare de cinq tores sur deux niveaux, qualifié d'étonnant par Dominique Vermand. Cette croisée d'ogives date justement des années 1125 / 30, et Saintines fait ainsi partie de la quarantaine d'églises du département de l'Oise possédant des voûtes d'ogives antérieures à 1150. Pas seulement le profil est hors du commun, mais aussi la forme très bombée de la voûte, dite domicale : la clé de voûte se situe plus haut que les sommets des arcs d'inscription au nord et au sud, par ailleurs dépourvus de formerets. L'on note aussi que les arcs d'inscription sont en tiers-point, alors que les doubleaux sont en plein cintre. Les voûtains eux-mêmes ne sont plus d'origine, ni la clé de voûte qui présente une délicate couronne de feuilles de chêne, garnie de quelques glands. Le mur du sud permet encore de voir les contours de l'ancien voûtain, car le mur a été refait au-dessus, de sorte à faire apparaître une rupture dans l'appareil. Le mur du nord a été refait depuis une ligne horizontale, et c'est de cette réparation tardive que provient la différence d'appareil constatée par Julie Aycard et Pierrette Bonnet-Laborderie. Anciennement les voûtains du nord et du sud descendaient plus bas, jusqu'en-dessus de la petite fenêtre du sud retrouvée en 1971, y compris le vitrail de losanges incolores du XVIe siècle ou du XVIe siècle. La fenêtre est en plein cintre et fortement ébrasée. En dessous, se trouve la porte de la tourelle d'escalier du XVIe siècle. L'on remarque l'épaisseur énorme des murs latéraux de la base du clocher, surtout si l'on considère son étroitesse relative par rapport à la nef, et l'alignement du mur sud de la chapelle Saint-Jean-Baptiste sur les grandes arcades de la nef : tout l'intervalle est donc rempli par l'épaisseur du mur. De ce fait, un cagibi a été ménagé dans l'épaisseur du mur du nord. Il est surmonté par une fenêtre plus haute que son homologue du sud, qui remonte à la réfection des voûtains, mais avant l'adjonction de la chapelle Saint-Jean-Baptiste pendant la seconde moitié du XIIIe siècle. Ainsi cette réfection s'avère très ancienne,,. D'autres églises romanes dans la région ont des travées sous clocher qui n'ont pas d'arcade latérale : Saint-Vaast-de-Longmont et Villers-Saint-Frambourg.

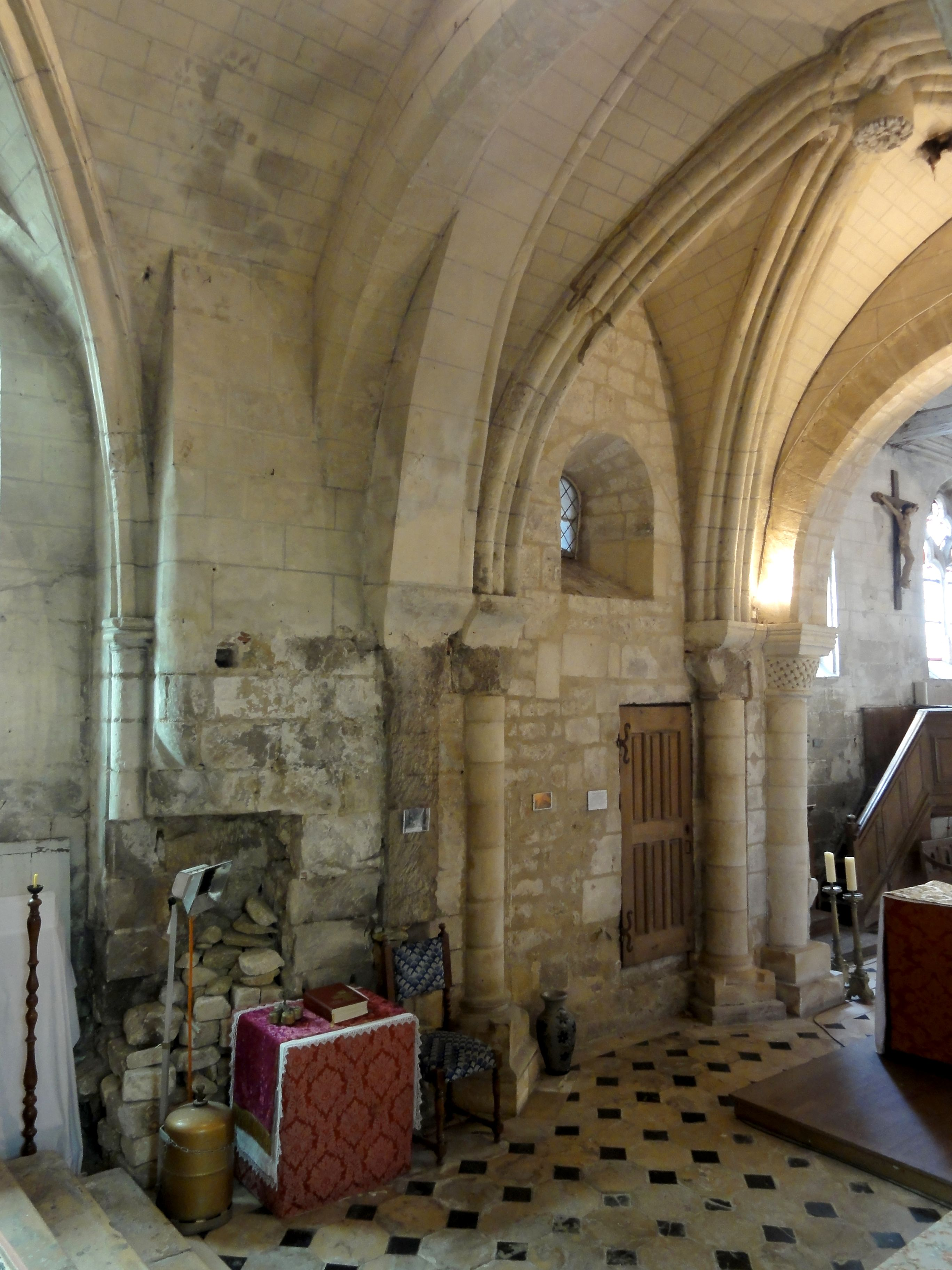
Base du clocher, côté sud.
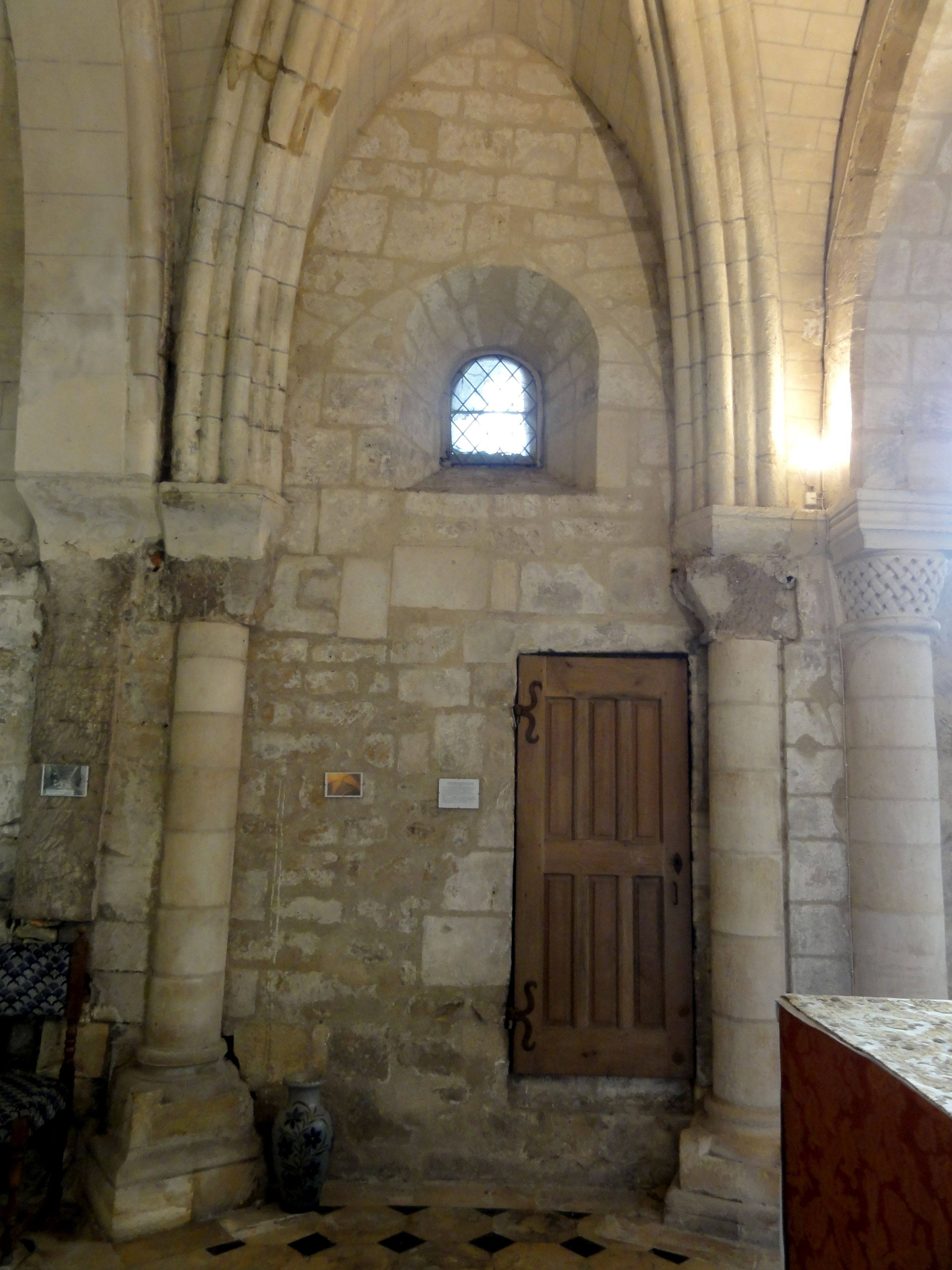
Base du clocher, côté sud.
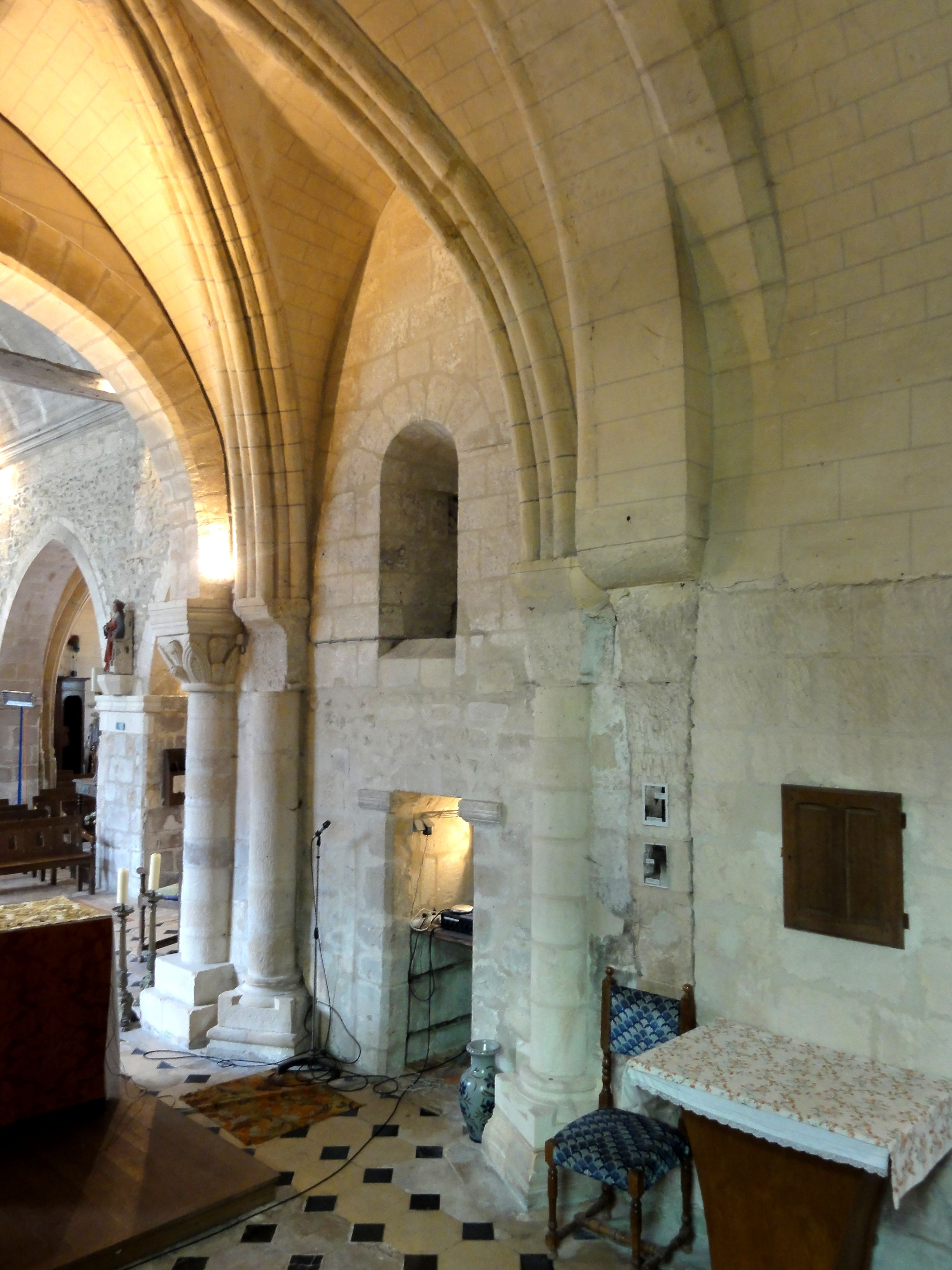
Base du clocher, côté nord.
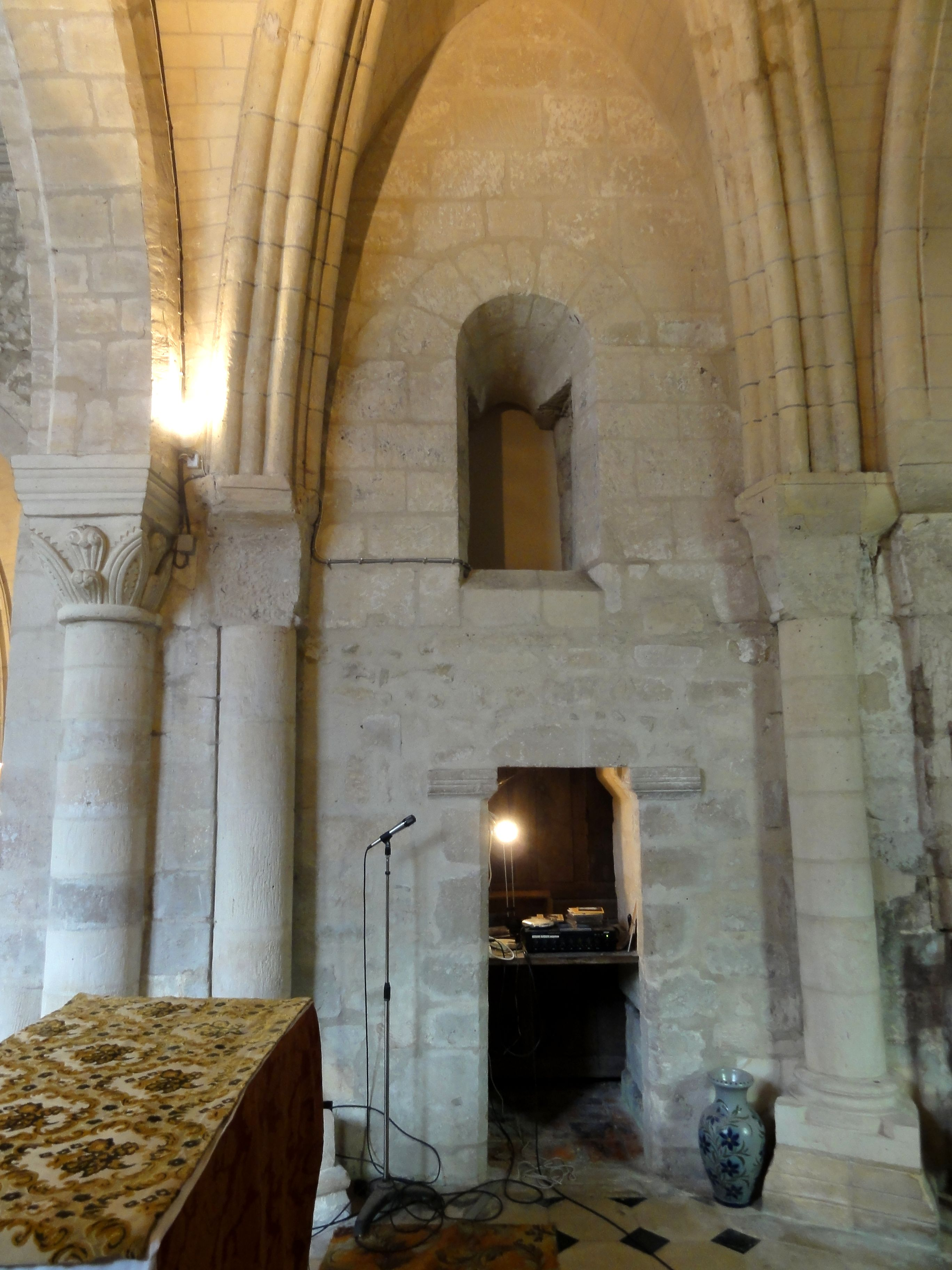
Base du clocher, côté nord.
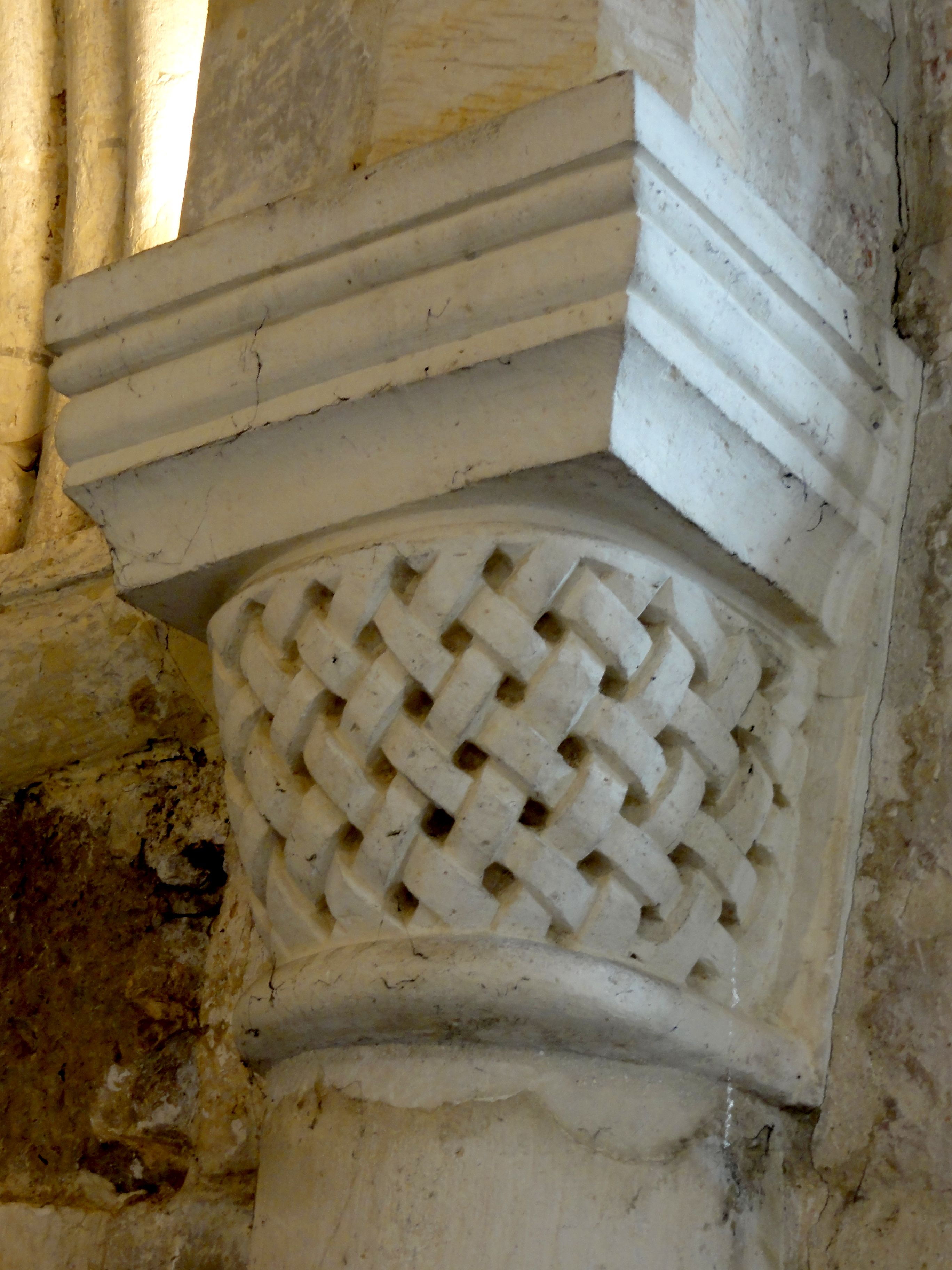
Arc triomphal, chapiteau.
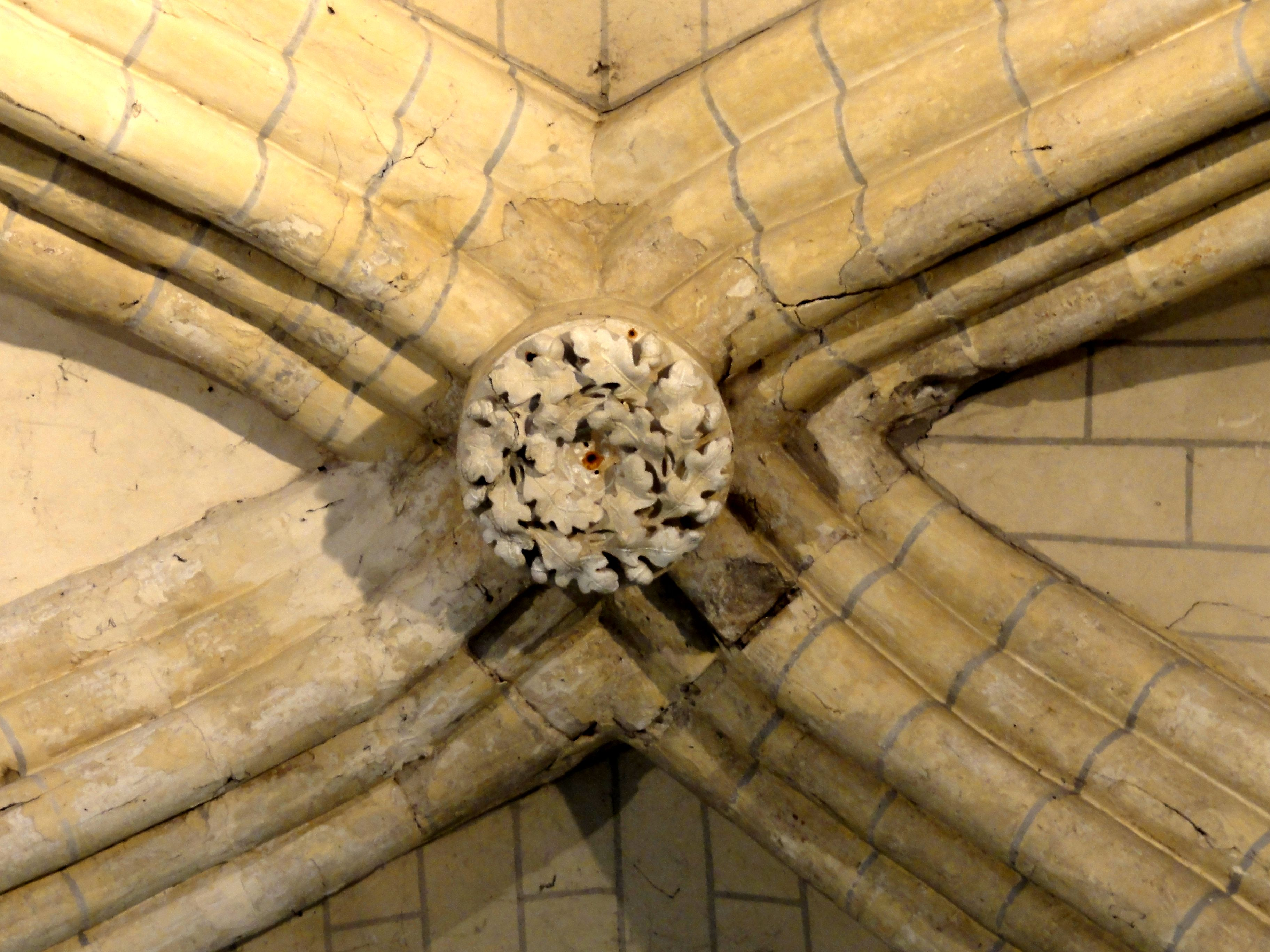
Clé de voûte.

#### Chœur Saint-Denis

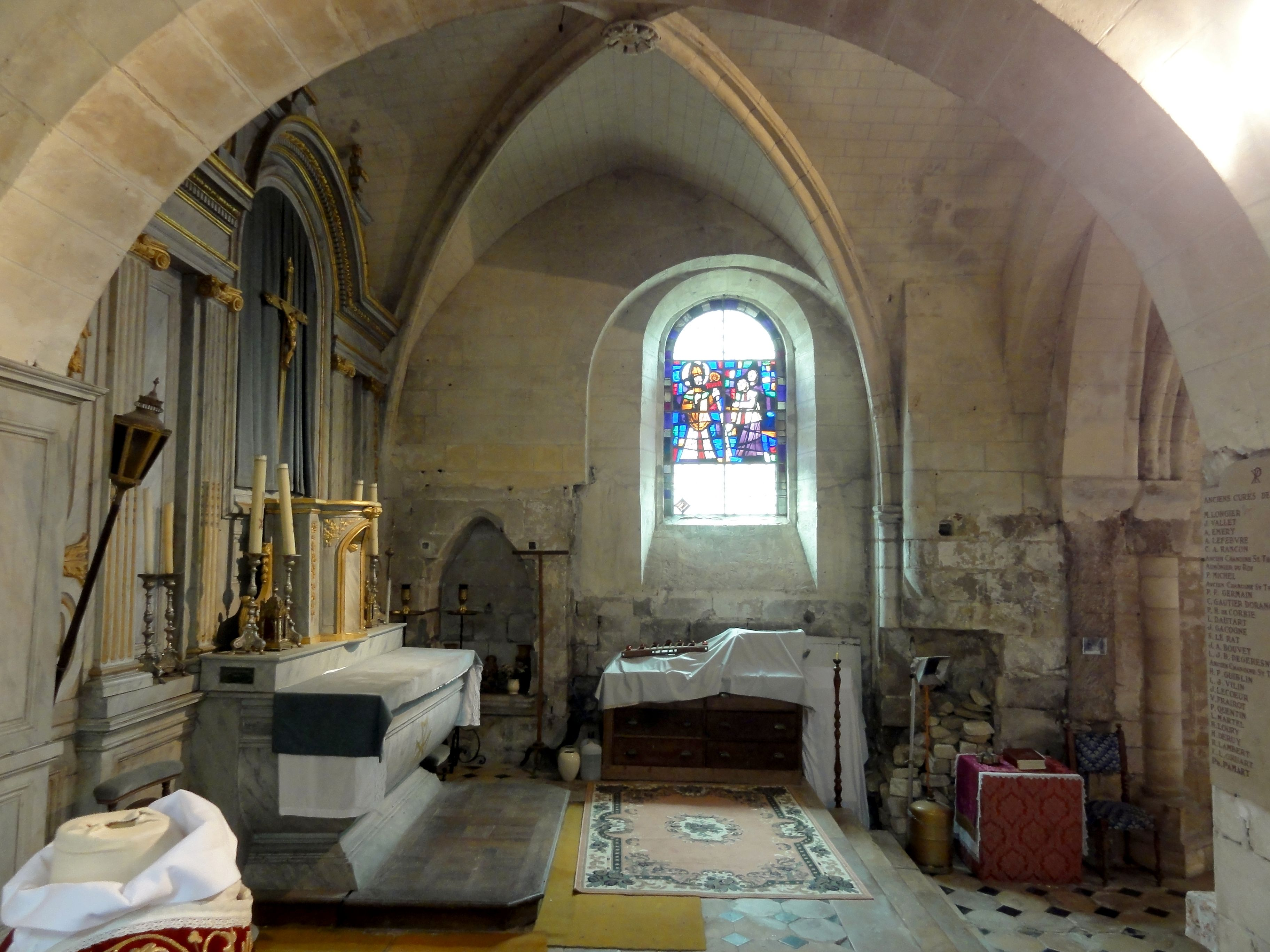
Vue vers le sud.

La seconde travée du chœur Saint-Denis se substitue à la seconde travée du chœur roman, qui, comme l'ont avéré des sondages archéologiques lors de la restauration en 1971, était en hémicycle et allait jusqu'aux marches de l'ancien maître-maître-autel. Il était aussi large que le chœur actuel, et les pans de mur près de l'arcade vers la base du clocher proviennent apparemment du chœur roman. Au sud, un décrochement très net existe entre le mur roman et le mur de la seconde moitié du XIIIe siècle, et sans doute pour éviter d'encombrer le chœur, les colonnettes des ogives ont été placées après ces pans anciens, devant lesquels elles ne font pas saillie. Ces colonnettes datent vraisemblablement d'une reprise en sous-œuvre à la fin du XVIe siècle, dans le contexte de la construction du caveau. Celle du nord a été mutilée et la restauration n'a pas été menée à terme, pas plus qu'au sud où le parement du mur manque en partie. Les colonnettes ont été carrément supprimées côté est, de part et d'autre du mur du chevet, sans doute pour la pose des boiseries. De la fin du XVIe siècle date aussi la fenêtre côté sud, qui est en plein cintre et s'inscrit dans un arc de décharge qui fait un peu saillie devant le mur, dont Julie Aycard et Pierrette Bonnet-Laborderie supposent qu'il a également été refait à la même occasion. L'on note une grande piscine liturgique à gauche de la fenêtre. La voûte d'ogives subsiste toutefois de la seconde moitié du XIIIe siècle, et son profil d'un tore en forme d'amande séparé d'un bandeau par deux gorges est de type gothique. Le mince filet au milieu du tore est toutefois inhabituel. La clé de voûte est un disque présentant une fleur à huit pétales festonnées. Les deux travées du chœur Saint-Jean-Baptiste sont voûtées de la même façon et datent de la même époque : ces travaux étaient motivés par l'arrivée des reliques, et l'on peut penser que par la reconstruction du chœur, le seigneur (qu'aucun auteur ne cite nommément) voulait aussi exprimer sa gratitude envers Dieu pour être revenu sain et sauf de Croisade,.
Vu que les deux chœurs sont quasiment contemporains, l'on peut s'étonner de l'arcade en cintre surbaissé qui les fait communiquer. Elle a dû être percée dans le mur fraîchement construit lors de l'adjonction du chœur Saint-Jean-Baptiste, qui doit être légèrement plus récent. Pour Julie Aycard et Pierrette Bonnet-Laborderie, il s'agit d'aménager une circulation intérieure compatible avec le pèlerinage. Or, les chœurs des églises sont traditionnellement clôturés par une grille, et les fidèles n'ont pas accès au sanctuaire, ce qui est encore le cas aujourd'hui, même si les barrières physiques ont souvent été supprimées. Il convient plutôt d'imaginer un défilement devant le reliquaire exposé à l'entrée du chœur Saint-Jean-Baptiste, en entrant par le portail occidental de la nef Saint-Denis, et en sortant par la petite porte au nord, face à la fontaine, ou vice versa. Aucun motif particulier n'est nécessaire pour justifier l'existence de l'arcade, car les travées adjacentes d'une église communiquent toujours par des arcades si possible. — Une autre particularité moins évidente à expliquer est l'arcade surbaissée et non moulurée qui double l'arcade orientale de la base du clocher,.

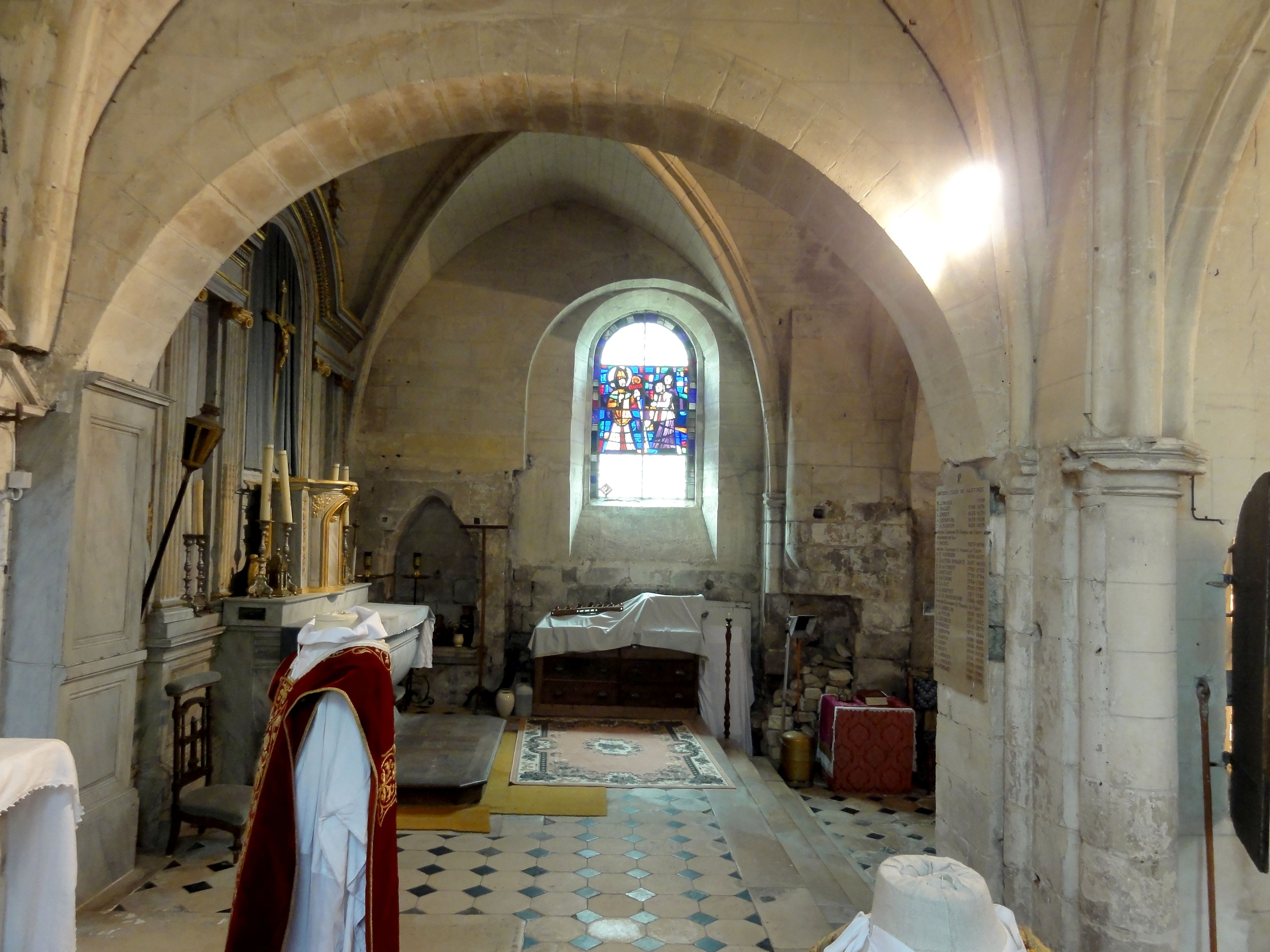
Vue vers le sud.
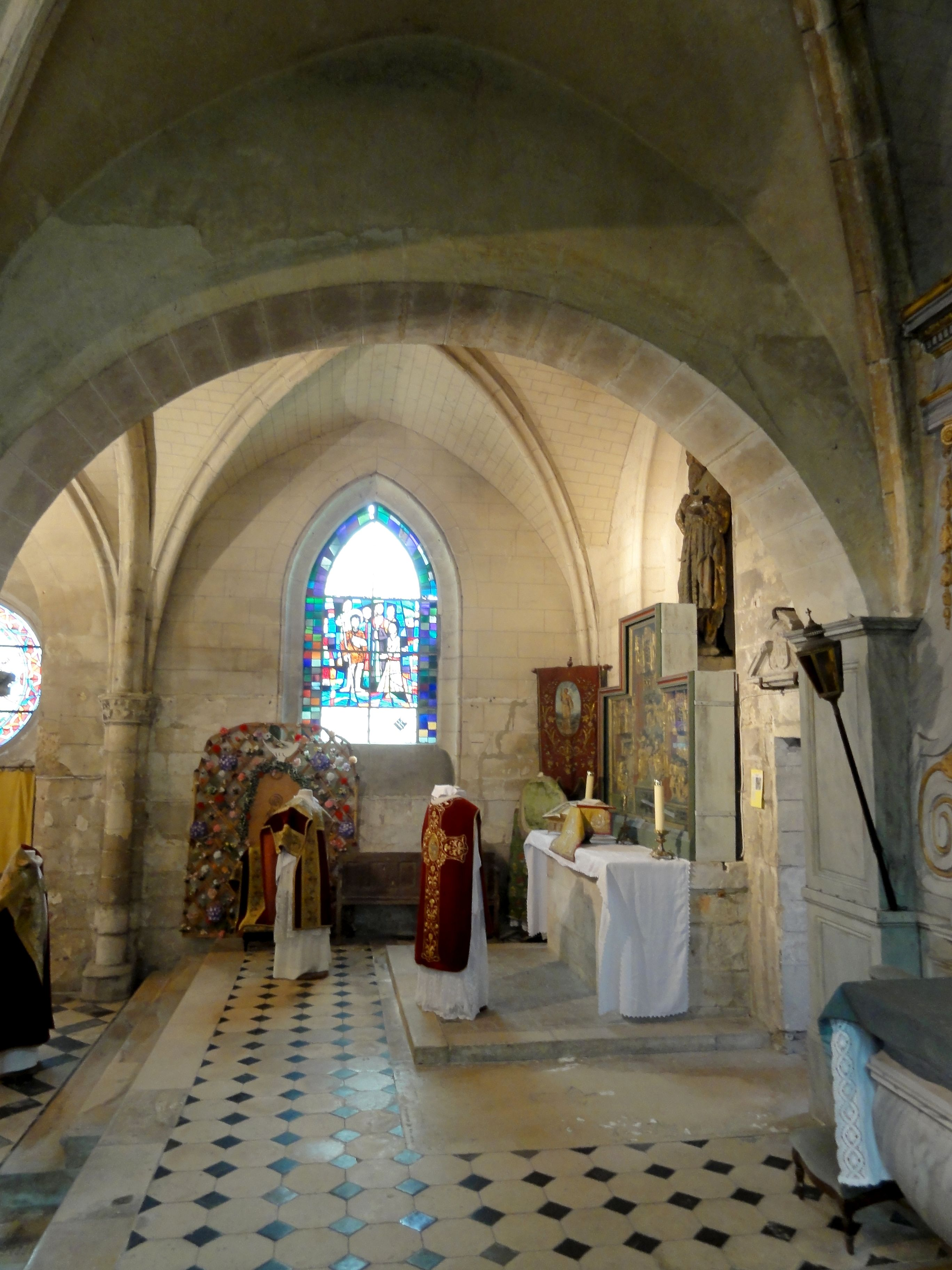
Vue vers le nord.
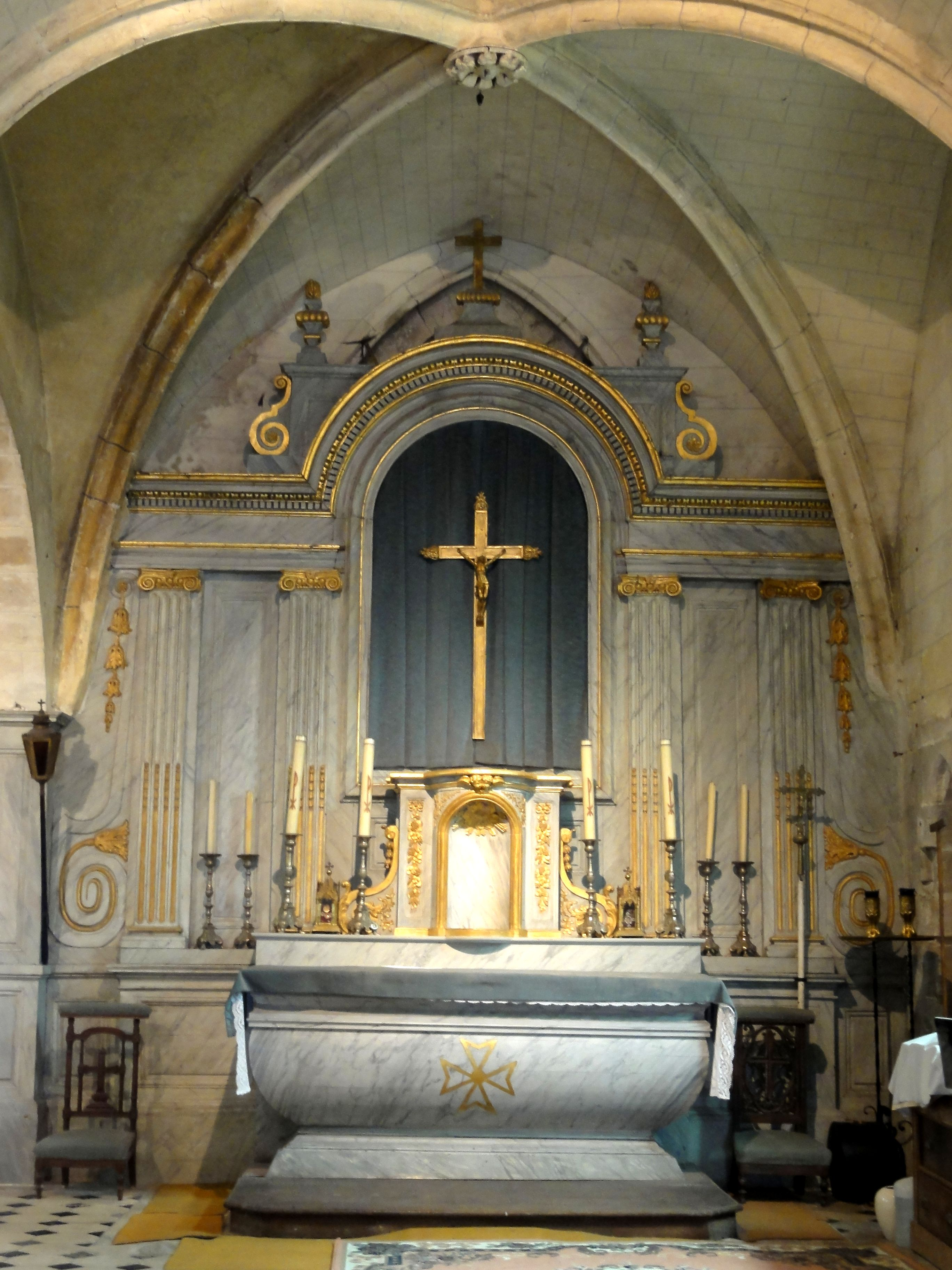
Maître-autel.
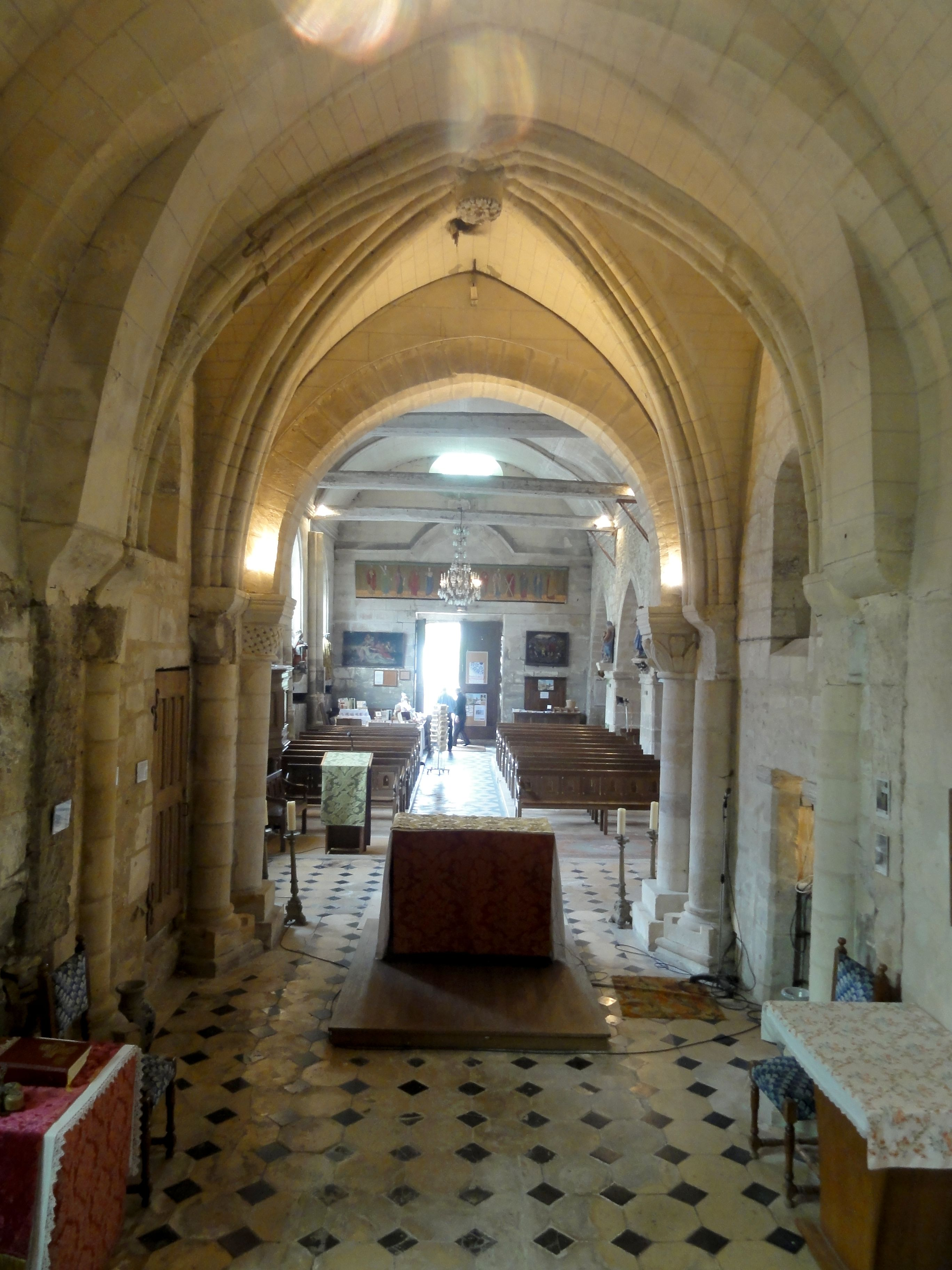
Vue est-ouest.
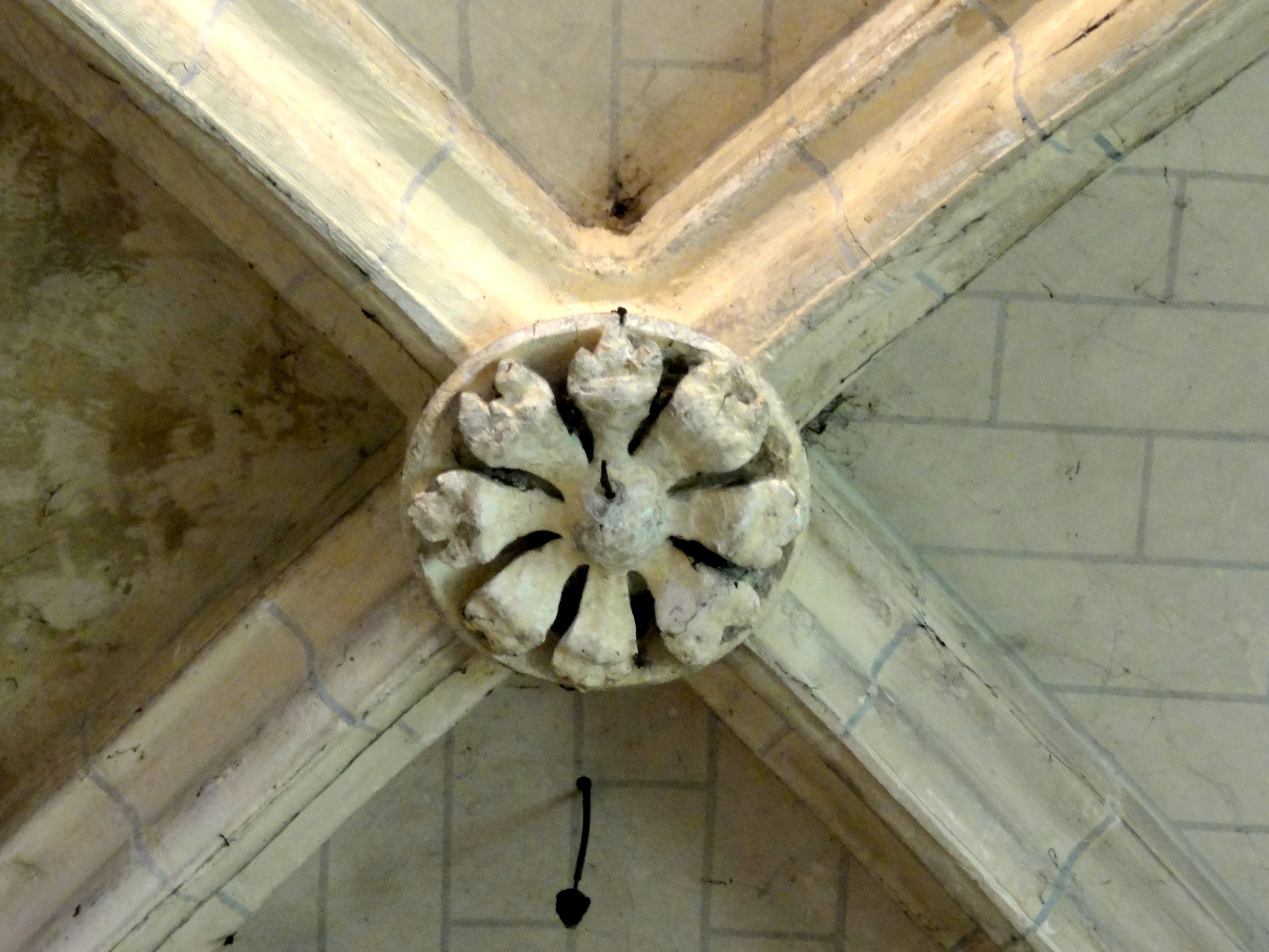
Clé de voûte.

#### Chœur Saint-Jean-Baptiste

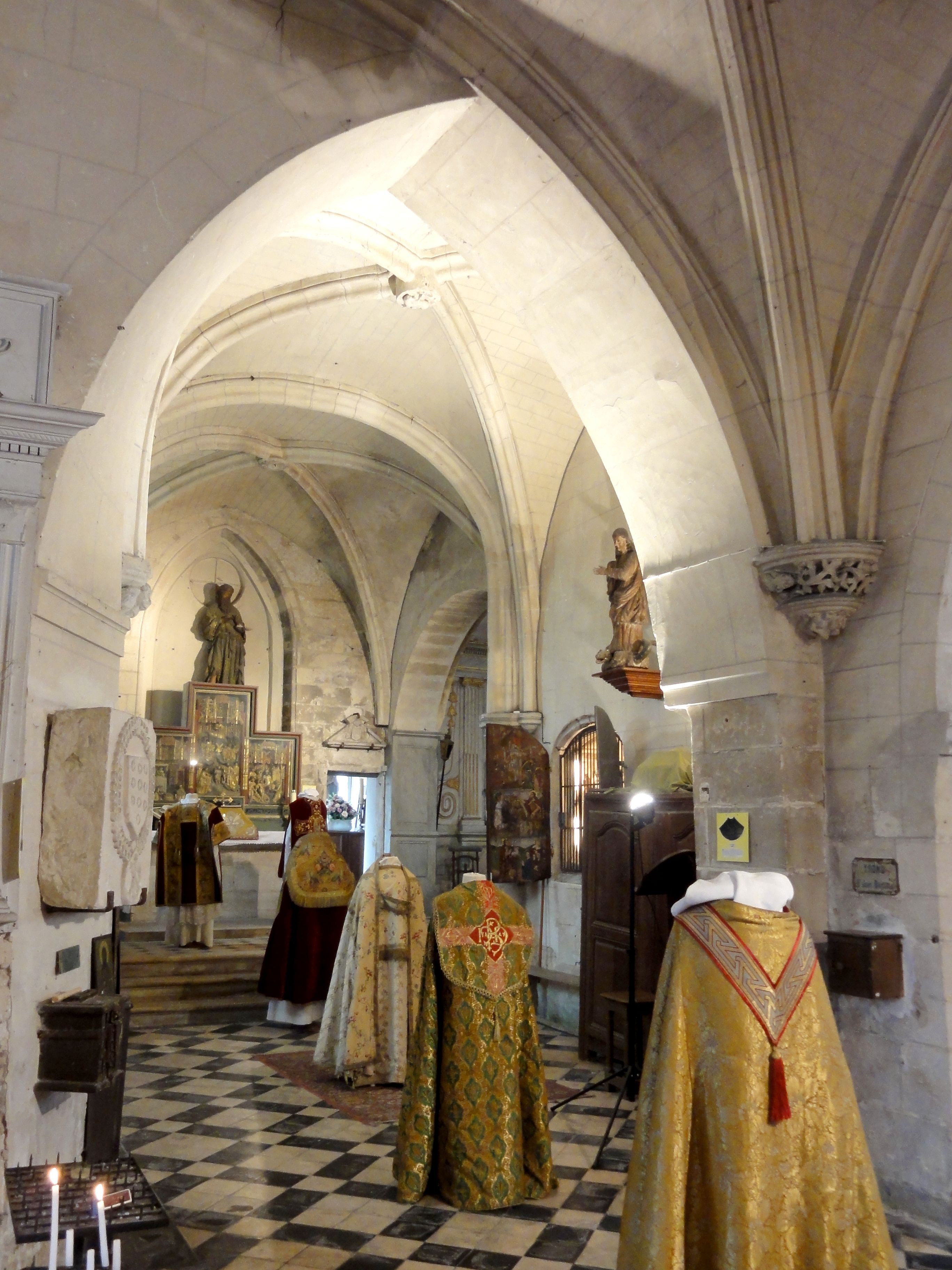
Vue depuis la nef septentrionale.

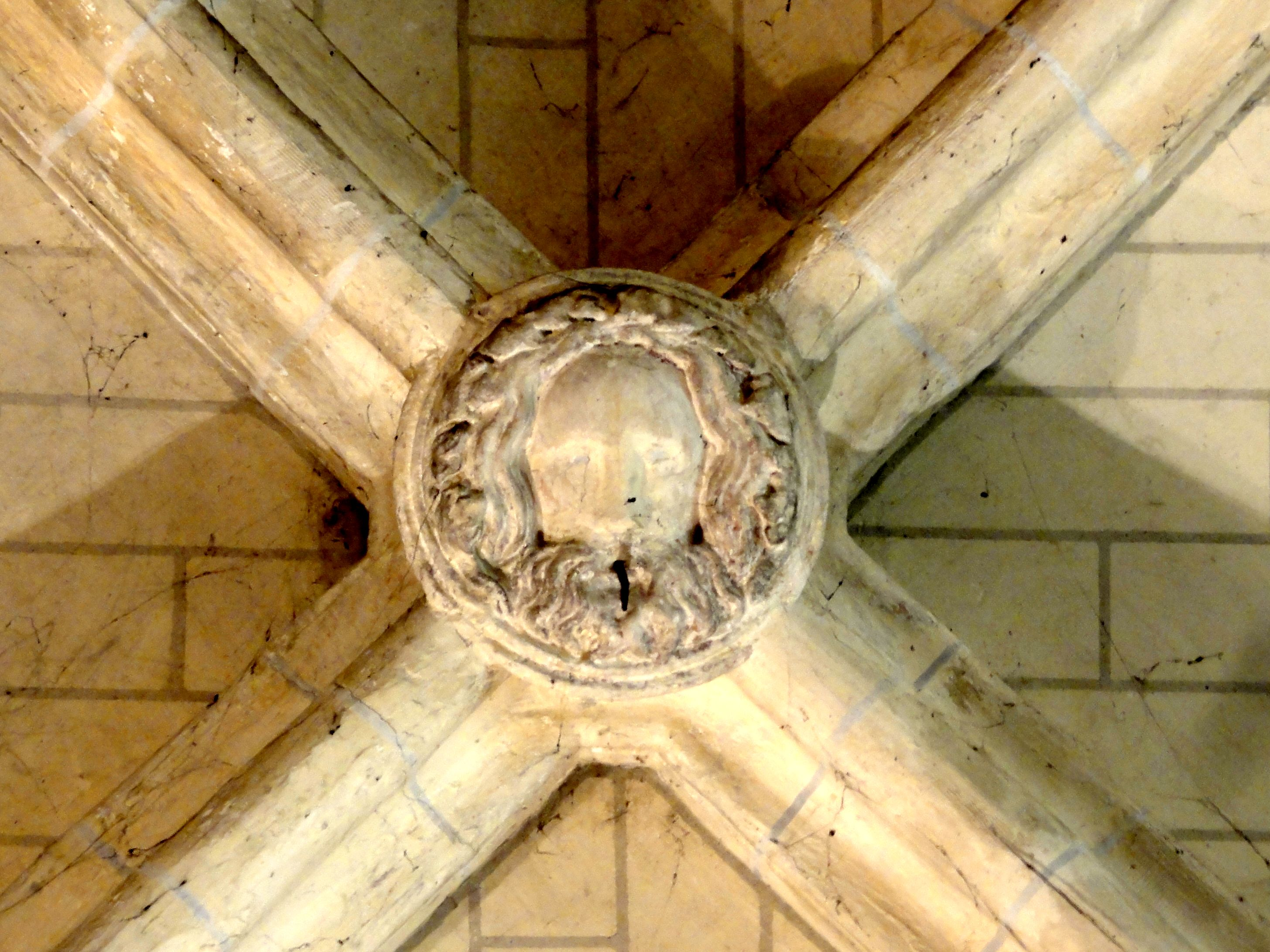
Clé de voûte de la 2e travée.

Le chœur ou la chapelle Saint-Jean-Baptiste est le chœur nord situé dans le prolongement de la nef septentrionale. Pierrette Bonnet-Laborderie l'appelle chapelle seigneuriale, sans doute parce que le caveau se situe en dessous, mais puisque l'entretien était à la charge de la confrérie Saint-Jean-Baptiste, cette appellation paraît inappropriée. Cette partie de l'église est la dernière qui a été ajoutée avant la guerre de Cent Ans, pendant la seconde moitié ou plutôt la fin du XIIIe siècle, après la construction du chœur Saint-Denis actuel et après l'adjonction de l'ancien bas-côté à la nef Saint-Denis, remplacé par la nef Saint-Jean-Baptiste au début du XVIe siècle. La postériorité par rapport au chœur Saint-Denis se voit par l'arcade non décorée percée dans le mur nord déjà existant du chœur, et la postériorité par rapport à l'ancien bas-côté se voit par une arcade en tiers-point assez similaire. Son piédroit nord a été retaillé de façon oblique pour tenir compte de la largeur plus importante de la nef par rapport à l'ancien bas-côté. C'est vraisemblablement l'étroitesse de ce bas-côté qui a commandé la largeur du chœur, qui est également très étroit. Les deux travées sont effectivement plus profondes que larges. Une autre raison pour cette étroitesse peut être la présence de la ruelle au nord, qu'on ne pouvait pas déplacer plus vers le nord en raison de la présence de la fontaine et du presbytère. Entre les deux travées du chœur, l'on trouve un doubleau qui a le même profil que les ogives : c'est un doubleau de ce type que l'on aurait employé pour l'arcade entre les deux chœurs, s'ils avaient été bâtis simultanément. L'on peut s'étonner du tracé en cintre surbaissé du doubleau, qui pourrait dater de la reconstruction après la guerre de Cent Ans. Les deux clés de voûte sont remarquables : celle de la première travée représente l'Agnus Dei, celle de la seconde travée la tête de Saint-Jean-Baptiste au milieu d'une abondante chevelure et de sa barbe. L'on dit que le motif est la tête du précurseur après sa décapitation, présentée sur un plat,,.
La reconstruction après la guerre de Cent Ans n'a pas trop modifié la chapelle. Contrairement à ce que prétend Pierrette Bonnet-Laborderie, la voûte de la première travée ne possède pas de nervures pénétrantes caractéristiques de la période flamboyante, mais comme déjà mentionné, les voûtes sont bien du même type dans les deux travées. L'on ne voit pas non plus de remaniements liés à la construction du caveau en 1590, dont l'accès se trouve à l'extérieur, si ce n'est le rehaussement du niveau du sol d'environ 80 cm. La seule modification évidente porte sur le remplacement des supports moyennant une reprise en sous-œuvre. Un faisceau de trois colonnettes a été plaquée contre le mur nord, à l'intersection entre les deux travées. Son triple chapiteau maladroitement sculpté présente des têtes de chérubins entre leurs ailes ; parfois il n'est pas clair s'il ne s'agit pas de feuilles et de fruits. En face côté sud, l'on s'est contenté d'une seule colonnette, qui est réservée au doubleau. Les ogives sont reçus par de simples culots non décorés. Ceci est aussi le cas dans l'angle sud-ouest, alors que dans l'angle nord-ouest, l'on trouve un genre d'atlante qui sert de console au tailloir recevant l'ogive. À l'autre extrémité du chœur Saint-Jean-Baptiste, de part et d'autre du chevet, les supports ont été entièrement supprimés. Au nord de la première travée, s'ouvre une niche voûtée en berceau plein cintre, éclairée par un oculus rond et dépourvue de toute ornementation. C'est apparemment cette niche qui était destinée à l'exposition de la relique du saint patron de la chapelle. En face, l'on trouve une armoire reliquaire ménagée dans l'épaisseur du mur. Les faces intérieures des deux vantaux comportent des tableaux peints d'une grande qualité (voir le chapitre Mobilier). Dans la seconde travée, des fenêtres en tiers-point entourées d'une baguette et d'une gorge existent dans les murs du nord et de l'est, mais cette dernière est bouchée,,.

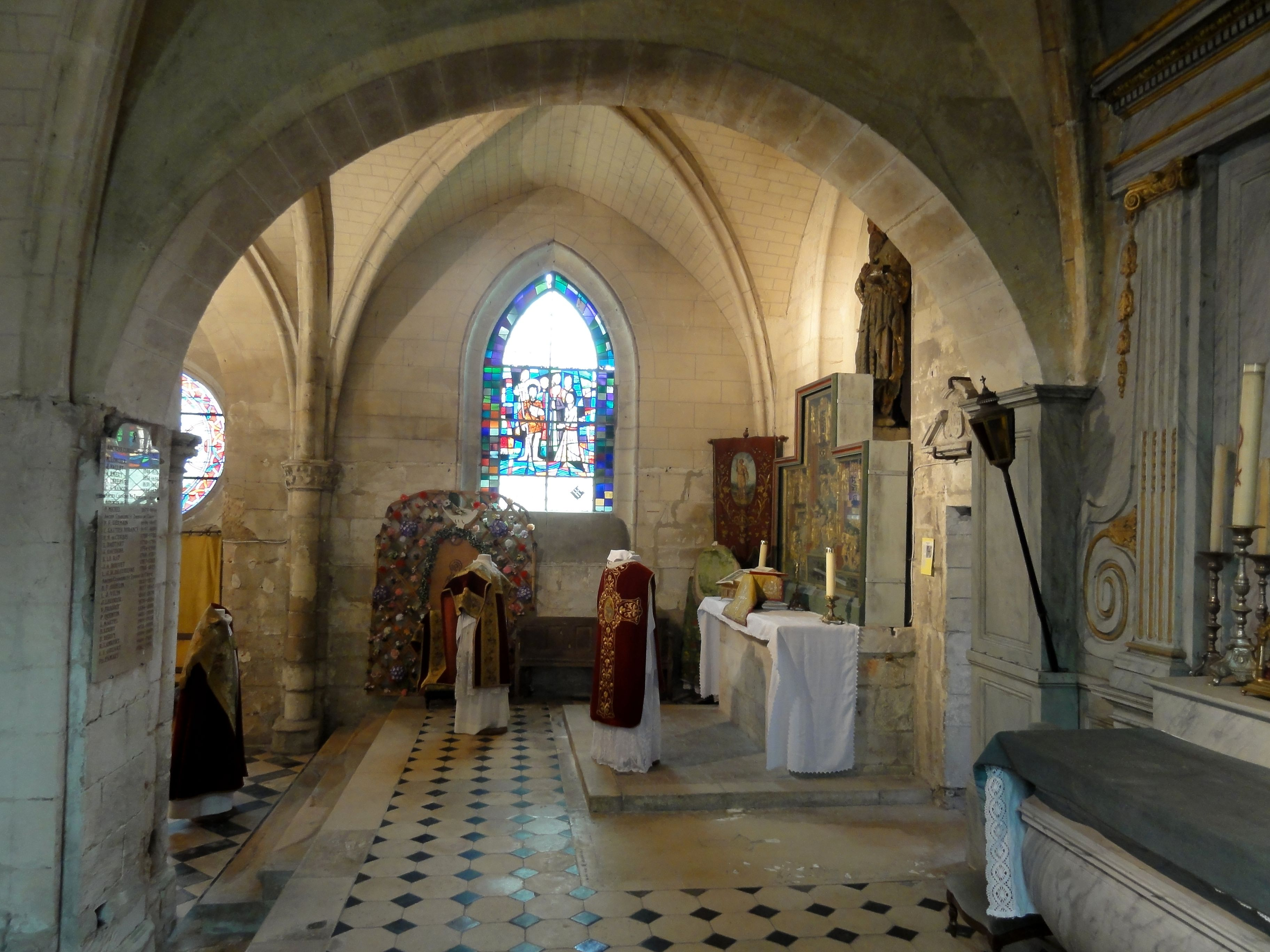
Vue depuis le chœur sud.
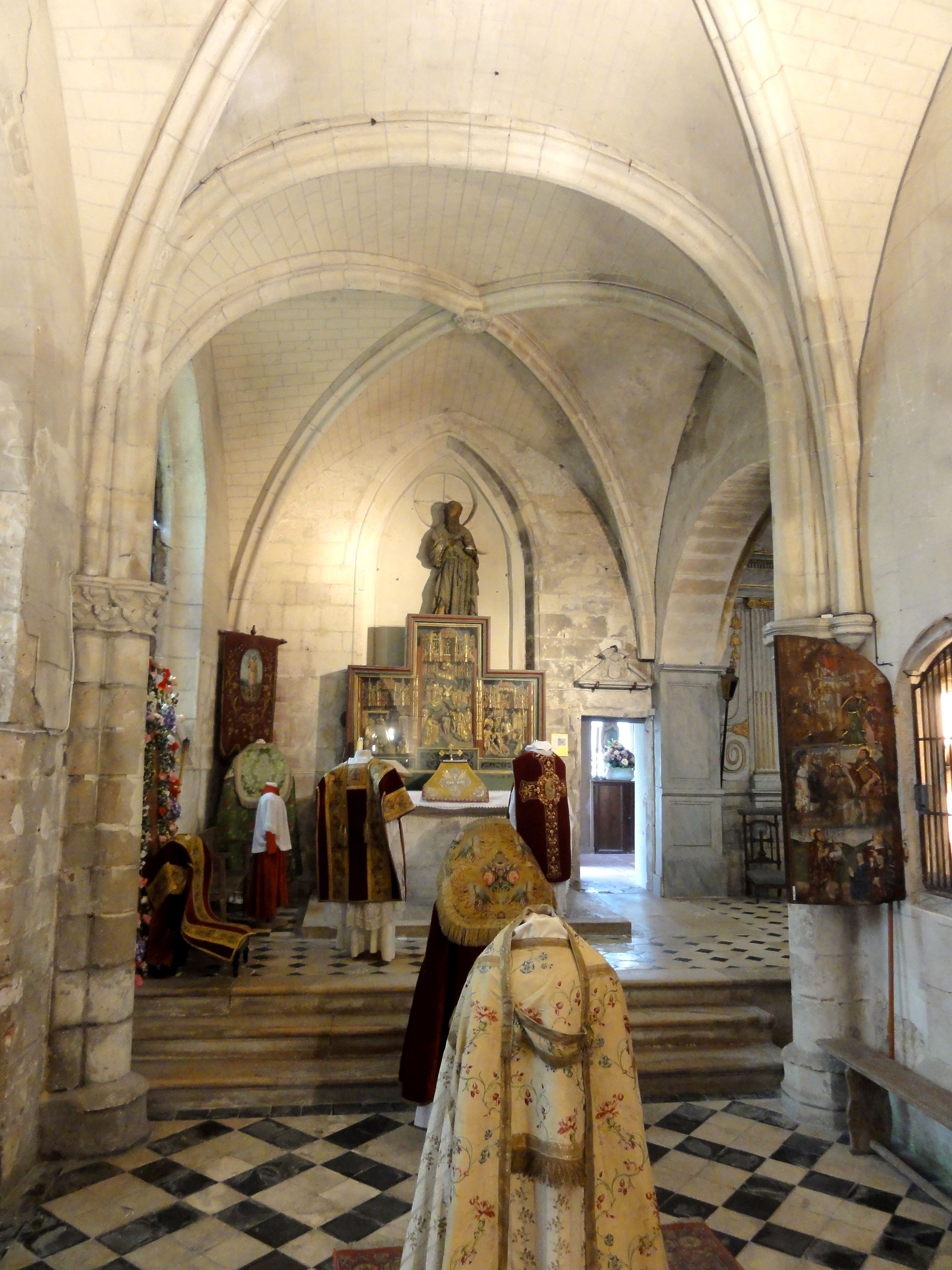
Vue vers l'est.
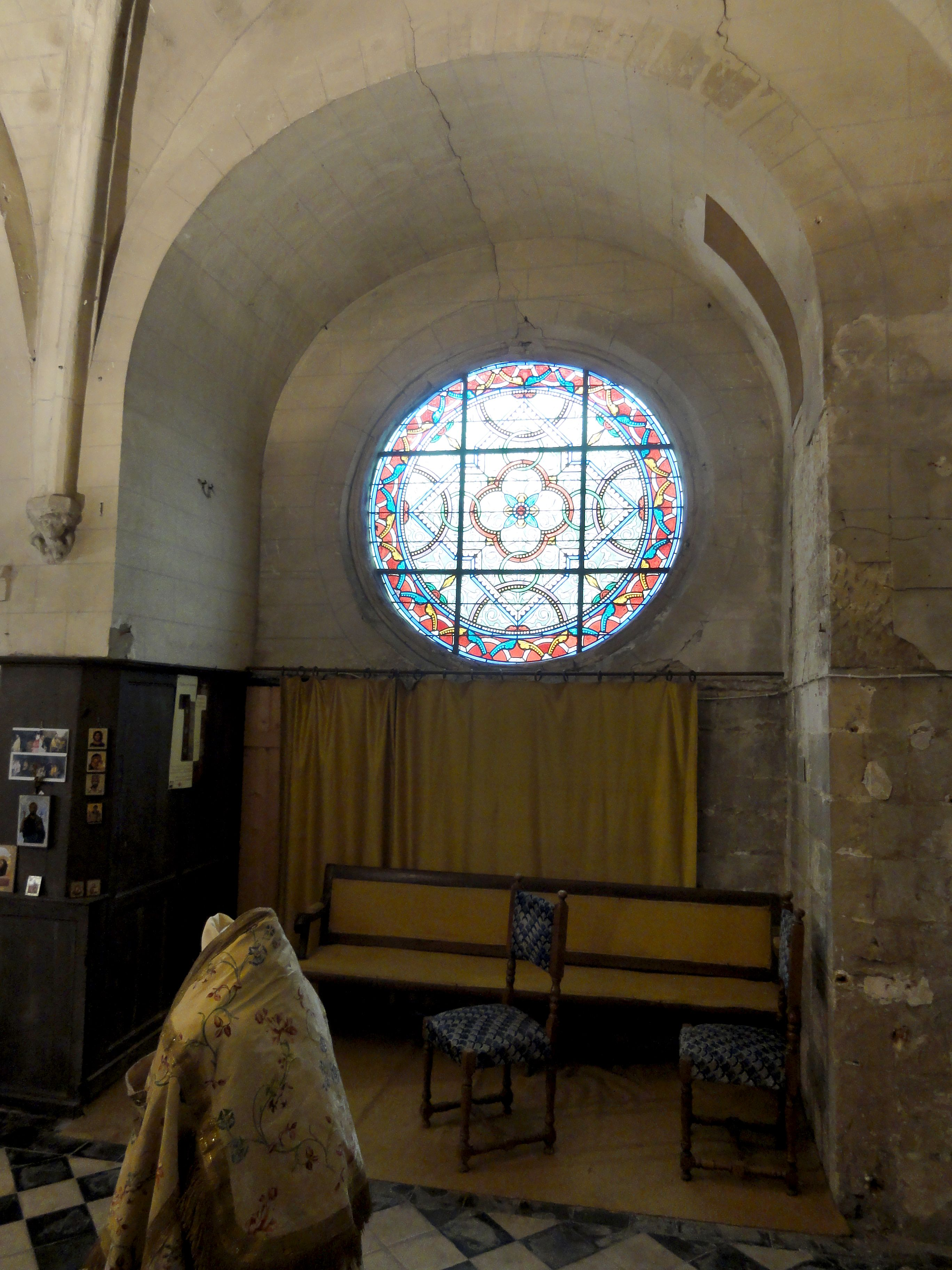
1re travée, niche côté nord.
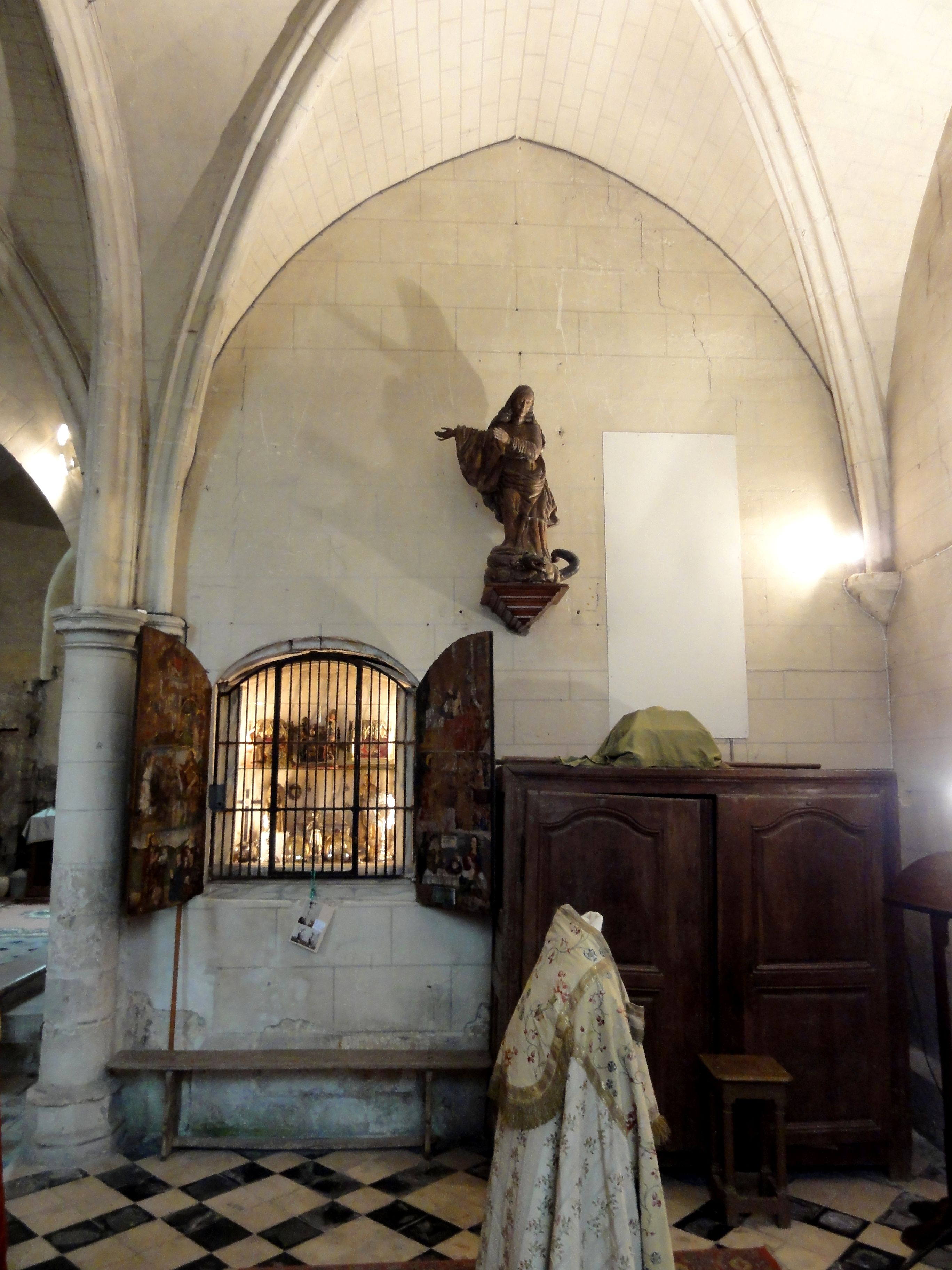
1re travée, côté sud.
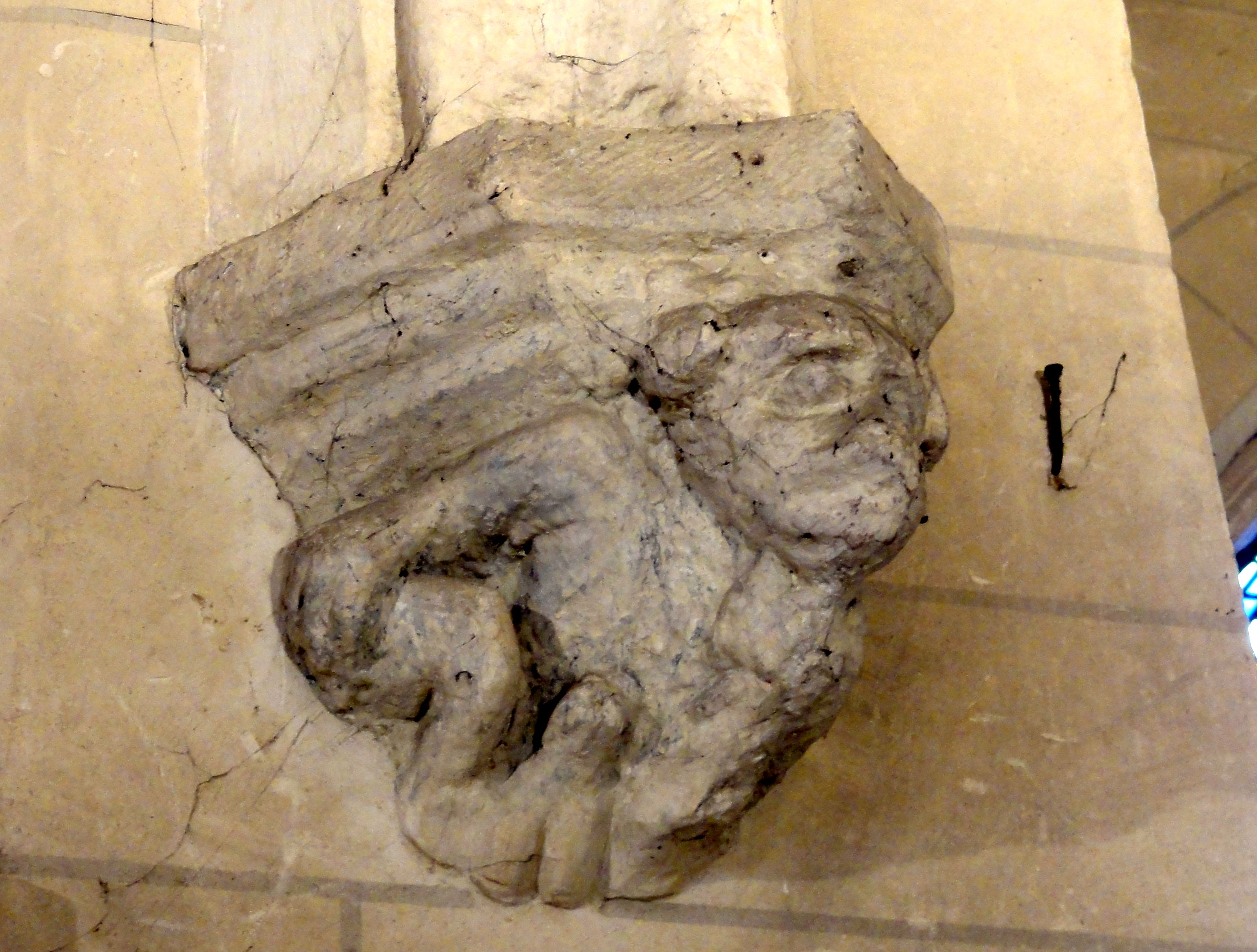
1re travée, atlante.
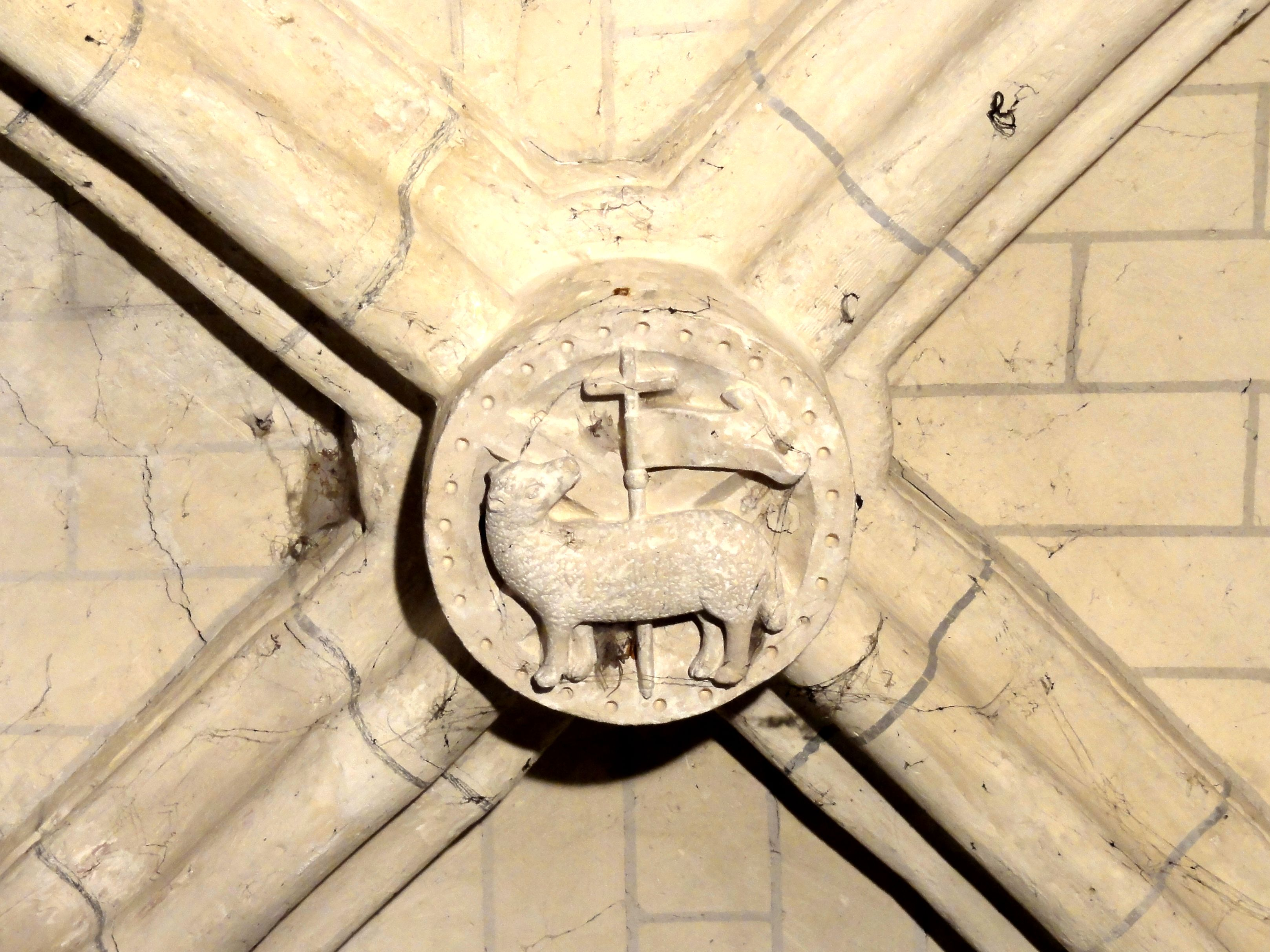
1re travée, clé de voûte.

#### Nef Saint-Jean-Baptiste

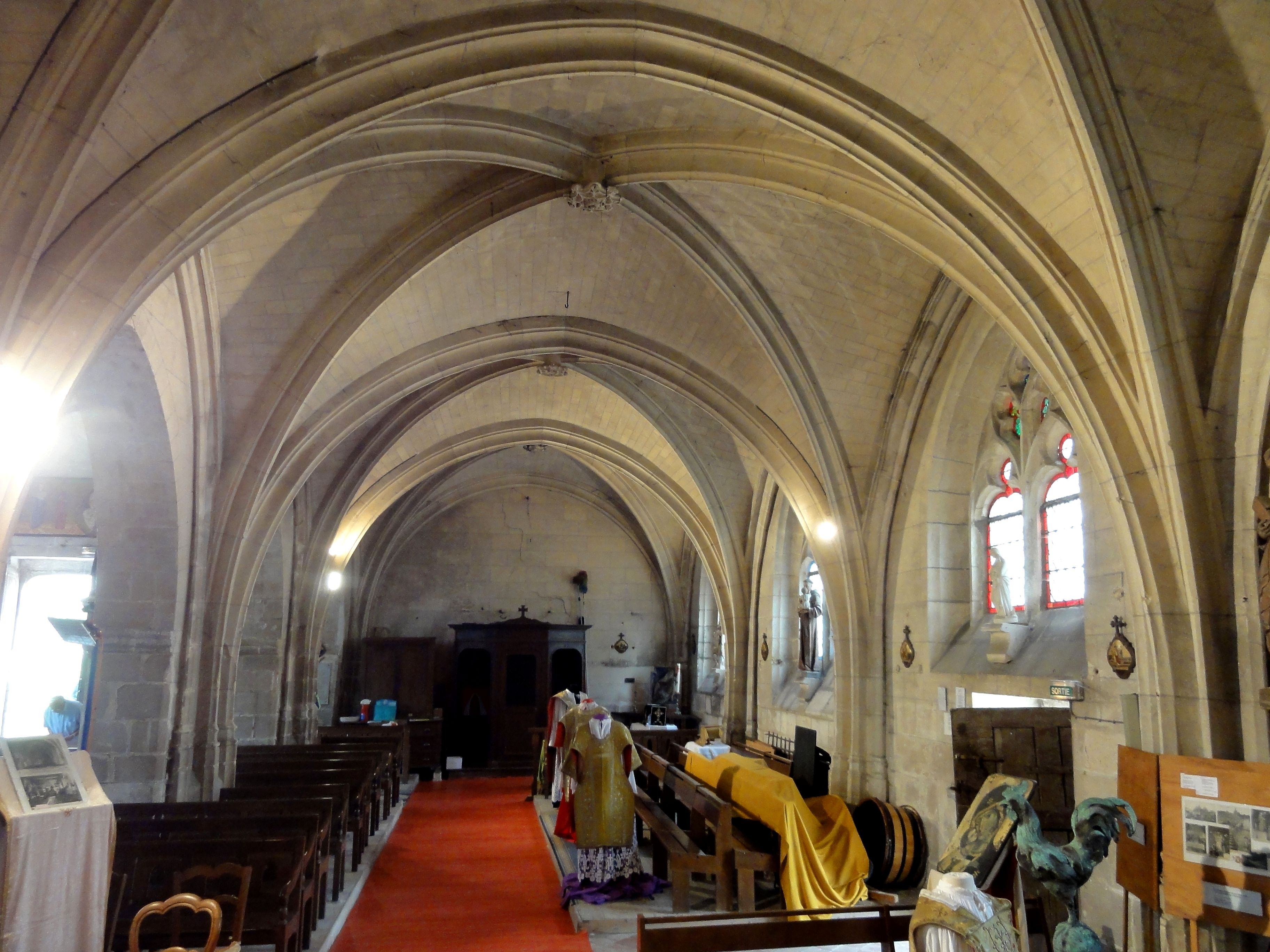
Nef St-Jean-Baptiste, vue vers l'ouest.

La nef Saint-Jean-Baptiste est très homogène, mais utilise toutefois les grandes arcades d'origine et conserve également une partie du mur du chevet du bas-côté qui l'a précédé, avec l'arcade retaillée vers le chœur septentrional. Cette nef d'un style flamboyant très pur a été édifiée sous le seigneur Louis II de Vaux, ou peut-être déjà sous son père Jean qui fit bâtir le portail occidental de la nef Saint-Denis. L'esthétique de la nef Saint-Jean-Baptiste est toute particulière, car elle est si basse que la question de fenêtres hautes au-dessus des grandes arcades ne se pose même pas : les doubleaux sont en arc brisé surbaissé, et les quatre fenêtres au nord s'inscrivent déjà dans les lunettes des voûtes, alors que leur seuil n'est situé qu'à environ 1,80 m du sol. Certes le sol a été rehaussé, mais il s'agit de quelque 30 à 60 cm seulement. Ainsi, l'architecte a pris le parti de faire descendre les nervures des voûtes, ogives, doubleaux et formerets, jusqu'aux bases des supports. Il n'y a pratiquement pas de piliers proprement dits, sauf sur une section de moins d'un mètre, où les listels délimitant les nervures disparaissent par manque de place, nécessitant l'interpénétration des nervures caractéristique du voûtement flamboyant. Dans l'angle sud-est, près de l'arcade vers le chœur, le manque de place a motivé la retombée des nervures sur un cul-de-lampe, qui présente une tête de monstre crachant des rinceaux. Les nervures sont fortement saillantes, prismatiques et soigneusement moulurées. Les clés de voûte sont des rosaces aux formes angulaires, évoquant de petits réseaux flamboyants, et les fenêtres sont pourvues de remplages également typiques de l'apogée de la période flamboyante. Deux formes aux têtes trilobées sont surmontées d'un grand soufflet et de deux mouchettes, ou de deux soufflets allongés et d'un troisième soufflet très petit. Les seuils des fenêtres sont des glacis fortement inclinés, supportant un socle à statue en leur milieu. Ici l'on ne trouve que des statues fabriquées en série, mais les soufflets de trois fenêtres conservent de petits vitraux d'origine (voir chapitre Mobilier). Il est encore à noter l'existence d'une petite porte en dessous de la troisième fenêtre, face à la fontaine, alors que le portail occidental est obstrué par le confessionnal.

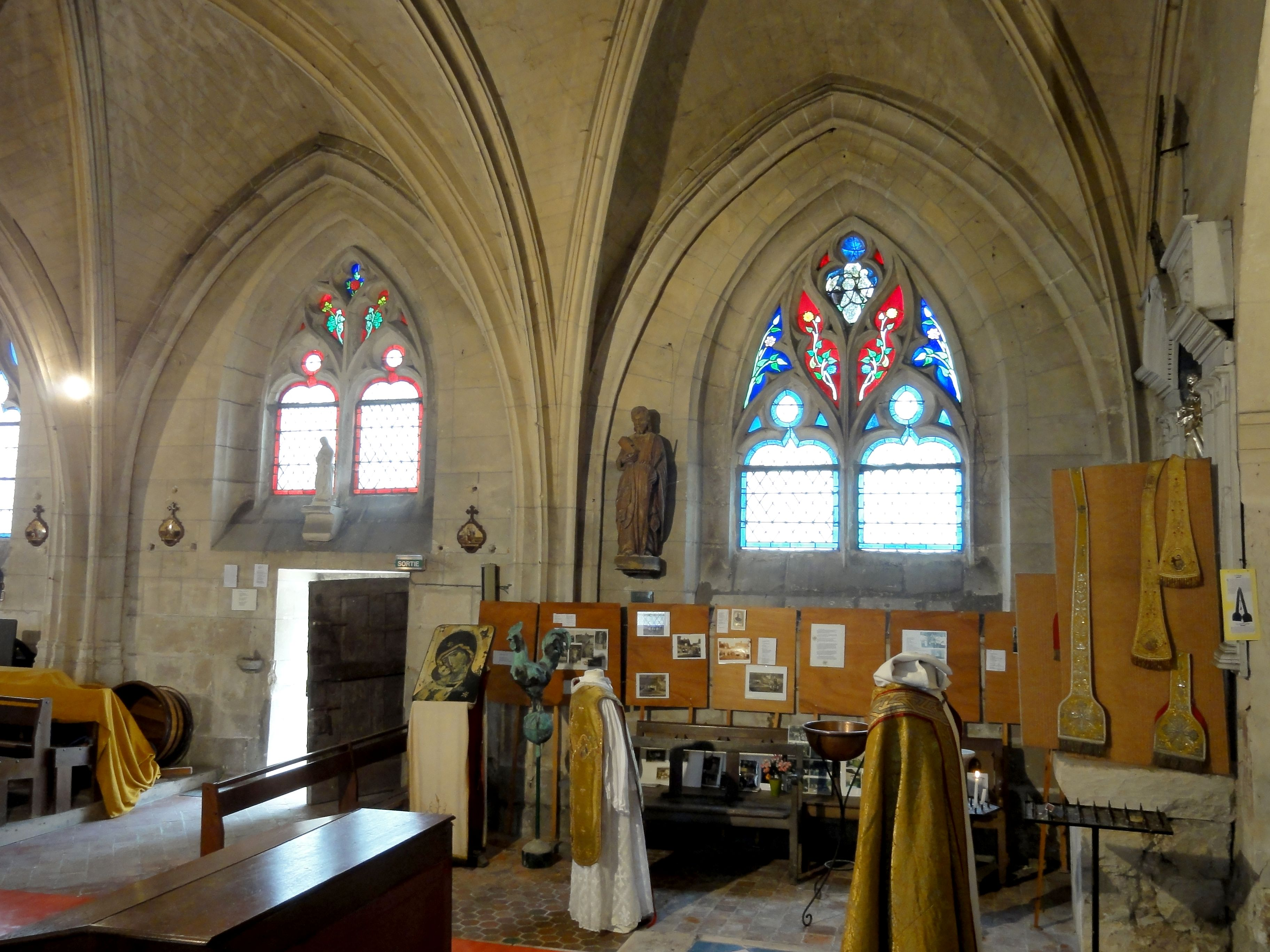
3e et 4e travée, côté nord.
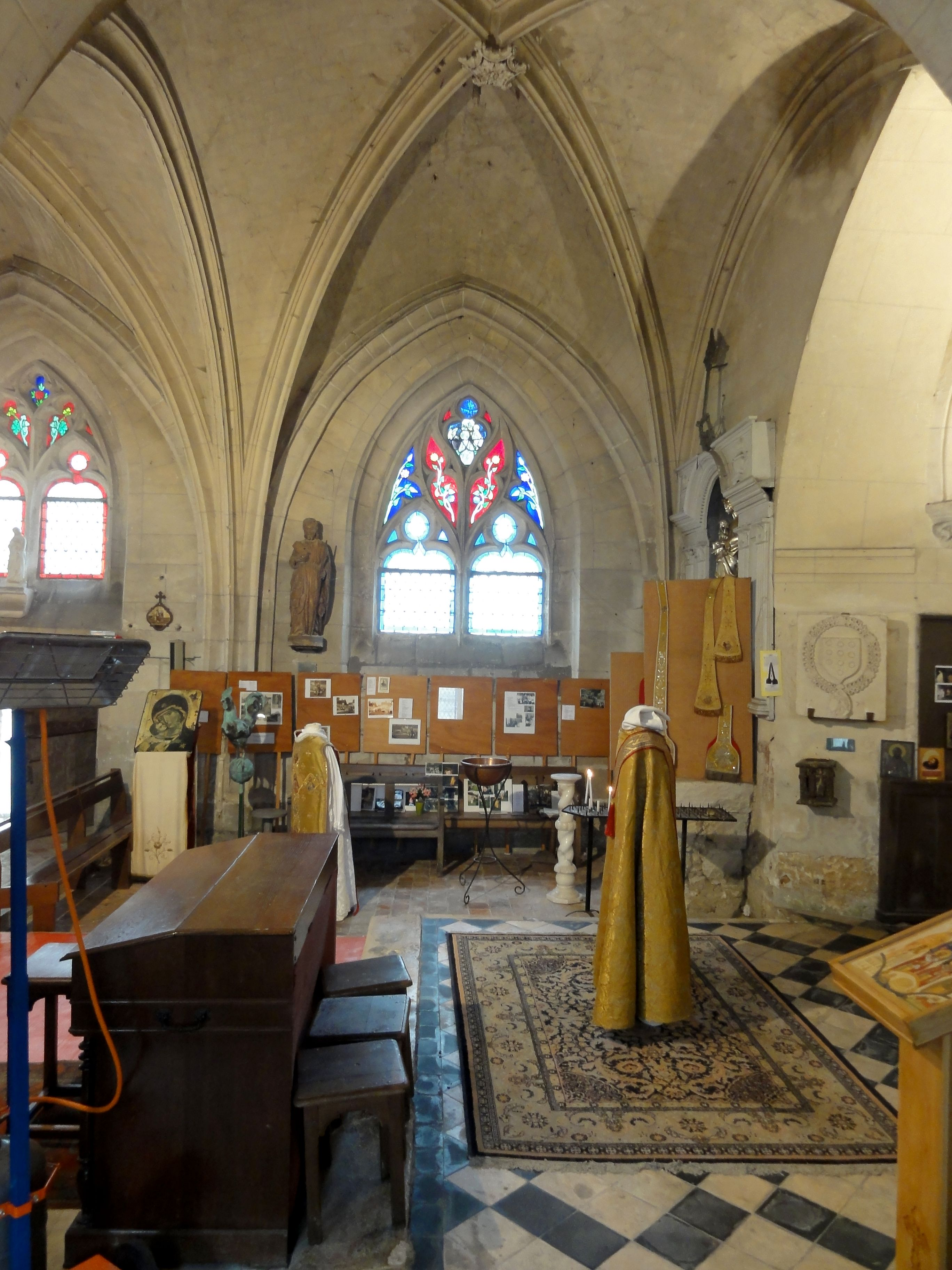
4e travée, côté nord.
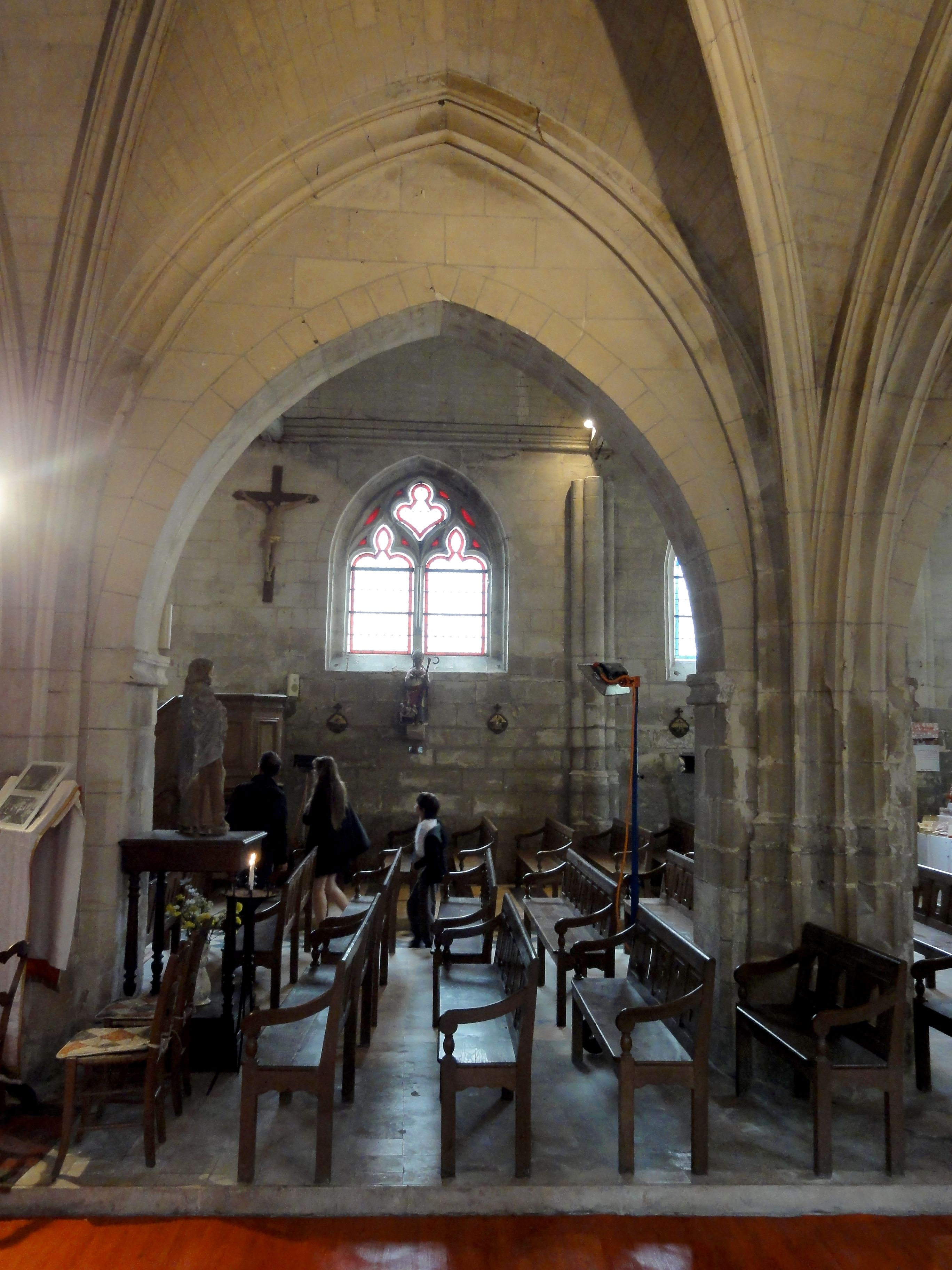
3e grande arcade.
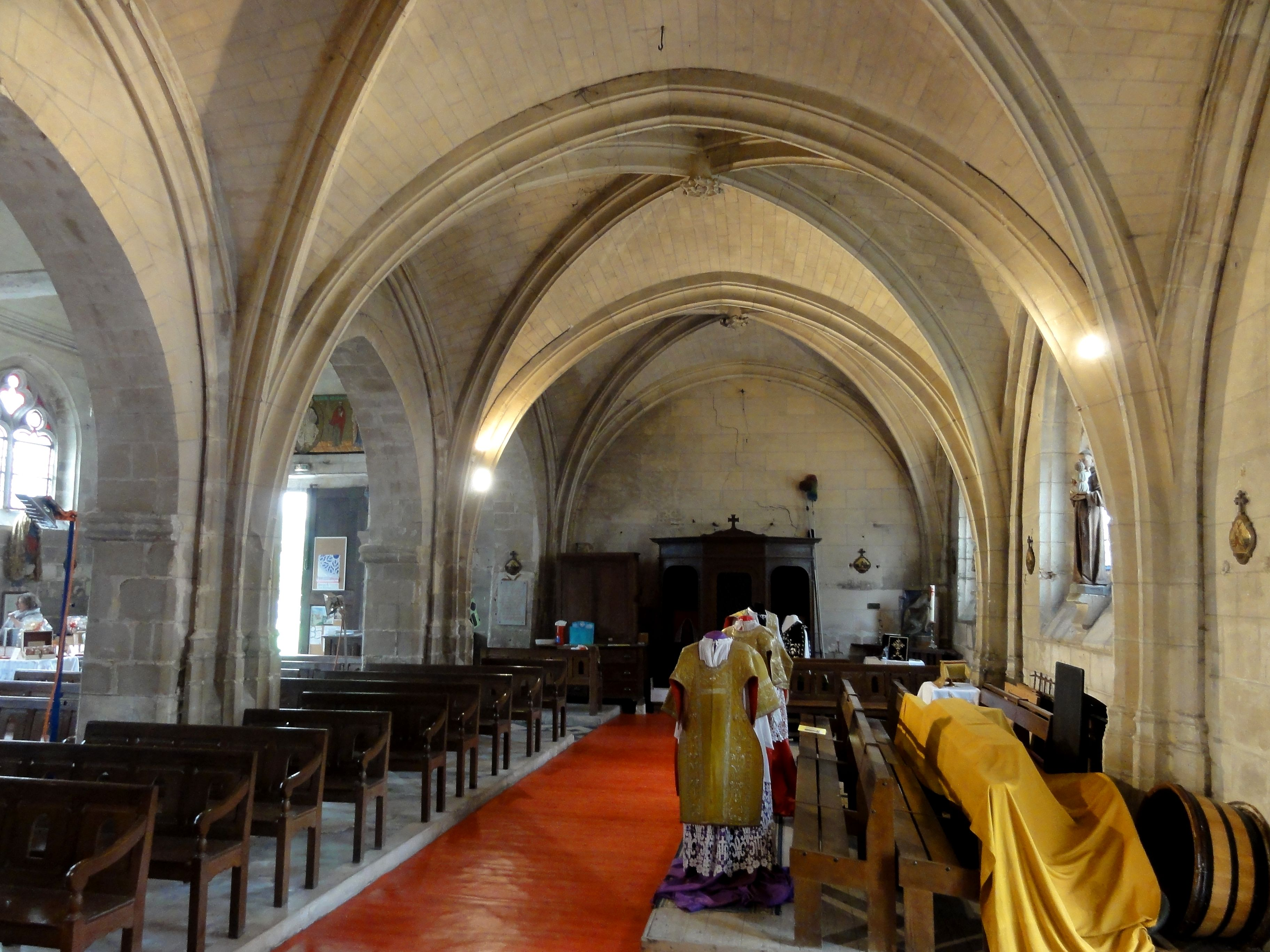
3e travée, vue vers l'ouest.
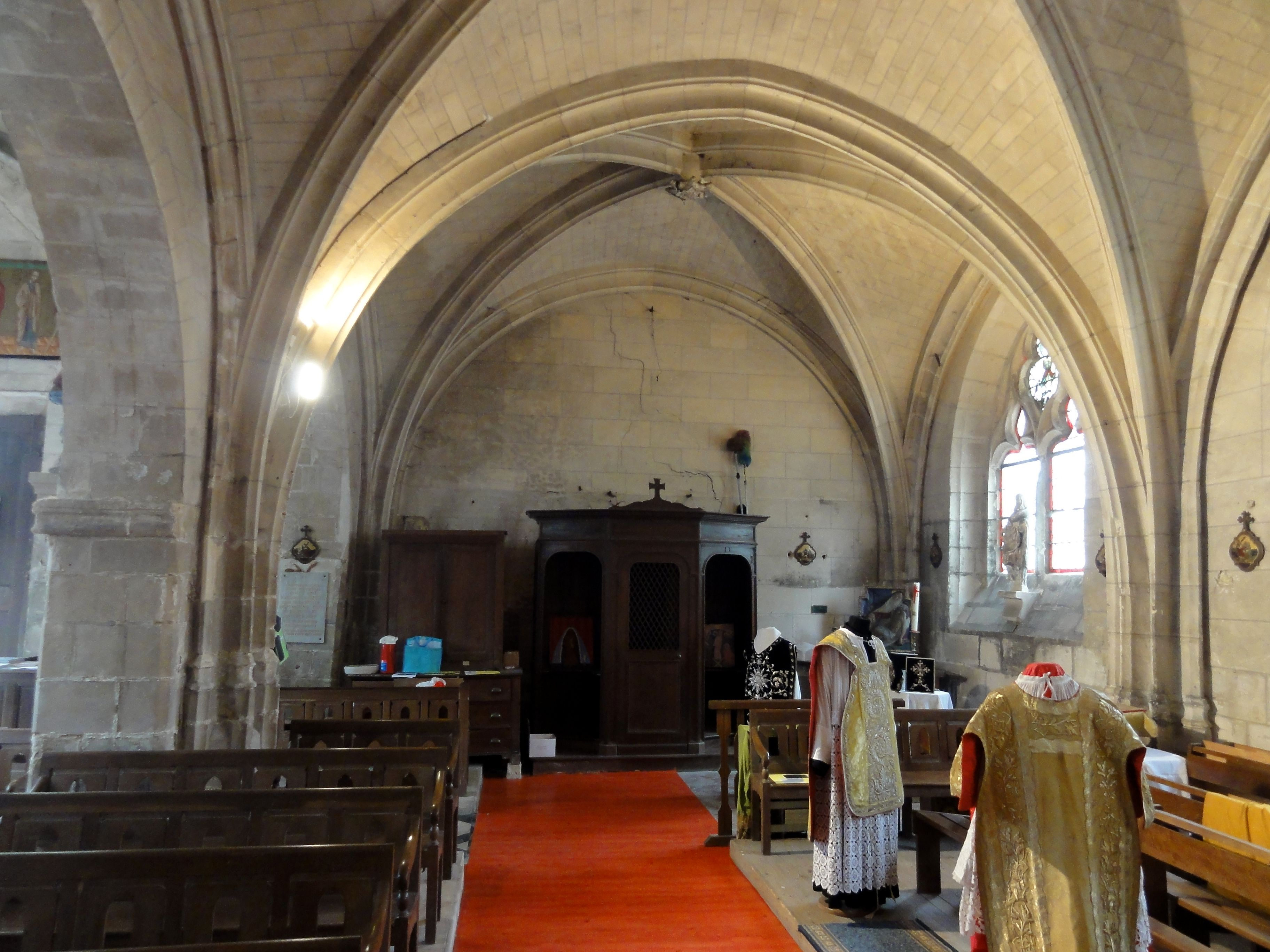
2e travée, vue vers l'ouest.
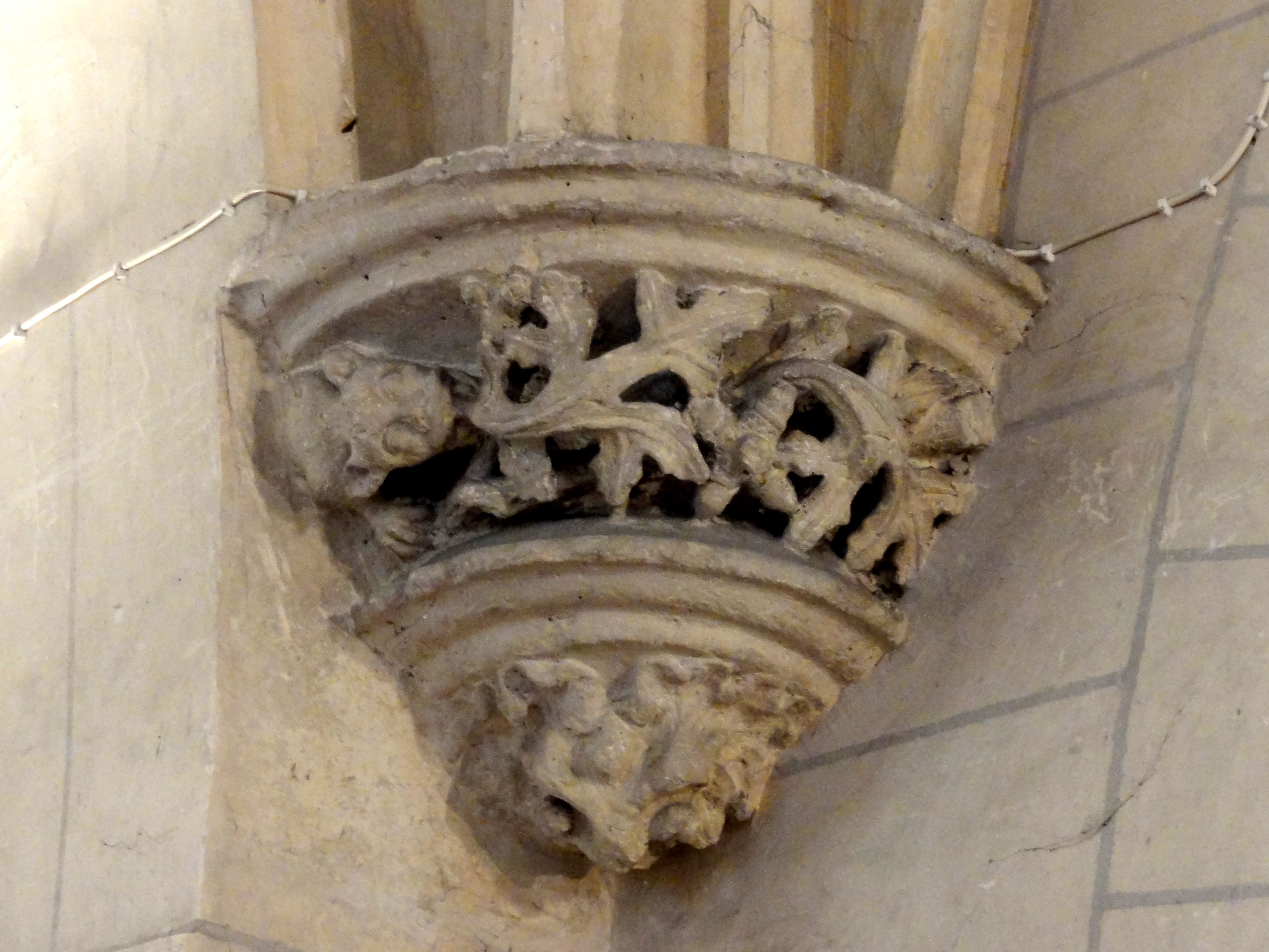
Cul-de-lampe.

### Clocher

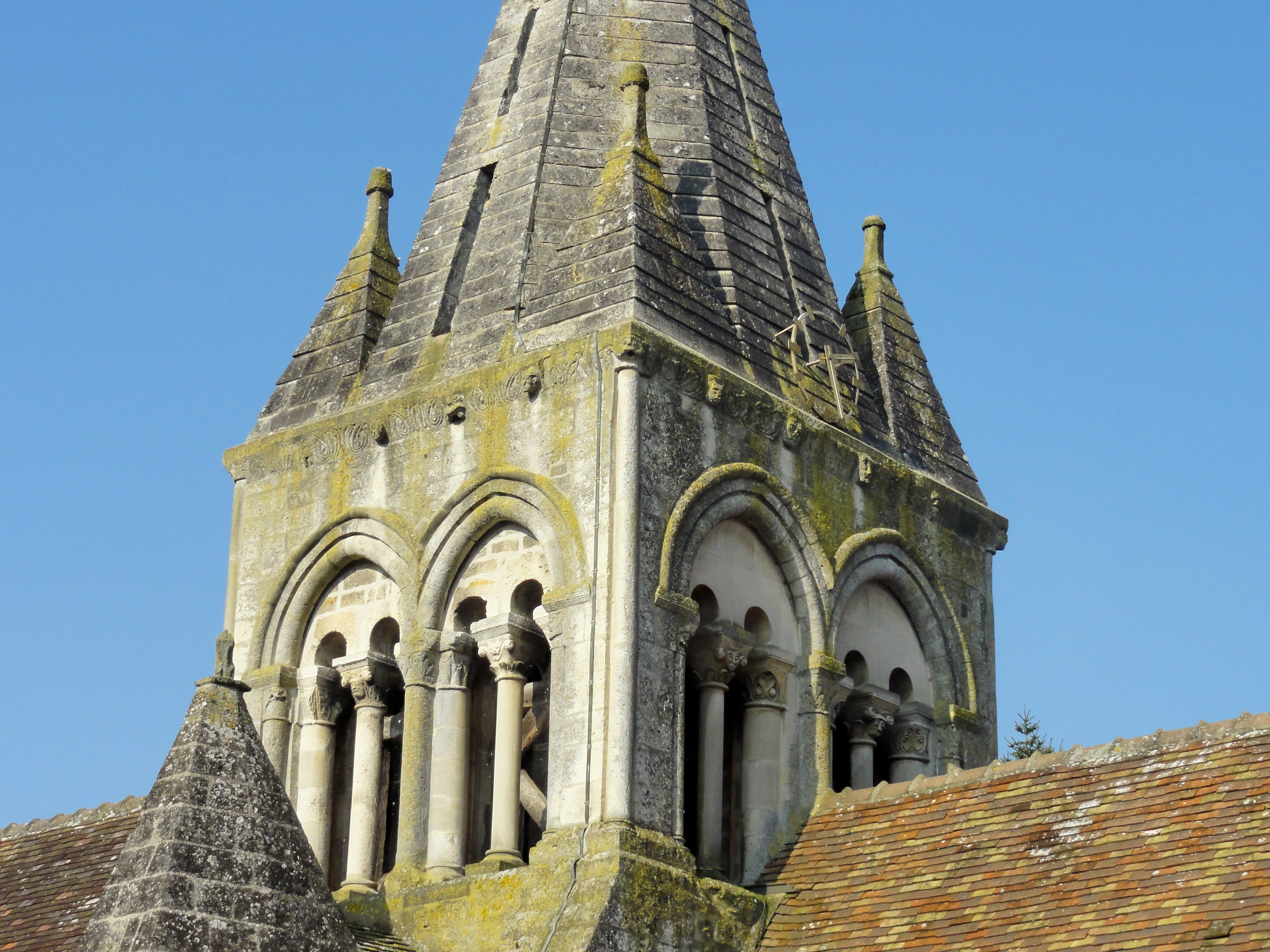
Vue rapprochée de l'étage de baies.

Le clocher s'inscrit dans la longue lignée des clochers romans du Valois, de la vallée de l'Oise et du Vexin français, et son unique étage de baies ressemble notamment aux étages supérieurs de Béthisy-Saint-Martin et Saint-Vaast-de-Longmont. Si les clochers à un seul étage de baies sont les plus fréquents parmi ce type de clocher, la plupart de ceux qui se trouvent dans les environs ont plusieurs étages (Béthisy-Saint-Martin, Morienval, Orrouy, Rhuis, Saint-Vaast...), et celui de Saintines est le plus trapu. En effet, les seuils des fenêtres sont directement situés à la limite supérieure de l'étage intermédiaire, qui n'est pratiquement pas visible. La baie bouchée visible depuis la nef Saint-Denis en fait partie. L'étage intermédiaire et la base du clocher sont de plan rectangulaire, alors que l'étage de beffroi est de plan carré. Le plan rectangulaire, qui n'est du reste pas perceptible depuis l'intérieur, s'explique par les deux épais murs au nord et au sud, destinés à supporter l'étage de beffroi et la flèche. Au sud, où le mur donne toujours vers l'extérieur, on peut voir que son épaisseur est rachetée par un fruit, et par deux contreforts qui se retraitent par de multiples glacis successives (dix au total). Julie Aycard et Pierrette Bonnet-Laborderie prétendent reconnaître un contrefort plat antérieur au clocher actuel, mais ce n'est que la partie inférieure de l'un des contreforts décrits, ce qui est clairement visible en regardant d'en face. Ce sont ces contreforts qui sont épaulés par des contreforts supplémentaires côté est et côté ouest, et pas les murs situés en dessous des murs de l'étage de baies. La tourelle d'escalier octogonale avec son toit de pierre est du XVIe siècle,,.
L'étage de beffroi présente sur chaque face deux fenêtres en tiers-point géminées, qui sont séparées par une colonnette appareillée destinée à recevoir, avec deux colonnettes analogues à gauche et à droite, les doubles archivoltes toriques. Comme à Orrouy et Saint-Vaast, chaque baie est recoupée en deux étroites baies, cette fois-ci en plein cintre, et surmontées d'un tympan nu qui repose à son tour sur trois colonnettes. Celle du milieu est libre, raison pour laquelle l'architecte a opté pour une colonnette monolithique. Une partie des tympans et colonnettes a été reconstituée lors d'une restauration assez récente, et les abat-son incompatibles avec les clochers romans ont été retirés côté sud et est. Les minces colonnettes qui ornent les quatre angle de l'étage ont également dû être refaites en partie. La corniche de palmettes est remarquable, mais en partie très érodée ou manquante. Sur chaque face, il y avait initialement dix palmettes groupées deux par deux, disposées entre des têtes grimaçantes. La flèche octogonale en pierre est plus courte que la plupart de ses homologues, et atteint une hauteur de 25 m au-dessus du sol à son sommet. Quatre faces sont percées de deux étroites ouvertures rectangulaires superposées, et de petits oculi rond existent en haut de chaque face. Les pierres de parement comportent en partie un décor de lignes gravées en zigzag. Les quatre angles sont occupées par des pyramidons sur plan carré,,,.

### Façade occidentale

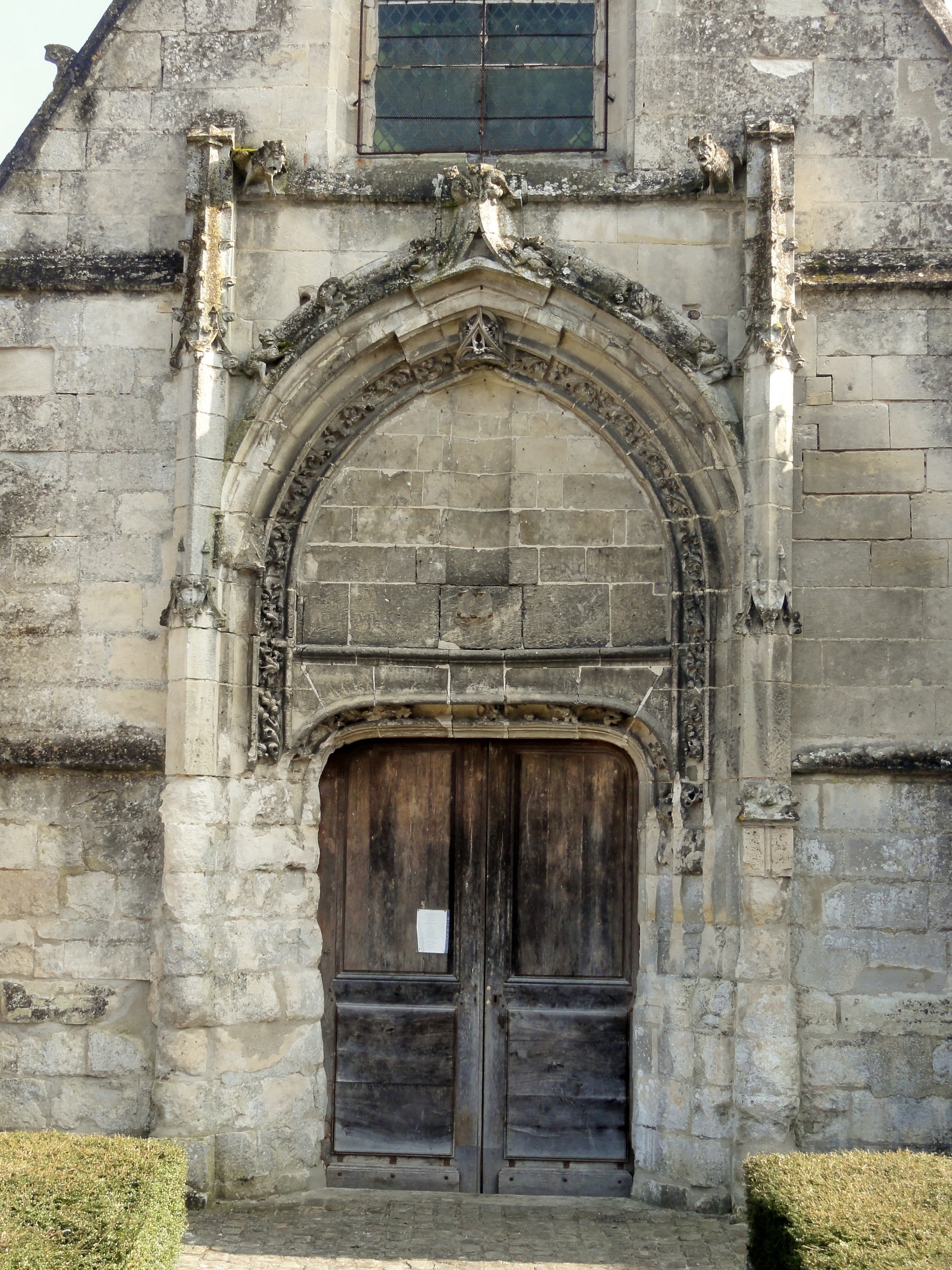
Portail de la nef Saint-Denis.

Les façades flamboyantes des deux nefs partagent certains caractéristiques : les portes sont en anse de panier, les rampants des pignons sont garnis de crochets de feuille d'acanthe, les murs sont scandés horizontalement par deux larmiers, dont l'un à hauteur du seuil des fenêtres latérales, et l'autre à la base du pignon. La façade de la nef Saint-Jean-Baptiste est un peu moins large et moins élevée que l'autre. Le sommet du pignon était sommé d'une croix en antéfixe ou d'un fleuron, qui a été brisé. La fenêtre du pignon est petite et rectangulaire. La porte est entourée par deux gorges entre plusieurs listels rapprochées, et surmontée d'une accolade peu prononcée. Quant au portail de la nef Saint-Denis, son décor est beaucoup plus riche, sans dépasser le cadre habituel d'une église rurale. Cependant, rien du décor ne subsiste au niveau des jambages du portail. L'on suppose qu'il est influencé par celui de l'église Saint-Pierre de Senlis, dont l'exubérance est rarement égalée dans la région, et qui possède un tympan ajouré. À Saintines, il est nu, mais conserve les traces d'une niche à statue. Le portail est cantonné de deux minces contreforts, qui sont ornés de clochetons plaqués et se terminent par des pinacles à crochets. La voussure au-dessus de la porte est agrémentée de quelques feuilles d'acanthe, qui devaient être plus denses initialement, comme sur l'archivolte inférieure. L'archivolte est triple, mais les deux autres voussures ne comportent pas (ou plus) de décor sculpté, et comme particularité, la voussure de l'archivolte supérieure ne se prolonge pas sur les piédroits, mais bute contre les contreforts. L'extrados est peuplé de griffons et d'autres animaux fantastiques. Deux griffons flanquent l'accolade de rigueur à la période flamboyante, et deux autres monstres sont placés sur le glacis qui relie les sommets des deux pinacles, près de ceux-ci. Le tympan n'est pas ajouré, mais une fenêtre s'ouvre au-dessus du portail. Initialement destinée à l'éclairage des combles, elle éclaire aussi en partie la nef. Le réseau flamboyant est en partie cassé, et le meneau central manque. Restent à mentionner les pinacles qui animent les deux contreforts d'angle sud-ouest. Aucun décor comparable existe sur les élévations nord et sud.

## Mobilier
Vingt-et-un éléments ou ensembles de mobilier associés à l'église sont classés monument historique au titre objet. Cinq sont des ustensiles liturgiques qui font partie d'une collection privée, et ne sont pas conservés au sein de l'église. Pour ces raisons, ils ne sont pas évoqués dans le présent article. Deux reliquaires de la collection de l'abbé Gruart, curé de Saintines de 1969 à 1970, ont été vendus après leur classement et ne seront pas traités non plus. — L'on note que la plupart des objets d'art sacré font référence à saint Jean-Baptiste, alors qu'aucun fait référence à saint Denis, pourtant premier patron de l'église. Ces objets sont les émouvants témoins de la vénération pour le précurseur au cours des siècles passés, et rappellent le prestigieux passé de l'église comme lieu de pèlerinage.
- La statue en pierre polychrome de saint Jean-Baptiste, haute de 170 cm et datant du XVIIe siècle. C'est cette statue qui se trouvait autrefois dans la niche à gauche de la fontaine Saint-Jean-Baptiste. Les deux mains du saint et l'Agneau ont été cassés lors d'une tentative de vol en 1976, puis refaits en plâtre. À la suite de sa restauration, la statue a été placée à l'intérieur de l'église[28],[29].
- Le demi-relief en bois représentant la décollation de saint Jean-Baptiste, haut de 125 cm et large de 92 cm, datant du XVIe siècle mais plaqué sur un fond moderne. L'œuvre a été donnée par Achille Leclercq en 1883, un Parisien natif de Saintines. Elle faisait probablement partie d'un ensemble relatant la vie de saint Jean-Baptiste, et semble provenir de Flandre[30],[31].
- Les vantaux de l'armoire à reliques dans la première travée du chœur du nord, hauts de 142 cm et large de 58 cm, et datant du dernier quart du XVe siècle. Leur intérêt réside dans les tableaux peints à l'huile au verso. Ils représentent plusieurs scènes de la vie de saint Jean-Baptiste. En commençant à droite, l'on voit de haut en bas : la nativité de Jean et l'imposition de son nom ; les reproches faits par le saint à Hérode pour avoir violé la loi de Dieu en épousant Hérodiade, la femme de son frère ; Salomé apportant sur un plat la tête du saint qui vient d'être décapité, ou le festin d'Hérode ; l'annonce à Zacharie dans le Temple de la naissance d'un fils par l'archange Gabriel ; la rencontre à la sortie du Temple de Zacharie avec Élisabeth ; le Baptême du Christ par saint Jean-Baptiste dans le Jourdain ; et la prédication de saint Jean-Baptiste. Philippe Bonnet-Laborderie estime que l'exécution soignée des détails, le style, l'expression et le mouvement des personnes indiquent un artiste de grande qualité. Étant donné la datation, l'on peut supposer que les vantaux ont été commandés par Philippe de Cuignières lorsqu'il restaura le chœur de la nef septentrionale[32],[33].
- Le retable en bois de chêne polychrome et doré représentant des scènes de la vie de saint Jean-Baptiste, haut de 153 cm et large de 189 cm, datant du début du XVIe siècle, probablement d'origine brabançonne (sans pouvoir exclure qu'il ne provienne d'Abbeville ou de Beauvais. Les scènes représentées sont, de gauche à droite, la naissance de saint Jean-Baptiste ; la prédication dans le désert au fond et le Baptême du Christ au premier plan ; et la décollation de saint Jean-Baptiste. Ce retable surmonte le maître-autel du chœur de la nef saint Jean-Baptiste. C'est vraisemblablement son emplacement d'origine, mais il devait être disposé différemment. Au XIXe siècle, il était accroché au-dessus du banc d'œuvre de la nef méridionale, qui était reconverti en autel latéral. Lors d'une restauration à la fin du XXe siècle, le retable a perdu ses parties hautes latérales, avec les statues de saint Denis et de saint Jean ou saint Barthélemy. Il s'agissait probablement de rajouts postérieurs[34],[35].

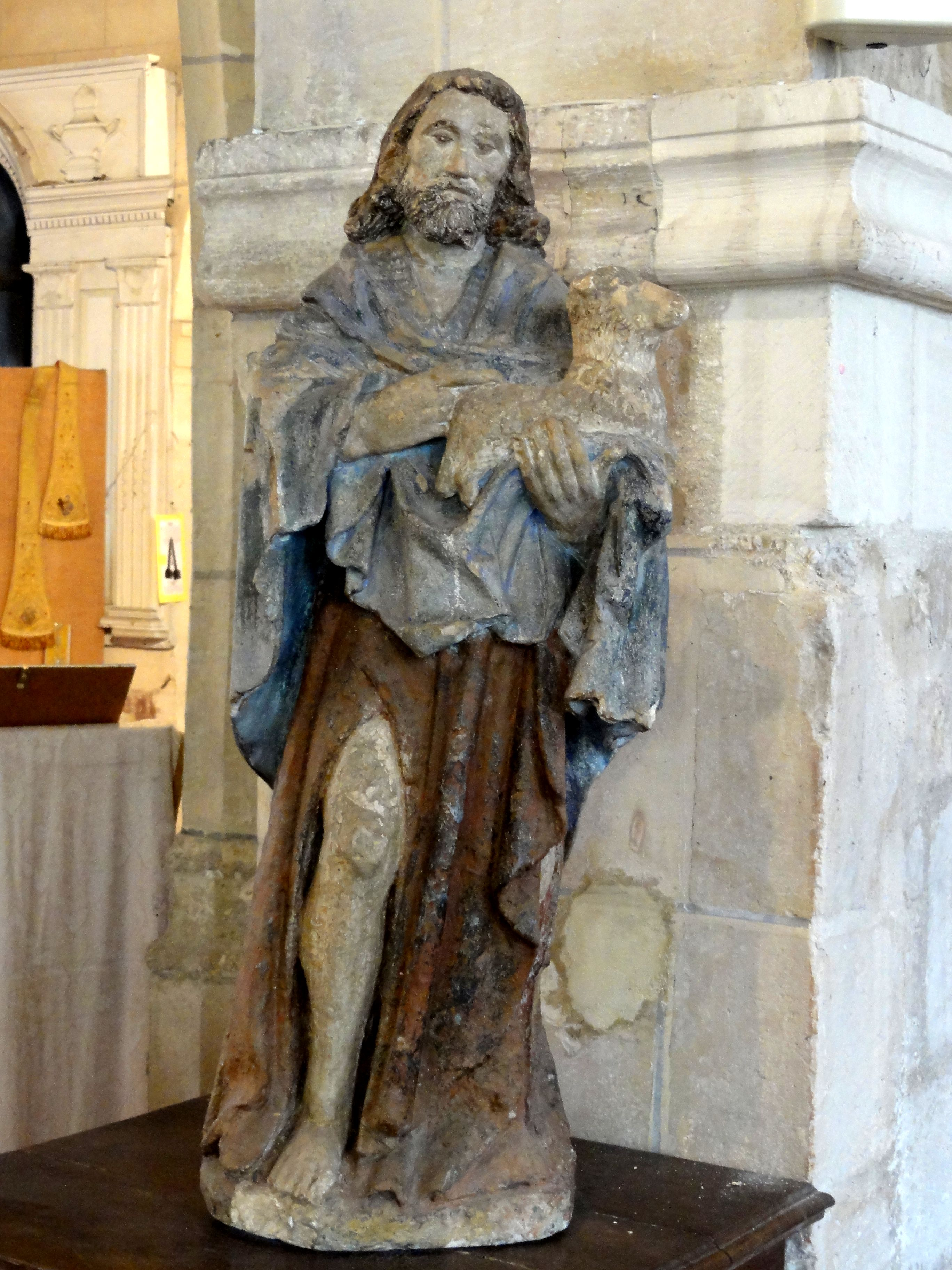
Statue grandeur nature de saint Jean-Baptiste.
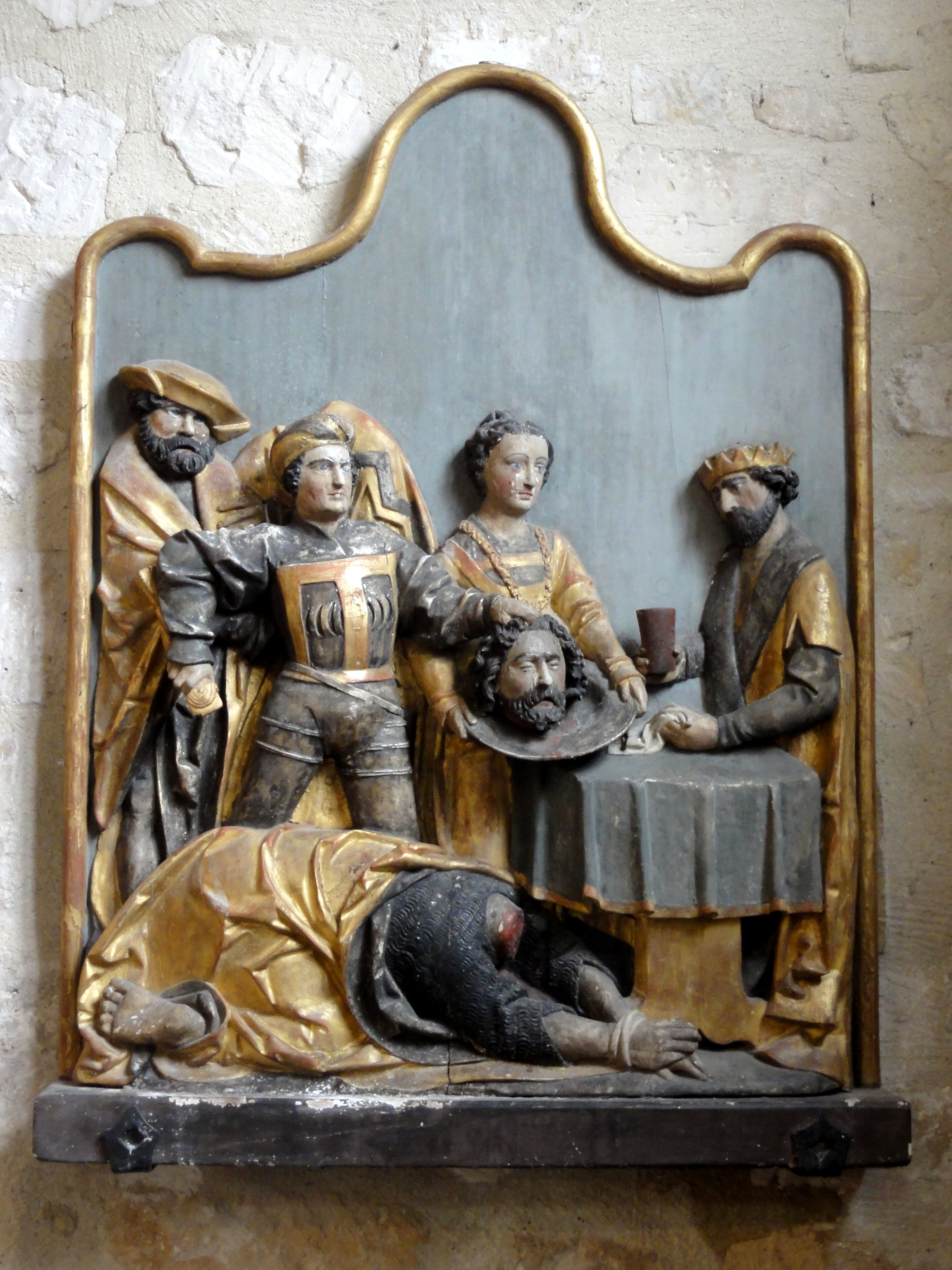
Demi-relief - décollation de saint Jean-Baptiste.
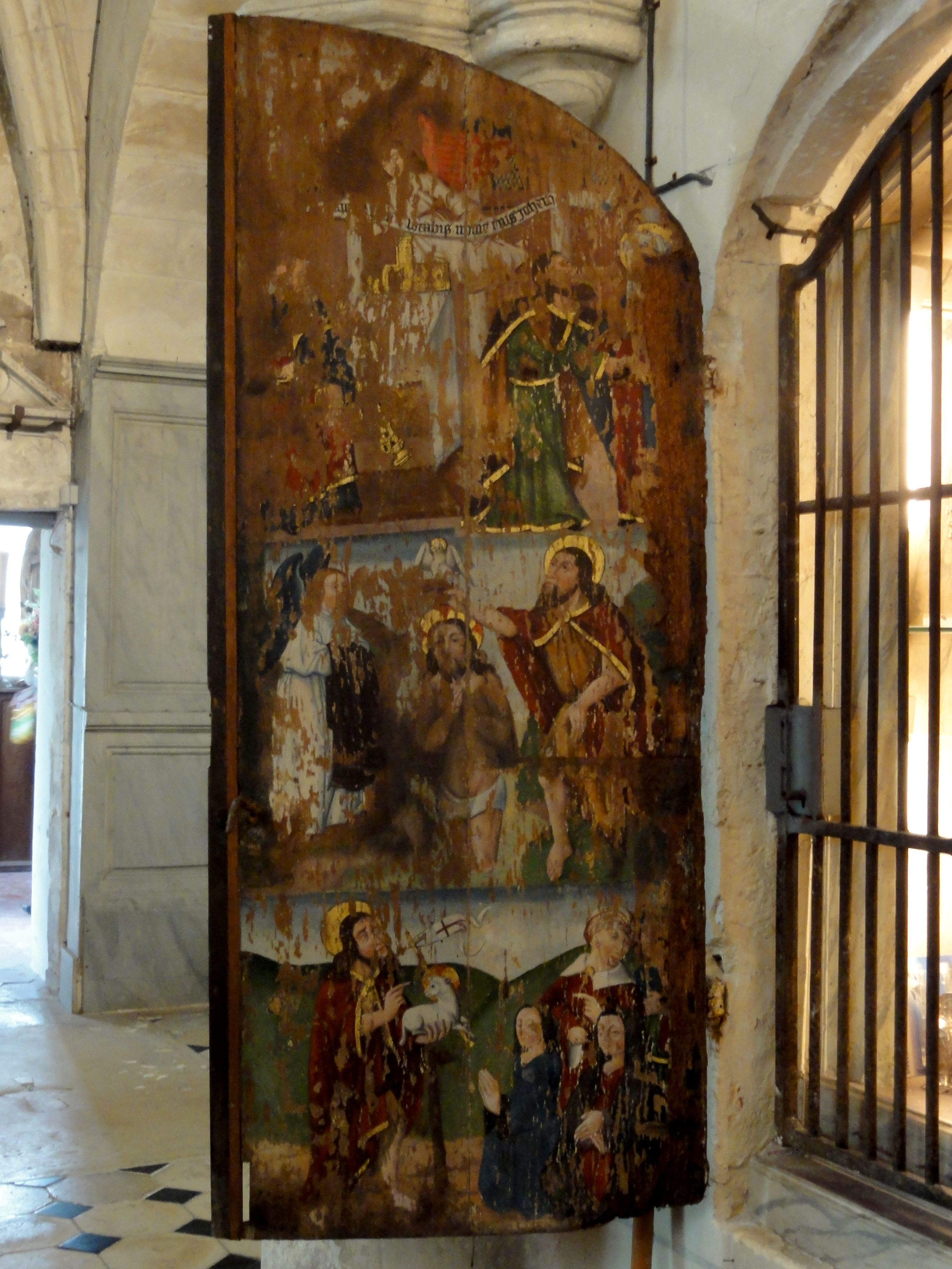
Vantail - scènes de la vie de saint Jean-Baptiste.
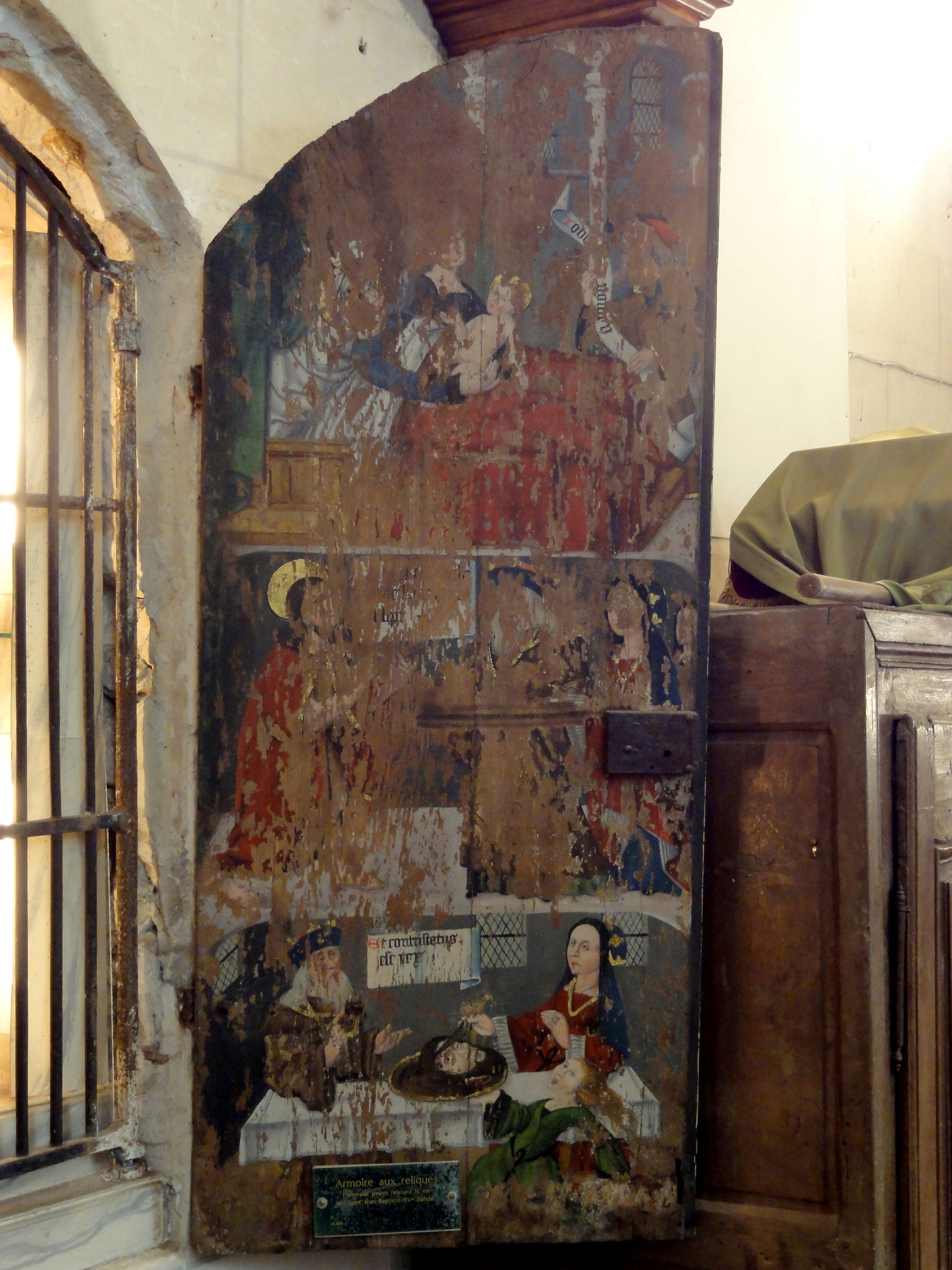
Vantail - scènes de la vie de saint Jean-Baptiste.
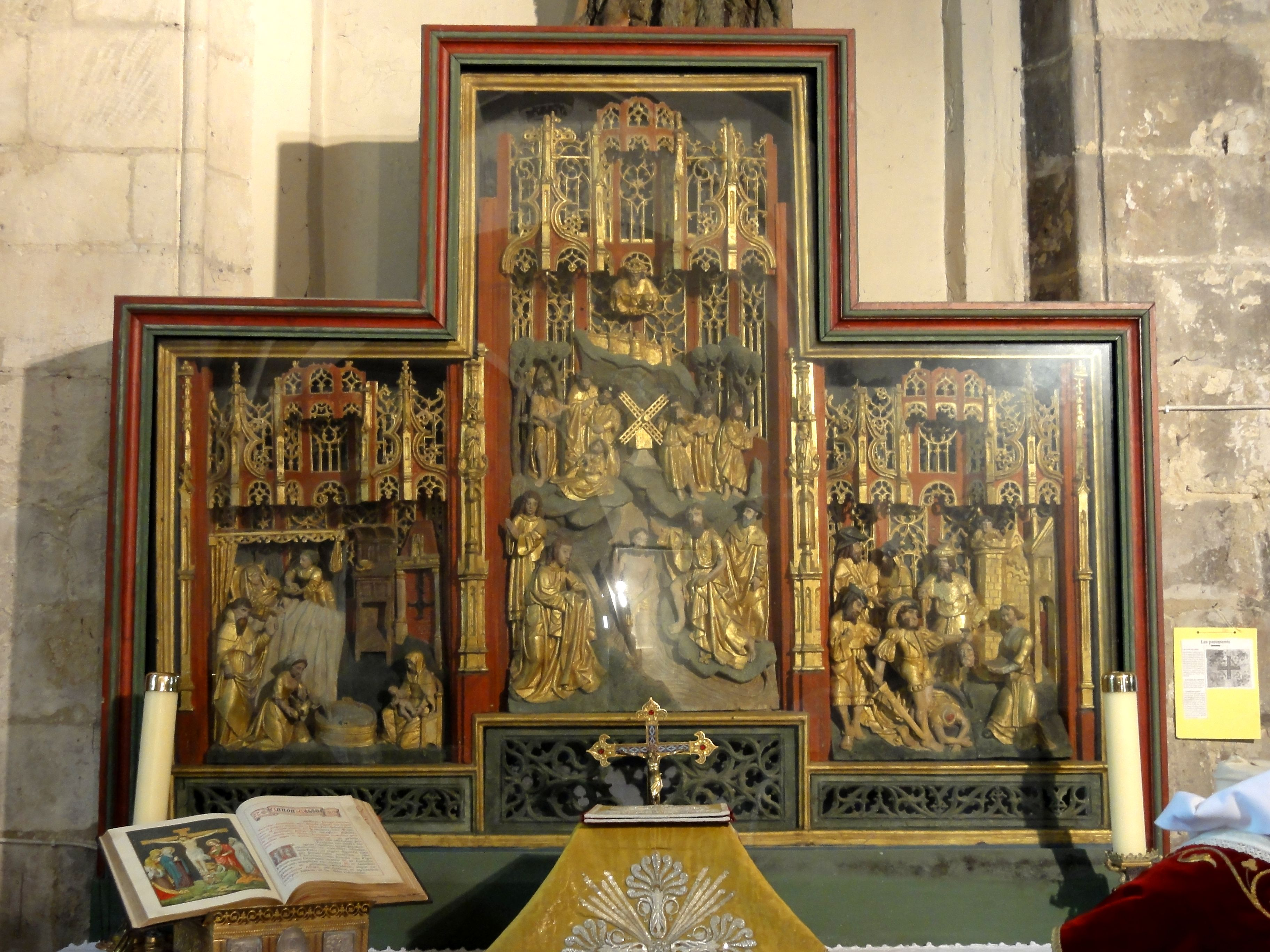
Retable - scènes de la vie de saint Jean-Baptiste.
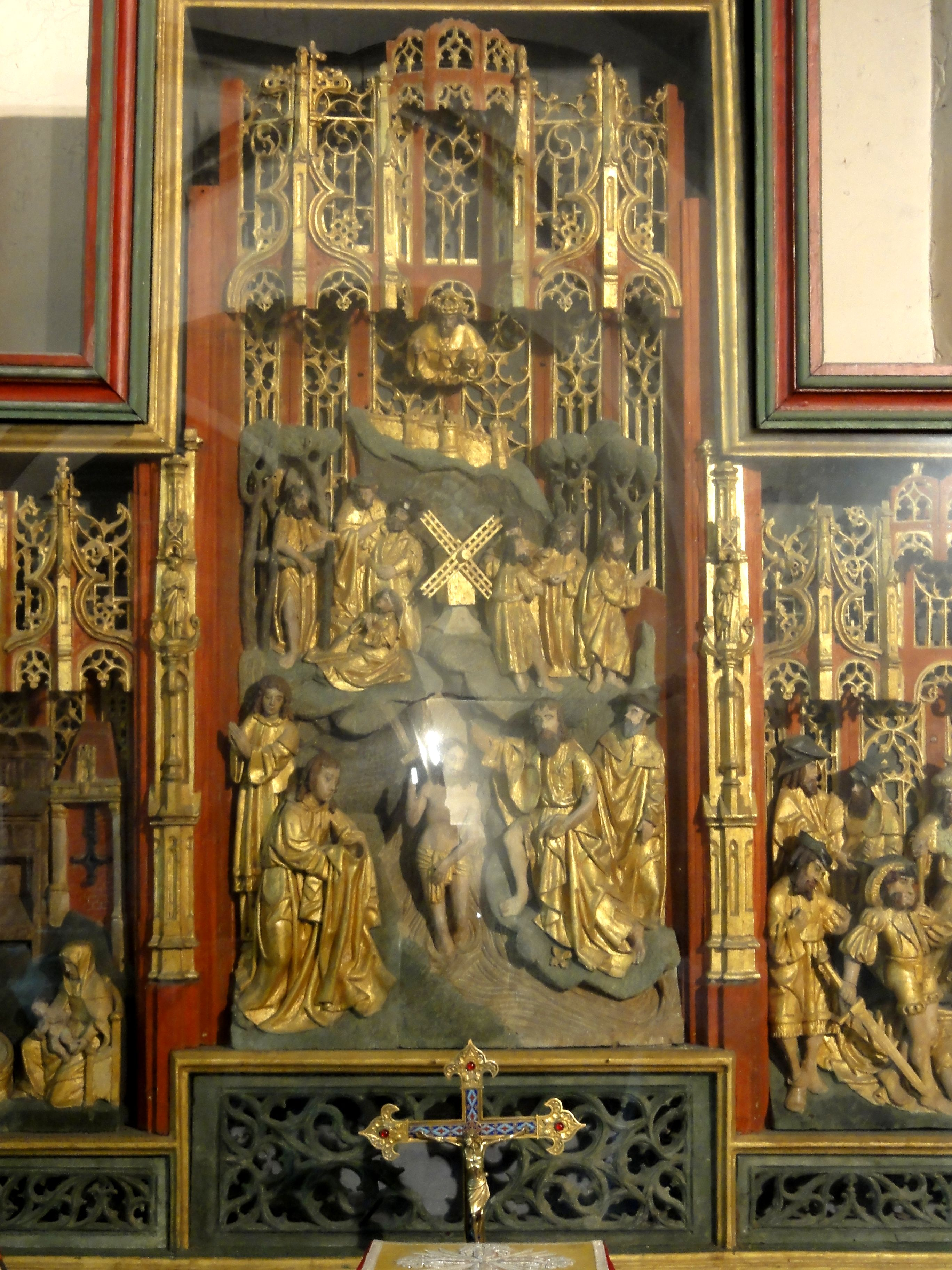
Compartiment central du retable.

- Un groupe sculpté miniature en bois de chêne polychrome et doré représentant la décollation de saint Jean-Baptiste, haut de 30 cm et large de 22 cm, datant de la première moitié du XVIe siècle. Il provient probablement d'un retable détruit[36] et est conservé aujourd'hui au milieu des reliques.
- La statuette-reliquaire en cuivre et argent doré de saint Jean-Baptiste, haute de 30 cm, datant du XVIe siècle. La relique est fixée sur la main droite et placée sous un cabochon de verre. Il s'agit d'un fragment de phalange du saint, rapporté des Croisades par un seigneur de Saintines. Le reliquaire est traditionnellement présenté aux fidèles le 24 juin, fête de la nativité de saint Jean-Baptiste, et le 29 août, anniversaire de sa décollation. L'église possède aussi d'autres reliques, mais les auteurs ne sont pas unanimes si les reliques de saint Denis se sont perdues à la Révolution, et pas toutes les reliques semblent pouvoir être attribuées à un saint précis. Philippe Bonnet-Laborderie mentionne des reliques de sainte Thérèse, sans malheureusement indiquer de laquelle il s'agit[37],[33].
- La statue en pierre de la Vierge à l'Enfant, haute de 80 cm, datant de la seconde moitié du XVe siècle. La Vierge présente une grappe de raisin, et l'Enfant tient un oiseau par ses deux ailes largement déployées[38].
- L'ensemble de trois petits vitraux datant de la première moitié du XVIe siècle. Ce sont les tympans sous la forme de soufflets des fenêtres de la nef nord. Ils représentent saint Roch, saint Étienne et une âme montant au ciel portée par deux anges[39].
- Le tableau peint à l'huile sur toile représentant la coupe de Joseph trouvée sur Benjamin, haut de 84 cm et large de 105 cm, datant du milieu du XVIe siècle[40], et probablement peint d'après Jean Cousin l'Ancien[41].
- Le tableau peint à l'huile sur toile représentant la Déploration du Christ mort, haut de 68 cm et large de 167 cm, datant de la fin du XVIe ou du début du XVIIe siècle. Il est inspiré par des œuvres d'Annibale Carracci[42] et de Jean Lepautre. Ce tableau n'appartient pas à la commune[43] (sans illustration).
- Une croix d'autel en cuivre argenté, haute de 48 cm, datant du XVIIe siècle[44] (sans illustration).
- Une croix de procession en laiton, haute de 67 cm, datant du XVIe siècle[45] (sans illustration).

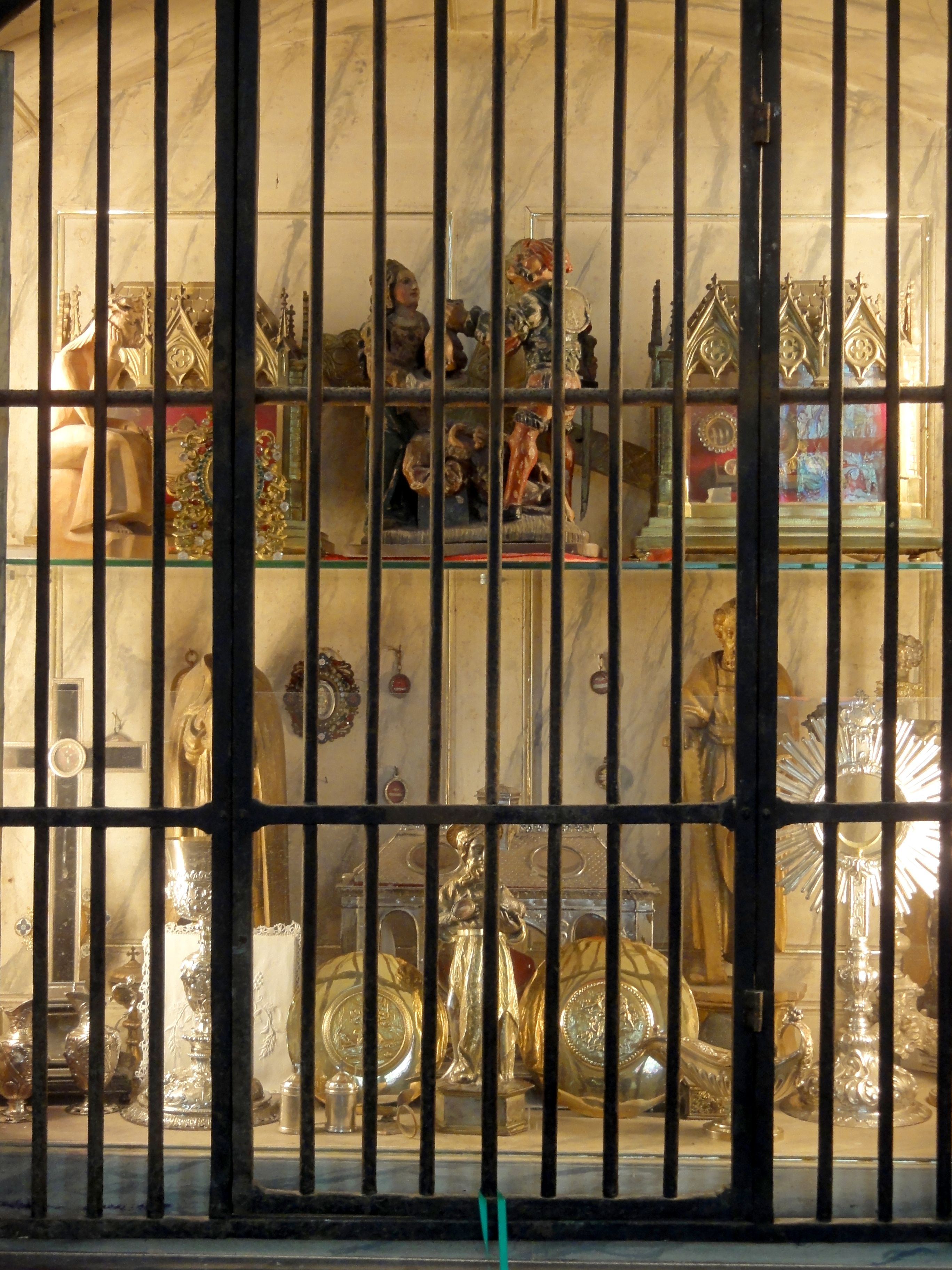
Armoire reliquaire.
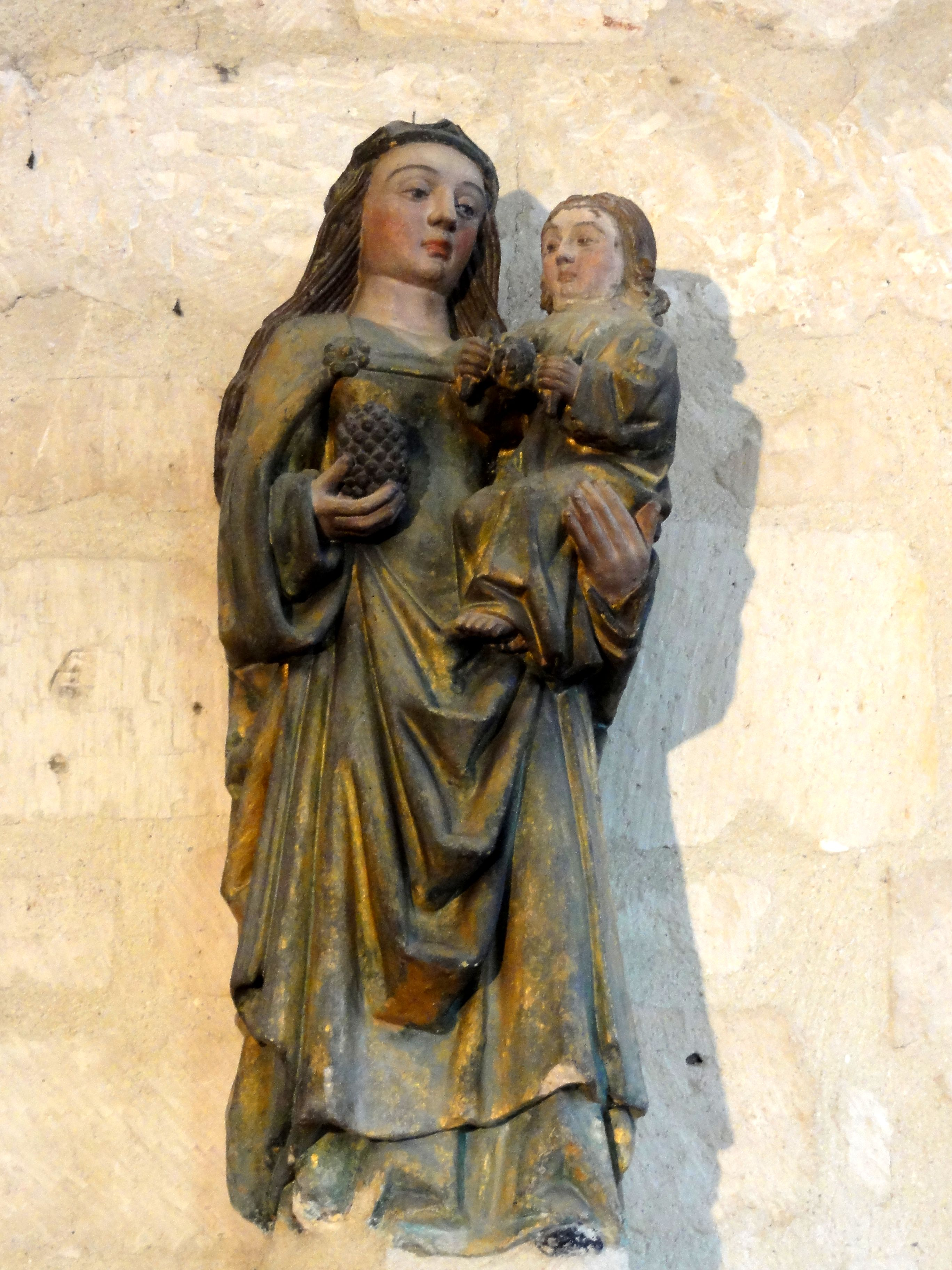
Vierge à l'Enfant à la grappe de raisin et à l'oiseau.
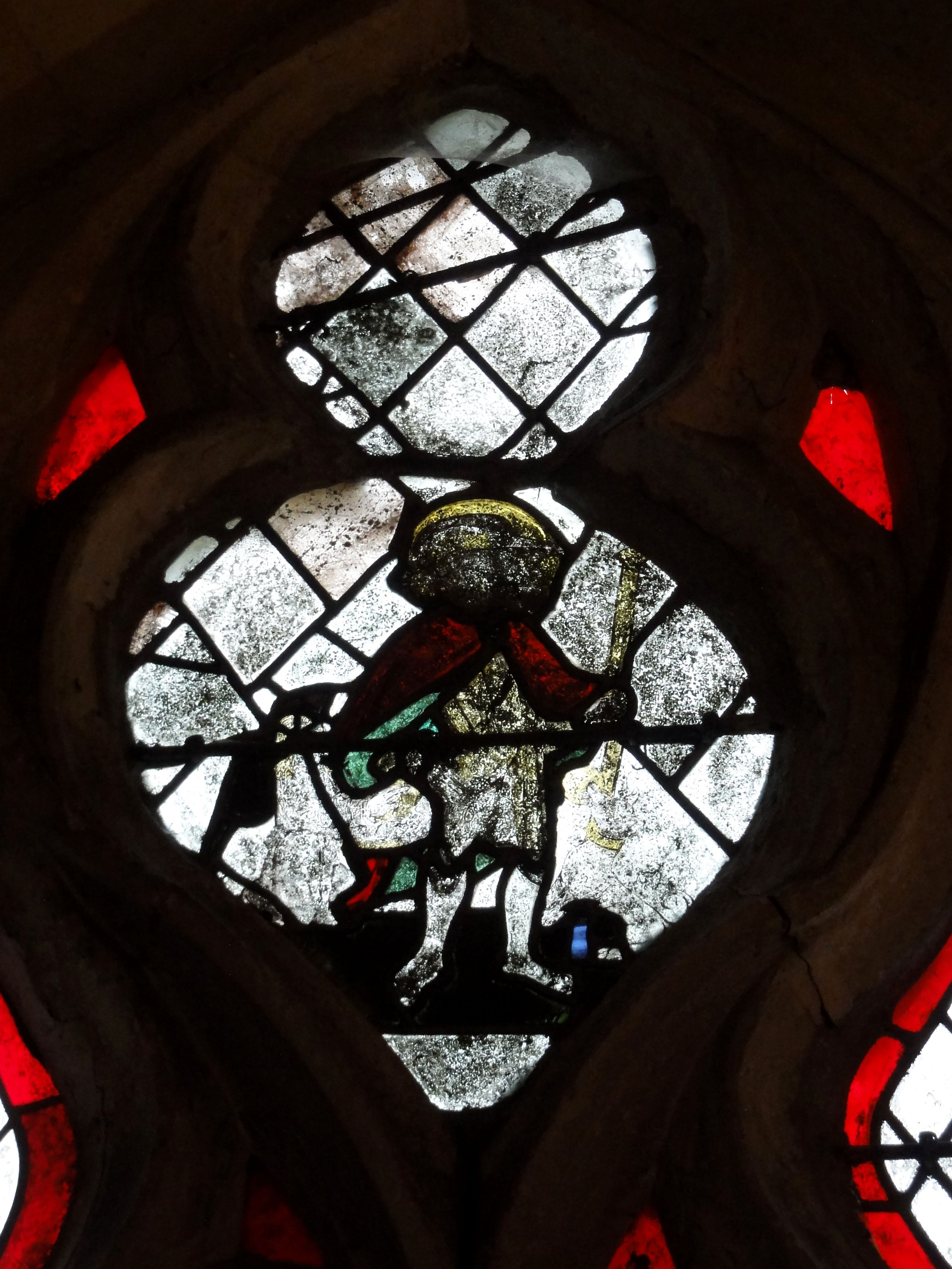
Vitrail du XVIe siècle : saint Roch.
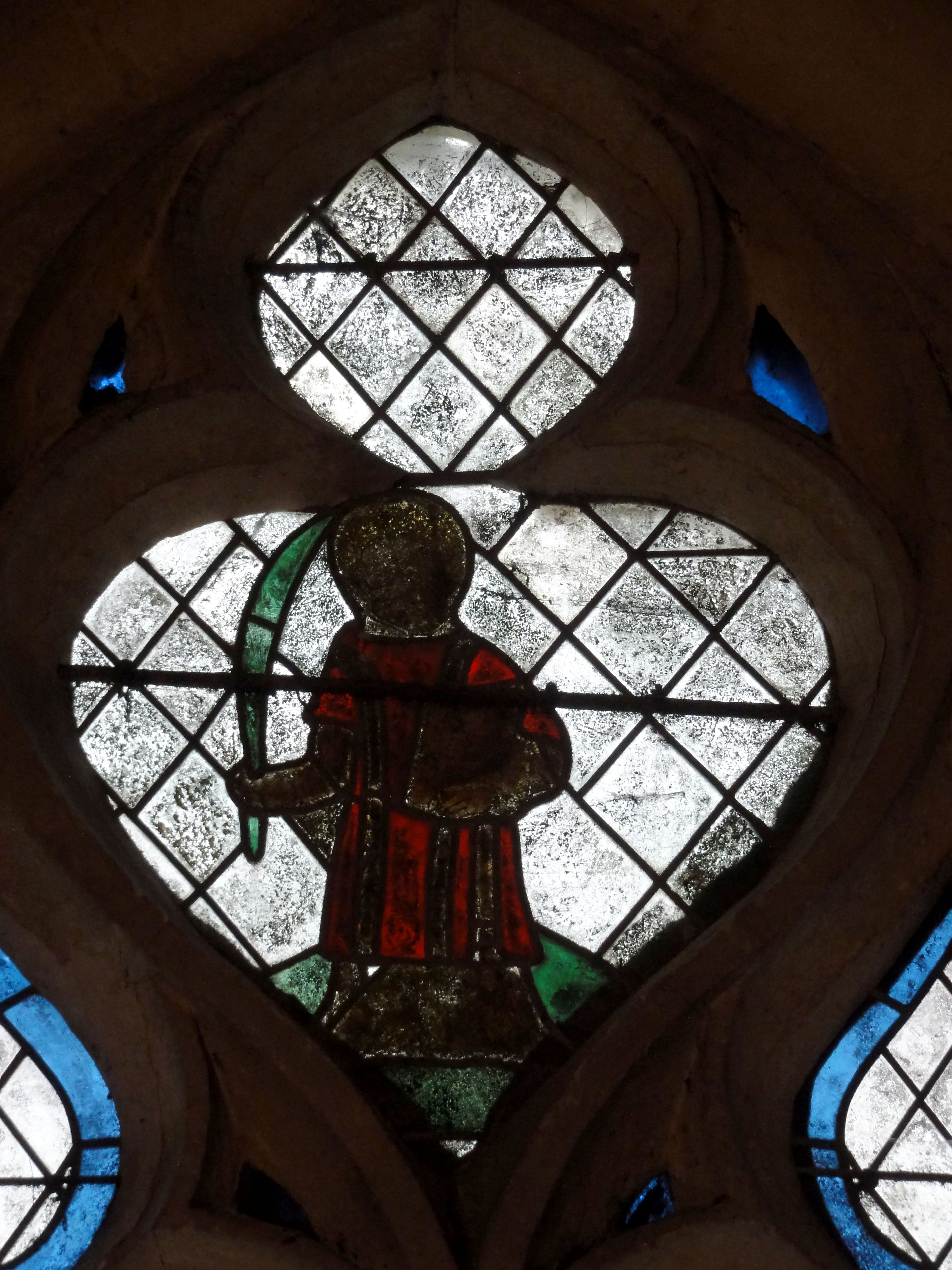
Vitrail du XVIe siècle : saint Étienne.
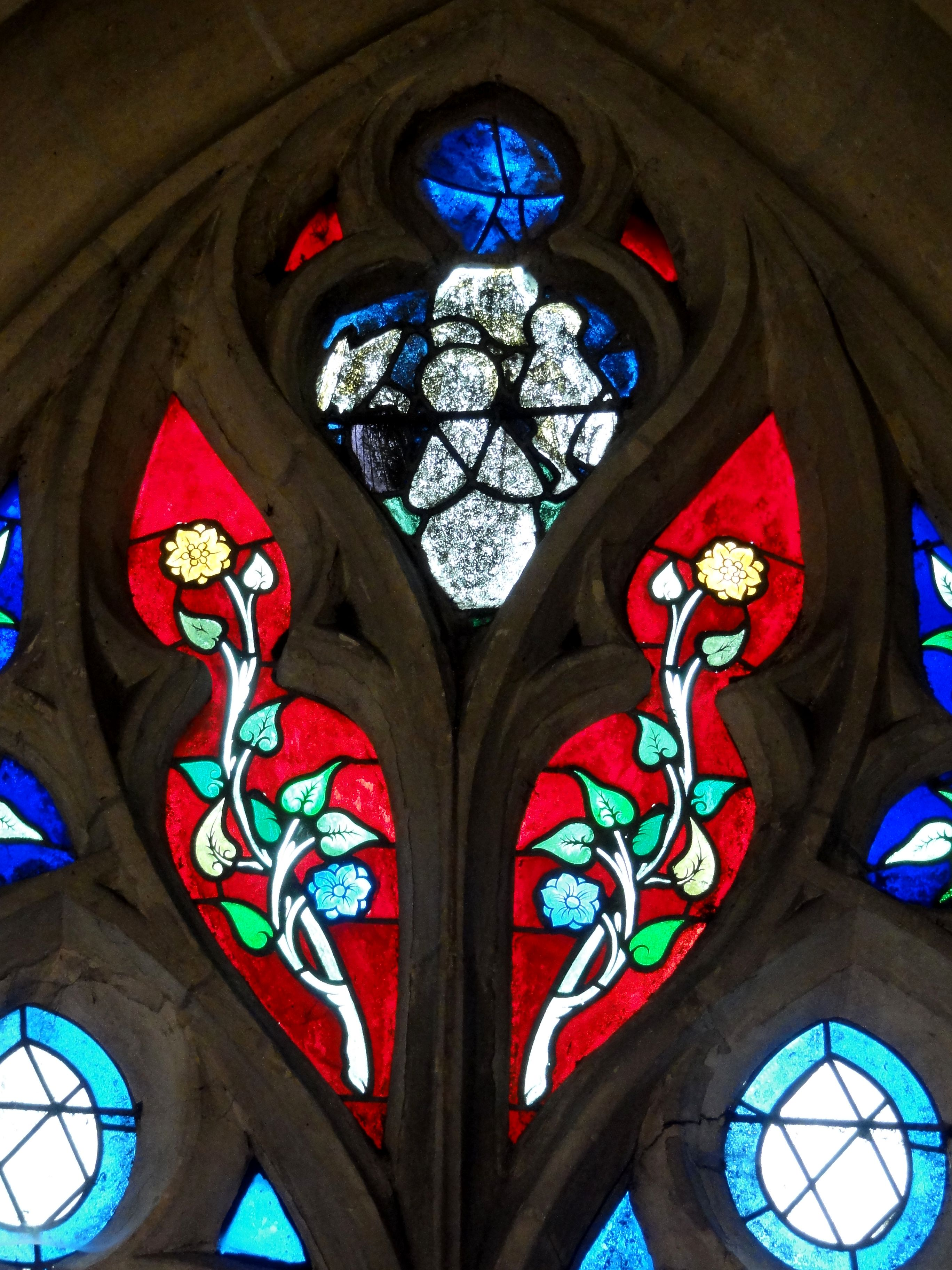
Vitrail du XVIe siècle : âme montant au ciel.
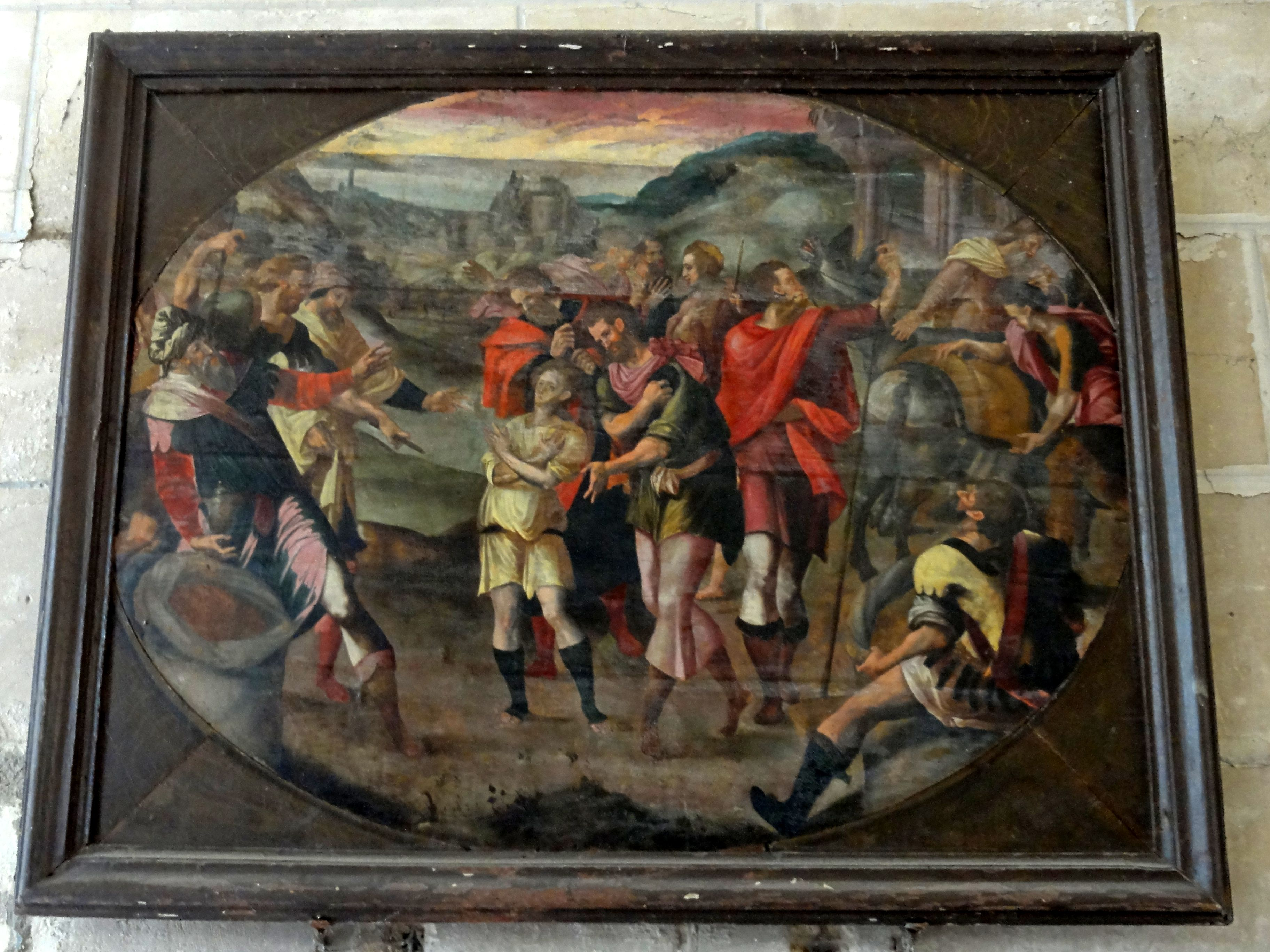
Tableau - la coupe de Joseph trouvée sur Benjamin.

La Vierge à l'Enfant à l'oiseau fait partie d'une série d'au moins sept statues d'art populaire du XVIe siècle, qui ont les traits assez grossiers et sont habillées de vêtements aux plis assez lourds. Elles sont toutes en pierre polychrome et de dimensions comparables. Les six autres statues ne sont pas classées monument historique. Il s'agit de Barbe la grande martyre, saint Nicolas, sainte Catherine d'Alexandrie, du Christ roi, d'un saint martyr et d'une sainte martyre, qui du fait de l'absence d'attribut autre que la palme du martyre ne peuvent être identifiées (la palme du martyr s'est perdue). Ce ne sont pas des œuvres d'une grande qualité, mais Philippe Bonnet-Laborderie estime qu'elles ne manquent pas de charme grâce à leur fraîcheur et leur naïveté. Plusieurs autres statues existent dans l'église, dont la plupart ont été offertes ou déposées pendant les dernières décennies. Le plus souvent, les renseignements manquent sur ces œuvres. Le saint Joseph au rabot date de la fin du XVIIIe siècle ou du début du XIXe siècle, et a été donnée par les sœurs de Saint-Joseph de Cluny de Crépy-en-Valois en 1975. La Vierge terrassant le dragon est de style baroque hispano-colombien et date du XVIIe siècle. Elle a été déposée en 1999 par Clémentine Barthélémy.

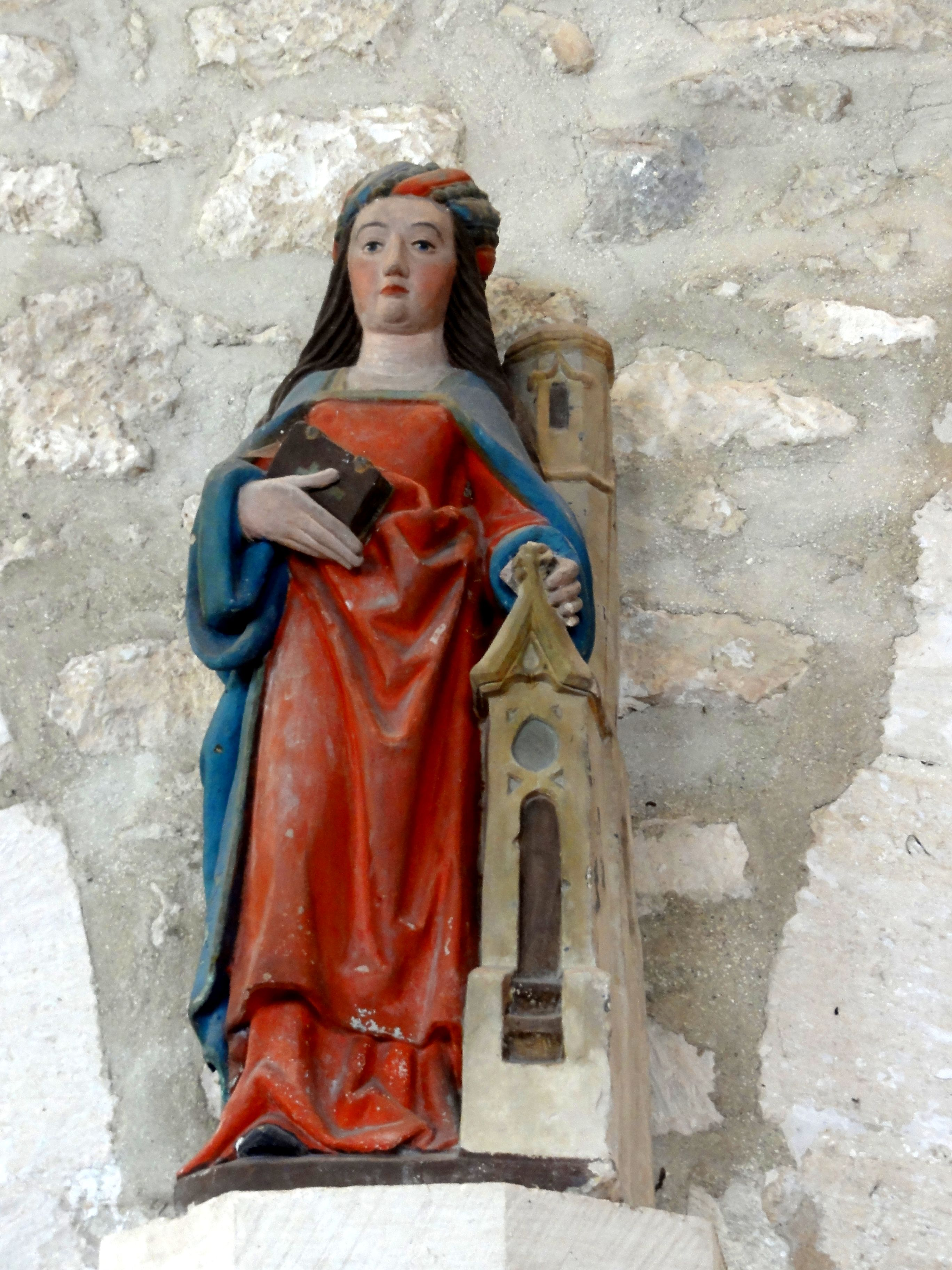
Sainte Barbe.
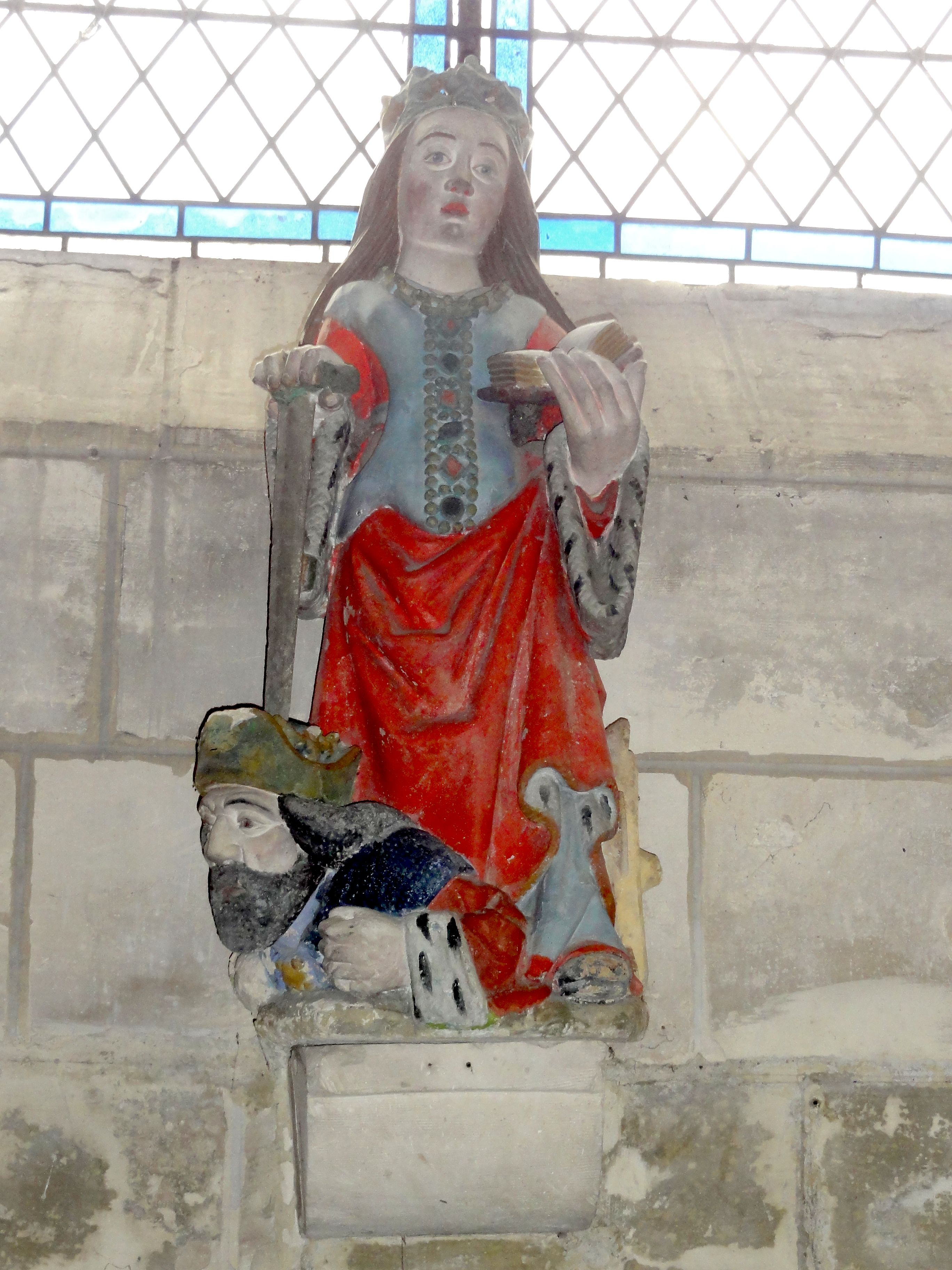
Sainte Catherine.
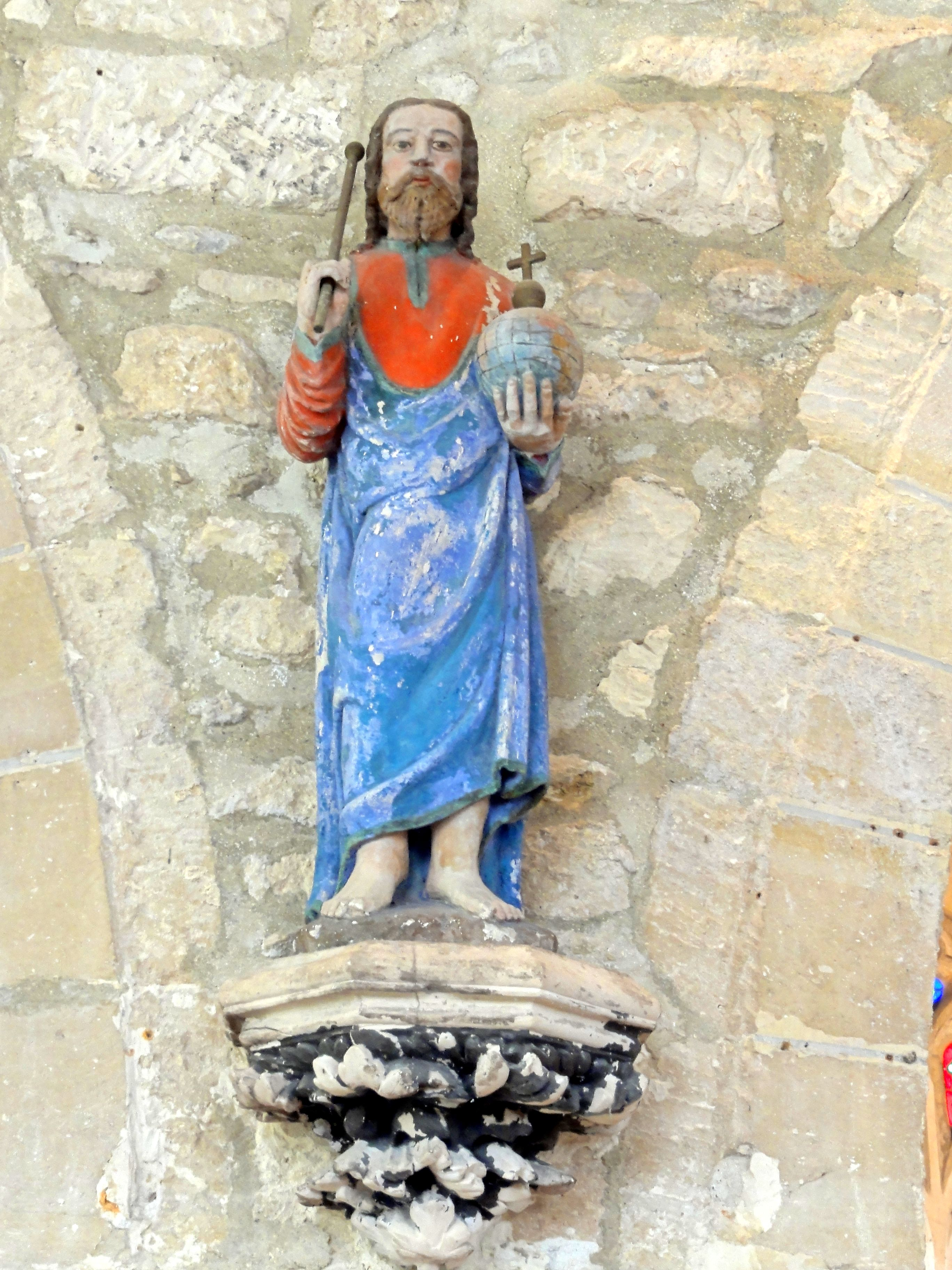
Le Christ roi.
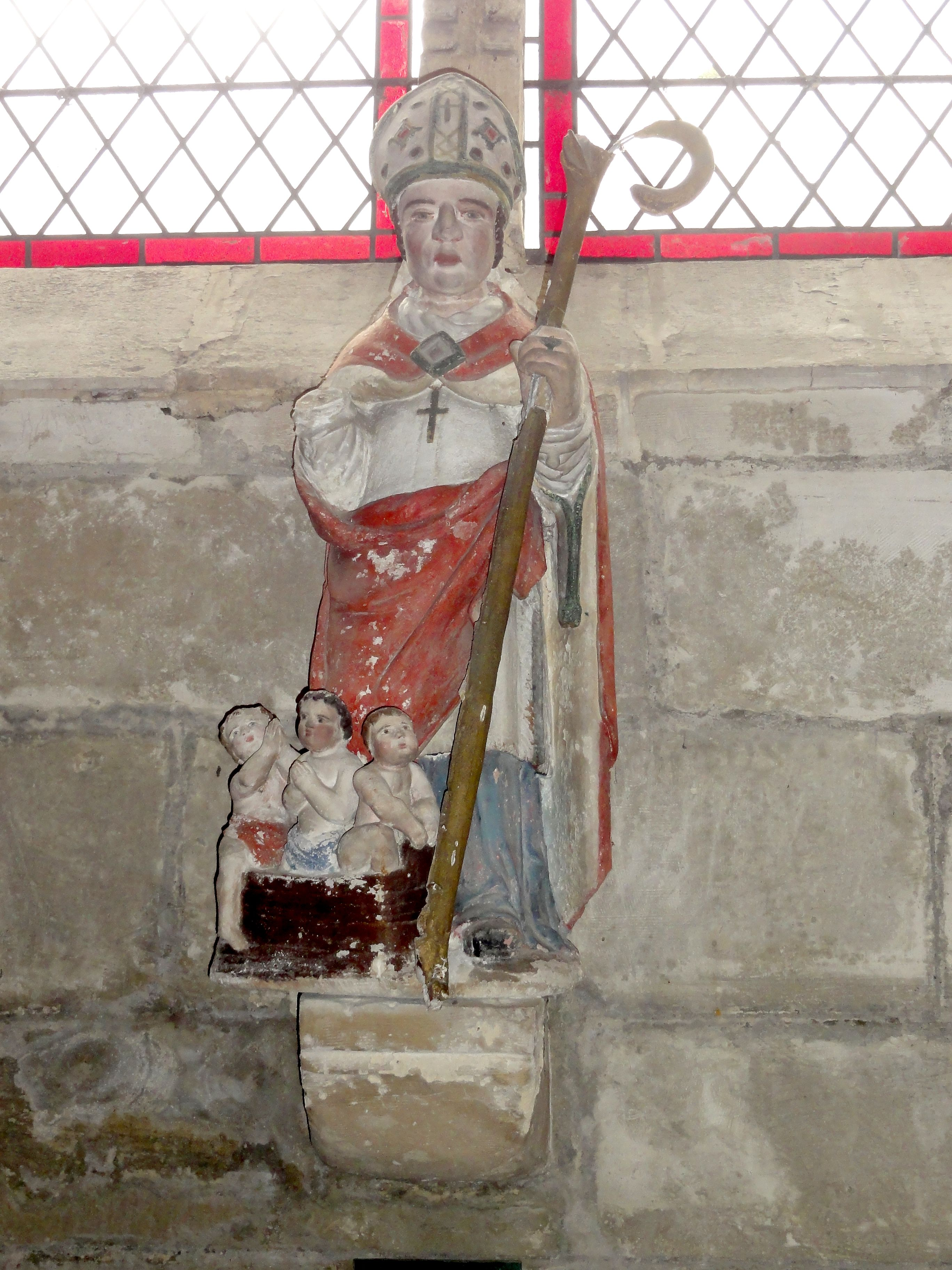
Saint Nicolas.
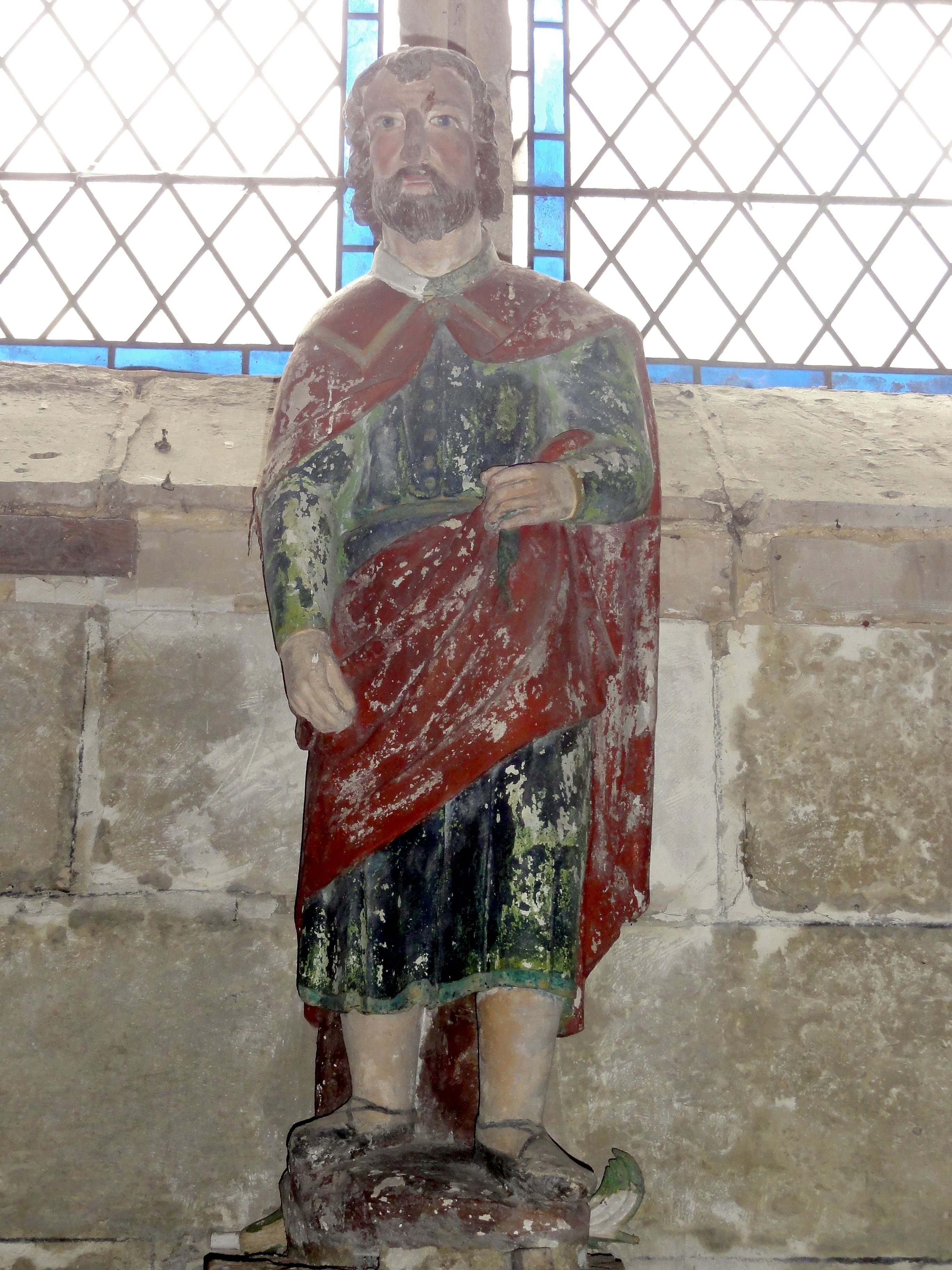
Statue d'un saint martyr.
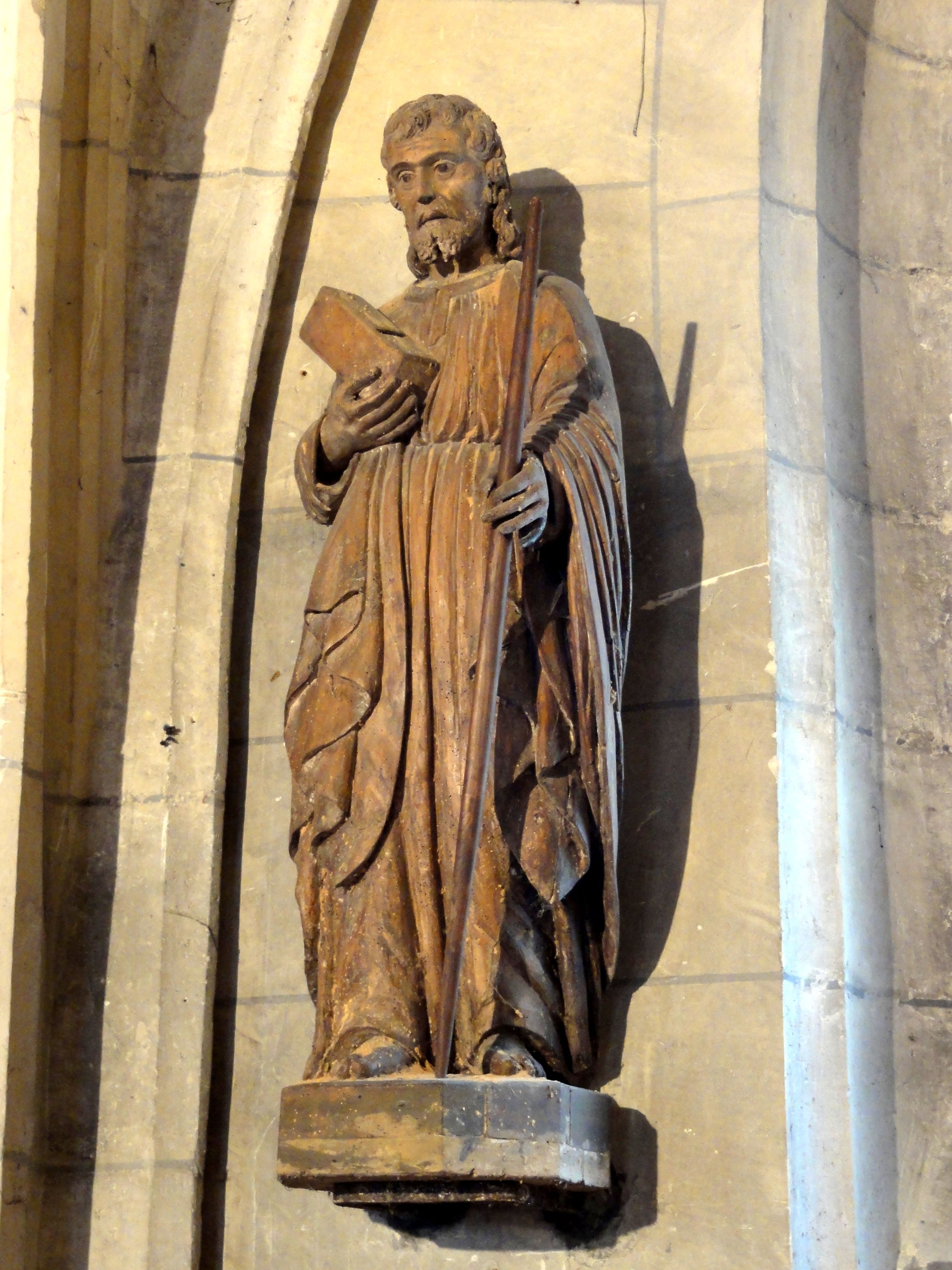
Saint Joseph au rabot.